# Championnat du monde de Formule 1 2021
Navigation
2020 2022
Le championnat du monde de Formule 1 2021 est la 72e édition du championnat du monde de Formule 1. Originellement prévu sur vingt-trois manches, il en comporte finalement vingt-deux, ce qui est alors le plus grand nombre de courses organisées en une saison. Il est remporté chez les pilotes par Max Verstappen qui devient le 34e champion du monde de l'histoire, et chez les constructeurs par Mercedes Grand Prix qui obtient un huitième titre consécutif.
Parmi les principaux mouvements de pilotes, on note le départ de Sebastian Vettel de la Scuderia Ferrari pour l'écurie Aston Martin, nouvelle dénomination de Racing Point, ou celui de Daniel Ricciardo de Renault vers McLaren qui évolue avec un moteur Mercedes, provoquant le retour de Fernando Alonso dans l'équipe française qui choisit Alpine comme nouvelle dénomination, ainsi que l'arrivée de Sergio Pérez chez Red Bull Racing. Le 8 février 2021 Mercedes Grand Prix annonce enfin s'être entendu avec Lewis Hamilton pour qu'il dispute une neuvième saison avec l'écurie allemande, en piste pour tenter de gagner un huitième titre mondial, synonyme de record. En outre, le fils de Michael Schumacher, Mick, débute en Formule 1 avec l'écurie Haas. Par ailleurs, Stefano Domenicali remplace Chase Carey à la tête du Formula One Group, devenant ainsi le nouveau patron de la discipline.
Le 16 décembre 2020, le Conseil Mondial de la FIA valide la proposition de la direction de la Formule 1, officialisant un calendrier de 23 Grands Prix. Il reste toutefois sujet à l'évolution de la pandémie de Covid-19 et de la crise sanitaire mondiale qui en découle. La première course annulée est, pour la deuxième année consécutive, le Grand Prix du Canada, remplacé dans un premier temps par le Grand Prix de Turquie, lui même reporté, puis remplacé par le Grand Prix de Styrie organisé le 27 juin. Les autres courses annulées pour la deuxième année consécutive sont les Grands Prix d'Australie, du Japon, de Chine et de Singapour. Le 28 août 2021, le calendrier remanié passe officiellement à 22 Grands Prix.
Le nouveau Grand Prix d'Arabie saoudite, disputé en nocturne sur un circuit tracé sur la corniche de Djeddah y fait sa première apparition, tout comme le Grand Prix du Qatar sur le Circuit international de Losail.
La saison voit l'introduction d'un nouvel agencement du week-end, testé sur trois Grands Prix : la « qualification sprint » sous la forme d'une course de 100 km le samedi qui détermine la grille de départ du Grand Prix selon l'ordre d'arrivée et attribue des points aux trois premiers ; le traditionnel déroulement Q1, Q2, Q3 se tient le vendredi pour organiser la grille de départ de la qualification sprint. Ce format est testé lors des Grand Prix de  Grande-Bretagne, d'Italie et de São Paulo.
Un duel acharné pour le titre mondial pilotes se dessine dès le début de saison entre Lewis Hamilton et Max Verstappen, ainsi qu'entre leurs écuries respectives Mercedes et Red Bull pour le sacre constructeurs, tandis que le pilote britannique tourne des pages de l'histoire de la discipline, en dépassant les 100 pole positions et autant de victoires. Le chassé-croisé entre les deux rivaux en tête du championnat dure toute la saison, mais à quatre courses de la fin, au soir des qualifications sprint du Grand Prix de São Paulo, le Néerlandais a une avance de 21 points. Le lendemain, Lewis Hamilton s'impose, puis gagne les deux courses suivantes avec une Mercedes revigorée. Si bien que les deux rivaux se présentent à égalité de points pour la dernière manche à Abou Dabi, une situation qui ne s'était produite précédemment qu'en 1974. 
Hamilton mène la course à sa main et a encore le titre en poche à cinq tours de l'arrivée, quand la Williams de Nicholas Latifi tape dans le rail au virage n°14 et lâche de nombreux débris. L'entrée en piste de la voiture de sécurité, un changement de pneus rapide de Verstappen et les décisions controversées de la direction de course, permettent au pilote Red Bull de dépasser la Mercedes dans la dernière boucle pour devenir le premier Néerlandais champion du monde de Formule 1. Il met fin à la domination des pilotes Mercedes qui durait depuis le début de l'ère hybride en 2014, en détrônant le quadruple tenant du titre, après avoir gagné dix courses, être monté sur un record de dix-huit podiums et avoir mené 652 tours (50,3% du total) dans la saison. L'écurie de Toto Wolff établit toutefois un nouveau record en gagnant son huitième titre constructeur consécutif. Mercedes et Red Bull ont ainsi gagné tous les titres pilotes et constructeurs depuis 2010.
Outre Verstappen et Hamilton (huit victoires et dix-sept podiums), quatre autres pilotes gagnent des courses cette saison : Sergio Pérez à Bakou, Esteban Ocon en Hongrie, Daniel Ricciardo à Monza et Valtteri Bottas en Turquie. Une seule écurie parvient réaliser un doublé lors des vingt-deux courses disputées : McLaren au Grand Prix d'Italie. Hamilton, Verstappen et Bottas terminent sept fois aux trois premières places et établissent un record de vingt podiums partagés depuis 2018. La saison est aussi la dernière de Kimi Räikkönen qui prend sa retraite sportive sur un record de 350 départs en Formule 1 depuis ses débuts en 2001. Par ailleurs, après une réglementation technique stable depuis 2017, l'année 2022 marquera le début d'une nouvelle ère, avec des Formule 1 à l'aspect différent dont le design est désormais basé sur l'effet de sol.

## Repères en début de saison

### Pilotes
- Kimi Räikkönen en 2007, Lewis Hamilton en  2008, 2014, 2015, 2017, 2018, 2019 et 2020, Sebastian Vettel en 2010, 2011, 2012 et 2013 et Fernando Alonso en 2005 et 2006 sont les quatre champions du monde en activité ;
- Kimi Räikkönen, avec 330 départs en Grand Prix à l'entame de la saison, est le pilote ayant le plus d'expérience devant Fernando Alonso (312 départs) et Lewis Hamilton (266 départs), ce sera sa 19e saison en F1, record qu'il égale avec Rubens Barrichello ;
- Lewis Hamilton est le pilote engagé en 2021 totalisant le plus de points (3 778 points), devant Sebastian Vettel (3 018 points), Fernando Alonso (1 899 points) et Kimi Räikkönen (1 863 points) ;
- Dix des vingt pilotes engagés en 2021 ont déjà remporté au moins un Grand Prix : Lewis Hamilton (95 victoires, record), Sebastian Vettel (53 victoires), Fernando Alonso (32 victoires), Kimi Räikkönen (21 victoires), Max Verstappen (10 victoires), Valtteri Bottas (9 victoires), Daniel Ricciardo (7 victoires), Charles Leclerc (2 victoires), Sergio Pérez (1 victoire) et Pierre Gasly (1 victoire) ;
- Avec le retour de Fernando Alonso et la présence de Kimi Räikkönen, c'est la première fois dans l'histoire de la Formule 1 que deux pilotes sont encore en activité vingt ans après leur début en 2001 où ils côtoyaient les pères de Mick Schumacher et de Max Verstappen.

Débuts en tant que pilote titulaire :
- Nikita Mazepin rejoint Haas F1 Team[1] ;
- Mick Schumacher rejoint Haas F1 Team[2]. Il choisit de reprendre les initiales MSC de son père pour les écrans de chronométrage[3] ;
- Yuki Tsunoda rejoint la Scuderia AlphaTauri comme coéquipier de Pierre Gasly[4].

Départs :
- Romain Grosjean n'est pas conservé par Haas F1 Team où il était titulaire depuis la création de l'écurie en 2016[5] ;
- Kevin Magnussen n'est pas conservé par Haas F1 Team après quatre saisons au sein de l'écurie américaine[6] ;
- Daniil Kvyat n'est pas conservé par la Scuderia AlphaTauri après cinq saisons dans le giron Red Bull ; il devient pilote de réserve chez Alpine F1 Team[7],[8] ;
- Alexander Albon perd sa place de titulaire chez Red Bull Racing ; il reste pilote de réserve de l'écurie[9].

Transferts : 
- Daniel Ricciardo quitte Renault après deux saisons et rejoint McLaren[10],[11] ;
- Carlos Sainz Jr. quitte McLaren après deux saisons et rejoint la Scuderia Ferrari[12] ;
- Sebastian Vettel quitte la Scuderia Ferrari après six saisons et rejoint Aston Martin F1 Team (ex-Racing Point)[13],[14] ;
- Sergio Pérez n'est pas conservé par Racing Point après sept saisons de collaboration (Force India, Racing Point Force India F1 Team puis Racing Point F1 Team) ; il rejoint Red Bull Racing[9].

Retours :
- Fernando Alonso retrouve la Formule 1 avec Alpine F1 Team (ex-Renault F1 Team) après deux ans d'absence en 2019 et 2020[15],[16].

Duos de pilotes reconduits :
- Lewis Hamilton et Valtteri Bottas chez Mercedes Grand Prix[17] ;
- Kimi Räikkönen et Antonio Giovinazzi chez Alfa Romeo[18] ;
- George Russell et Nicholas Latifi chez Williams F1 Team[19].

Le cas Lewis Hamilton :
- Le précédent contrat de Lewis Hamilton avec Mercedes Grand Prix avait pris fin en 2020. Pour des raisons sur lesquelles les médias ont longuement spéculé (contrat d'une année seulement avec option pour la suivante, montant de 40 millions de dollars sans les bonus, droit de veto sur le choix de son coéquipier, refus de faire équipe avec Max Verstappen, etc[20]), les négociations ont traîné. Le 8 février 2021, l'écurie annonce être tombée d'accord avec son pilote pour une neuvième saison consécutive, sans plus de précisions concernant la durée de ce contrat. Il apparait cependant qu'il ne porte que sur un an, c'est-à-dire la saison 2021. Concernant ses modalités, il est simplement indiqué : « Une part importante du nouvel accord s'appuie sur l'engagement commun en faveur d'une plus grande diversité et d'une plus grande inclusion dans le sport automobile qui a été pris l'année dernière par Lewis et Mercedes. Cela prendra la forme d'une fondation caritative commune qui aura pour mission de soutenir une plus grande diversité et une plus grande inclusion sous toutes ses formes dans le sport automobile[17]. » Le Britannique se met en piste avec l'objectif de remporter son huitième titre mondial, le septième en huit ans. Finalement, en cours de saison, au mois de juillet, Mercedes et Hamilton annoncent s'être mis d'accord sur un contrat portant jusqu'à la saison 2023[21].

### Écuries
- McLaren est désormais motorisée par Mercedes ; leur dernière association datait de la saison 2014[22],[23] ;
- Racing Point devient Aston Martin F1 Team[24],[25],[26],[27]. Il s'agira de la troisième saison de la marque anglaise en Formule 1 en tant qu'écurie usine après les saisons 1959 et 1960[28] ;
- Red Bull et Aston Martin mettent fin à leur partenariat de sponsor-titre, l'écurie s'engage ainsi sous dénomination sportive Red Bull Racing[29] ;
- Renault F1 Team est renommé Alpine F1 Team, faisant suite à la stratégie du groupe Renault pour recentrer ses programmes sportifs autour de la marque Alpine, relancée en 2017[30] ;
- Haas F1 Team est la première écurie depuis Manor Racing en 2016 à aligner deux pilotes novices.

### Essais hivernaux
Les essais de la saison 2021 sont organisés sur trois journées, du 12 au 14 mars. Contrairement aux années précédentes, ils se déroulent sur le circuit international de Sakhir à Manama.
Sur ces trois journées d'essais, le meilleur temps est réalisé par Max Verstappen sur la Red Bull RB16B en 1 min 28 s 960 alors que la pole position 2020 a été réalisée en 1 min 27 s 264 par Lewis Hamilton. Ce dernier a roulé à trois secondes de ce temps avec la W12 qui paraît souffrir d'une trop grande nervosité du train arrière, mais les essais hivernaux n'indiquent pas forcément la tendance de la saison, surtout concernant Mercedes capable de corriger rapidement ces problèmes. Les AlphaTauri AT02, Ferrari SF21 et McLaren MCL35M se mettent également en valeur. La monoplace souffrant le moins de la nouvelle réglementation (rabotage du fond plat au niveau du train arrière) est la Red Bull RB16B au plan incliné vers l'avant (high rake) alors que celle ayant le plus important déficit de performance est l'Aston Martin AMR21 au plan horizontal (low rake). Pour l'écurie ex-Racing Point, cet état de fait se vérifie lors des deux premiers Grands Prix de la saison.

## Réglementation

### Règlement technique
Ce championnat devait introduire d'importantes évolutions du règlement technique dont notamment une évolution majeure de l'aérodynamisme des monoplaces basée sur l'effet de sol. Cette évolution devait limiter les perturbations aérodynamiques qui empêchaient les monoplaces de se suivre à courte distance, limitant les dépassements et le spectacle,. Figuraient également des évolutions des spécifications du moteur V6 turbocompressé en vigueur depuis la saison 2014,, l'instauration de plusieurs composants standardisés pour permettre une réduction de coûts des monoplaces ainsi que l'adoption des pneumatiques à jantes 18 pouces,.
Cependant, en raison de la crise sanitaire mondiale de pandémie de Covid-19 ayant fortement perturbé l'édition précédente du championnat du monde de Formule 1 2020, la FIA et la FOM décident, en mars 2020, le report du règlement pour 2022,. En conséquence, un gel des châssis est instauré pour la saison et les écuries devront aligner en 2021 leur châssis de l'édition 2020.
Toutefois en septembre 2020, la FOM introduit un changement réglementaire susceptible d'influer sur le comportement des monoplaces : le fond plat est raboté de quelques centimètres au niveau des roues arrière et les appuis aérodynamiques présents à cet endroit interdits. Cette réduction d'appui d'environ 10 % a pour but de préserver les pneumatiques Pirelli. James Allison, le directeur technique de Mercedes indique : « Ça paraît peu et pourtant, cela change énormément les appuis de la monoplace. On va tourner autour d'une seconde perdue au tour car il faut ajouter à cela les ailettes des écopes de frein et la manière dont le plancher débute sous le museau avant. »
Les écuries ne doivent utiliser que trois unités de puissance (bloc moteur) durant la saison. Au delà de ce quota, chaque changement intégral ou l'addition d'éléments majeurs du bloc repousse le pilote et sa voiture à la dernière place sur la grille de départ.

### Règlement financier
Un plafond budgétaire des écuries est établi pour réduire l'écart entre les écuries. Il concerne toutes les dépenses des écuries hormis les salaires des pilotes et les opérations de marketing,,.
Établi initialement à hauteur de 175 millions de dollars par an (pour une saison de 21 Grands Prix) la crise économique liée à la pandémie de Covid-19 a, durant l'intersaison prolongée, relancé les débats sur son montant définitif. Ainsi, le plafond pour la saison 2021 est de 145 millions de dollars. Il sera abaissé à 140 millions en 2022 puis à 135 millions de 2023 à 2025,.

### Règlement sportif
Les écuries doivent désormais aligner au moins un pilote débutant lors de la première session d'essais libres au minimum deux fois au cours de la saison. Cette règle permet à ces pilotes d'avoir du temps de piste sur une monoplace de Formule 1 et d'acquérir des points pour leur super-licence, obligatoire pour rouler en Formule 1.
Les temps de développement aérodynamiques sont désormais définis en fonction du résultat de l'écurie lors de la saison précédente. L'utilisation des tunnels de souffleries et de CAO est à présent basée sur une référence de 40 h/semaine et pourra varier de 90 % pour l'écurie championne du monde en titre (36 h) à 112,5 % pour le dernier du championnat précédent ou toute nouvelle écurie (45 h),.

### Weekend de course
La durée d'un weekend de Grand Prix passe de quatre jours à trois. Toutes les activités médiatiques telles que les conférences d'avant-course, qui débutaient le jeudi, sont décalées au vendredi matin,.
Les deux sessions d'essais libres du vendredi sont réduites chacune d'une demi-heure et durent désormais une heure ; elles sont également décalées dans l'après-midi pour libérer le matin pour les événements médiatiques,.
Le régime de parc fermé débute dès la sortie d'une monoplace lors de la troisième séance d'essais libres et non plus à partir des qualifications.

### «Qualification sprint» sur trois Grands Prix
Le 26 avril 2021, la Formule 1 a annoncé un accord « unanime » (avec la FIA et les dix équipes engagées dans le championnat) pour organiser dès cette saison le système des « qualifications sprint » sur trois Grands Prix (deux en Europe et un sur le continent sud-américain). Le Grand Prix de Grande-Bretagne le 17 juillet a été le théâtre inaugural de cette innovation, suivi par les GP d'Italie le 12 septembre et de São Paulo le 14 novembre. Le week-end se déroule ainsi :
- première séance d'essais libres d'une heure le vendredi matin ;
- séance de qualifications le vendredi après-midi, selon le déroulement Q1, Q2, Q3, déterminant la grille de départ de la qualification sprint ;
- deuxième séance d'essais libres d'une heure le samedi matin ;
- qualification sprint le samedi après-midi (course de 100 km ce qui donne par exemple 17 tours à Silverstone et 18 tours à Monza) déterminant la grille de départ du Grand Prix et attribuant des points aux trois premiers (trois pour le premier, deux pour le deuxième, un pour le troisième), et où les arrêts au stand ne sont pas obligatoires[61] ;
- Grand Prix le dimanche.

Par ailleurs, les pilotes disposent d'un choix libre de deux trains de pneus pour les libres du vendredi matin, de cinq trains de pneus tendres pour les qualifications le même jour, d'un seul train pour les libres du samedi matin et de deux pour la qualification sprint. Le régime du parc fermé s'applique dès le vendredi soir après les qualifications.

## Pilotes et monoplaces
| Écuries                                | Constructeurs | Châssis                           | Moteurs  | Pneus | Directeurs d'équipe       | no | Pilotes            | Pilotes de réserve et de développement                      |
| -------------------------------------- | ------------- | --------------------------------- | -------- | ----- | ------------------------- | -- | ------------------ | ----------------------------------------------------------- |
| Mercedes-AMG Petronas Formula One Team | Mercedes      | Mercedes-AMG F1 W12 E Performance | Mercedes | P     | Toto Wolff                | 44 | Lewis Hamilton     | Nyck de Vries Stoffel Vandoorne Nico Hülkenberg             |
| Mercedes-AMG Petronas Formula One Team | Mercedes      | Mercedes-AMG F1 W12 E Performance | Mercedes | P     | Toto Wolff                | 77 | Valtteri Bottas    | Nyck de Vries Stoffel Vandoorne Nico Hülkenberg             |
| Red Bull Racing Honda                  | Red Bull      | Red Bull RB16B                    | Honda    | P     | Christian Horner          | 11 | Sergio Pérez       | Alexander Albon                                             |
| Red Bull Racing Honda                  | Red Bull      | Red Bull RB16B                    | Honda    | P     | Christian Horner          | 33 | Max Verstappen     | Alexander Albon                                             |
| McLaren F1 Team                        | McLaren       | McLaren MCL35M                    | Mercedes | P     | Andreas Seidl             | 3  | Daniel Ricciardo   | Paul di Resta Will Stevens Oliver Turvey                    |
| McLaren F1 Team                        | McLaren       | McLaren MCL35M                    | Mercedes | P     | Andreas Seidl             | 4  | Lando Norris       | Paul di Resta Will Stevens Oliver Turvey                    |
| Aston Martin Cognizant F1 Team         | Aston Martin  | Aston Martin AMR21                | Mercedes | P     | Otmar Szafnauer           | 5  | Sebastian Vettel   | Nico Hülkenberg Nick Yelloly                                |
| Aston Martin Cognizant F1 Team         | Aston Martin  | Aston Martin AMR21                | Mercedes | P     | Otmar Szafnauer           | 18 | Lance Stroll       | Nico Hülkenberg Nick Yelloly                                |
| Alpine F1 Team                         | Alpine        | Alpine A521                       | Renault  | P     | Davide Brivio             | 14 | Fernando Alonso    | Zhou Guanyu Daniil Kvyat                                    |
| Alpine F1 Team                         | Alpine        | Alpine A521                       | Renault  | P     | Davide Brivio             | 31 | Esteban Ocon       | Zhou Guanyu Daniil Kvyat                                    |
| Scuderia Ferrari Mission Winnow        | Ferrari       | Ferrari SF21                      | Ferrari  | P     | Mattia Binotto            | 16 | Charles Leclerc    | Callum Ilott Antonio Giovinazzi                             |
| Scuderia Ferrari Mission Winnow        | Ferrari       | Ferrari SF21                      | Ferrari  | P     | Mattia Binotto            | 55 | Carlos Sainz Jr.   | Callum Ilott Antonio Giovinazzi                             |
| Scuderia AlphaTauri Honda              | AlphaTauri    | AlphaTauri AT02                   | Honda    | P     | Franz Tost                | 10 | Pierre Gasly       | Alexander Albon                                             |
| Scuderia AlphaTauri Honda              | AlphaTauri    | AlphaTauri AT02                   | Honda    | P     | Franz Tost                | 22 | Yuki Tsunoda       | Alexander Albon                                             |
| Alfa Romeo Racing Orlen                | Sauber        | Alfa Romeo C41                    | Ferrari  | P     | Frédéric Vasseur          | 7  | Kimi Räikkönen     | Robert Kubica Callum Ilott Tatiana Calderón Théo Pourchaire |
| Alfa Romeo Racing Orlen                | Sauber        | Alfa Romeo C41                    | Ferrari  | P     | Frédéric Vasseur          | 88 | Robert Kubica      | Robert Kubica Callum Ilott Tatiana Calderón Théo Pourchaire |
| Alfa Romeo Racing Orlen                | Sauber        | Alfa Romeo C41                    | Ferrari  | P     | Frédéric Vasseur          | 99 | Antonio Giovinazzi | Robert Kubica Callum Ilott Tatiana Calderón Théo Pourchaire |
| Uralkali Haas F1 Team                  | Haas          | Haas VF-21                        | Ferrari  | P     | Günther Steiner           | 9  | Nikita Mazepin,    | Pietro Fittipaldi                                           |
| Uralkali Haas F1 Team                  | Haas          | Haas VF-21                        | Ferrari  | P     | Günther Steiner           | 47 | Mick Schumacher    | Pietro Fittipaldi                                           |
| Williams Racing                        | Williams      | Williams FW43B                    | Mercedes | P     | Simon Roberts Jost Capito | 6  | Nicholas Latifi    | Jack Aitken Roy Nissany Jamie Chadwick Dan Ticktum          |
| Williams Racing                        | Williams      | Williams FW43B                    | Mercedes | P     | Simon Roberts Jost Capito | 63 | George Russell     | Jack Aitken Roy Nissany Jamie Chadwick Dan Ticktum          |

## Grands Prix de la saison 2021

### Changements par rapport au calendrier initial

Planisphère représentant les pays accueillant un Grand Prix en 2021.

Le 5 novembre 2020, l'inédit Grand Prix d'Arabie saoudite est ajouté au calendrier, sur un circuit tracé sur la corniche de Djeddah, au bord de la mer Rouge et en nocturne,,.
Le groupe Formule 1 publie, le 10 novembre 2020, un calendrier provisoire de 23 épreuves avec la plupart des Grands Prix du calendrier initial du championnat 2020 hormis le Grand Prix du Viêt Nam qui n'apparaît pas à la date du 25 avril, laissée libre. Il s'agit du championnat du monde de Formule 1 le plus dense, dépassant les 21 épreuves des championnats 2016, 2018 et 2019 ainsi que les 22 du calendrier prévisionnel du championnat 2020. Ce calendrier est ratifié par le Conseil Mondial de la FIA le 16 décembre 2020. Le Grand Prix d'Arabie saoudite est inscrit sous réserve de l'homologation du circuit urbain de Djeddah.
Le Grand Prix automobile du Viêt Nam, dont la première édition aurait du se tenir en 2020, ne figure pas dans le premier calendrier provisoire. En effet, un des responsables de l'organisation du Grand Prix, le président du comité populaire de Hanoï, Nguyễn Đức Chung, a été arrêté pour corruption et « appropriation illicite de documents contenant des secrets d'État. »
Début janvier 2021, à cause de l'émergence de variantes du Covid-19, un report du Grand Prix d'Australie est envisagé, les restrictions de circulation demeurant très strictes en Australie. Le 12 janvier, la course est officiellement décalée au 21 novembre. Paul Little, le promoteur de l’événement, se satisfait de ce changement et déclare : « En tant qu'antépénultième course de la saison, cela nous donne l'opportunité d'organiser ce qui pourrait être la course décidant du championnat. »
Peu après cette annonce, le Grand Prix de Chine est lui aussi en passe d'être reporté. Son promoteur, Yibin Yang déclare : « Il est hautement improbable que la course puisse avoir lieu lors de la première moitié de l'année, en avril. Nous espérons la déplacer dans la seconde moitié de l'année et avons envoyé formellement la requête pour pouvoir la déplacer dans la seconde partie de la saison. » Le 12 janvier, le Grand Prix de Chine est décalé à une date non encore définie, trois créneaux restant libres entre la fin de la trêve estivale et la manche finale,,.
Le 12 janvier, le Grand Prix de Bahreïn devient donc la course d'ouverture de la saison à la suite du report du Grand Prix d'Australie et sera suivi, le 18 avril, par un Grand Prix disputé sur l'Autodromo Enzo e Dino Ferrari à Imola, remplaçant le Grand Prix du Viêt Nam.
Le 16 janvier, Liberty Media, le promoteur du championnat, révèle la possibilité d'annulation des Grands Prix de Monaco, d’Azerbaïdjan et du Canada, trois épreuves urbaines où un huis clos est trop difficile à mettre en place ; les circuits d'Istanbul, du Mugello et d'Hockenheim, pourraient dès lors accueillir des épreuves de secours, comme en 2020,.
Le 10 février, la commission Formule 1 annonce son intention d'organiser un Grand Prix du Portugal le 2 mai à Portimão, sous réserve de contrat avec les promoteurs du circuit.
Par ailleurs, les courses disputées au Mexique et au Brésil, qui s'enchaînent les 31 octobre et 5 novembre (manches 19 et 20), changent d'appellation : la première, sur l'Autódromo Hermanos Rodríguez devient le « Grand Prix de la ville de Mexico »,. La suivante, un temps mis en suspens avec un projet de nouveau circuit au cœur de Rio de Janeiro, se tiendra comme depuis 1990 sur l'Autodromo José Carlos Pace sous le nom « Grand Prix de São Paulo »,.
Le 28 avril, la Formula One Management annule le Grand Prix du Canada (prévu du 11 au 13 juin) pour la deuxième année consécutive ; il est remplacé par celui de Turquie, aux même dates,,.
Le 14 mai, à cause de nouvelles restrictions liées aux voyages en Turquie depuis le Royaume-Uni (où sont basées la plupart des équipes) en période de pandémie de Covid-19, la manche turque est reportée. Le calendrier conserve pourtant 23 courses mais le Grand Prix de France est avancé d’une semaine (18-20 juin) tandis qu'une nouvelle édition du Grand Prix de Styrie (créé en 2020) est organisée sur le Red Bull Ring du 25 au 27 juin. Le Grand Prix d'Autriche, sur le même circuit, est repoussé d'une semaine (2-4 juillet) et complète cette série de trois courses ; deux semaines de pause les séparent du Grand Prix de Grande-Bretagne.
Le 4 juin, le Grand Prix de Singapour, prévu le 3 octobre en seizième manche du championnat, est annulé en raison des restrictions liées au coronavirus. Plusieurs alternatives sont étudiées pour le remplacer,. Le 25 juin la direction de la Formule 1 annonce que cette date accueille désormais le Grand Prix de Turquie précédemment reporté.
Le 6 juillet, le Grand Prix d'Australie, qui devait ouvrir la saison et avait été reporté au 21 novembre, est officiellement annulé, le pays se protégeant à nouveau contre le Covid-19 (une quarantaine de quatorze jours à l'arrivée dans l'état de Victoria étant exigée). La direction de la Formule 1 reste confiante quant à l'organisation de 23 courses cette saison, expliquant qu'il lui reste « de nombreuses options » pour remplacer ce Grand Prix annulé pour la deuxième année consécutive. Parmi les épreuves de substitution possibles, sont évoqués le Grand Prix de Chine, deux courses sur le COTA d'Austin, une « double finale » à Yas Marina à Abou Dabi ou une épreuve sur le tracé externe de Sakhir à Bahreïn,.
Le 16 août, à la suite de l'annulation du Grand Prix d'Australie, Joao Doria, gouverneur de l'état de São Paulo, Ricardo Nunes, maire de la ville, et les organisateurs du Grand Prix de São Paulo annoncent souhaiter le report de l'épreuve à sa date initiale, le 14 novembre (au lieu du 7) pour que l'événement coïncide à nouveau avec le weekend de la fête de la République qui se prolonge jusqu'au 15 novembre, le lundi étant férié : « Si cette demande est acceptée, l'afflux de revenus dans la ville et dans l'État augmentera beaucoup. Nous pourrions avoir une augmentation de 25 % des revenus de la Formule 1 à Sao Paulo,. »
Le 18 août, toujours dans le contexte de la crise sanitaire, la direction de la Formule 1 annonce que le Grand Prix du Japon prévu le 10 octobre à Suzuka est, pour la deuxième année consécutive, annulé. La date pourrait être reprise ailleurs, dans la mesure où « La Formule 1 a prouvé cette année, et en 2020, que nous pouvons nous adapter et trouver des solutions aux incertitudes actuelles, et est excitée du niveau d'intérêt manifesté en plusieurs endroits pour accueillir des épreuves de Formule 1 cette année et au delà. »
Le 28 août, la FIA dévoile le calendrier prévisionnel de la seconde partie de la saison qui passe à vingt-deux épreuves. Comme prévu, les Grands Prix des Pays-Bas et d'Italie ont lieu à la suite du Grand Prix de Belgique puis, deux semaines plus tard, se tient le Grand Prix de Russie. Après une pause de deux semaines, est organisé le Grand Prix de Turquie, isolé et repoussé d'une semaine, deux semaines avant le Grand Prix des États-Unis afin que les équipes puissent respecter la quarantaine exigée pour un retour au Royaume-Uni. Le Grand Prix de Mexico se déroule deux semaines plus tard et la « double course » envisagée à Austin est annulée. Le Grand Prix de São Paulo, repoussé d'une semaine, a lieu une semaine après Mexico, suivi d'une épreuve sur un circuit encore non annoncé ; le nouveau circuit de Djeddah en Arabie saoudite accueille l'avant-dernière course de l'année, le final se faisant sur le tracé revu d'Abou Dabi.
Le 30 septembre, le nouveau Grand Prix automobile du Qatar, sur le Circuit international de Losail dans les environs de Doha, remplace officiellement, le 21 novembre, le Grand Prix d'Australie. Un contrat de dix ans à partir de 2023 est signé avec les organisateurs de cette épreuve.

### Calendrier et résultats
| no   | Date         | Grand Prix                    | Lieu              | Vainqueur        | Écurie           | Pole position   | Record du tour   | Pilote du jour   | Résumé |
| ---- | ------------ | ----------------------------- | ----------------- | ---------------- | ---------------- | --------------- | ---------------- | ---------------- | ------ |
| 1036 | 28 mars      | Grand Prix de Bahreïn         | Sakhir            | Lewis Hamilton   | Mercedes         | Max Verstappen  | Valtteri Bottas  | Sergio Pérez     | Résumé |
| 1037 | 18 avril     | Grand Prix d'Émilie-Romagne   | Imola             | Max Verstappen   | Red Bull-Honda   | Lewis Hamilton  | Lewis Hamilton   | Lando Norris     | Résumé |
| 1038 | 2 mai        | Grand Prix du Portugal        | Portimão          | Lewis Hamilton   | Mercedes         | Valtteri Bottas | Valtteri Bottas  | Sergio Pérez     | Résumé |
| 1039 | 9 mai        | Grand Prix d'Espagne          | Barcelone         | Lewis Hamilton   | Mercedes         | Lewis Hamilton  | Max Verstappen   | Lewis Hamilton   | Résumé |
| 1040 | 23 mai       | Grand Prix de Monaco          | Monaco            | Max Verstappen   | Red Bull-Honda   | Charles Leclerc | Lewis Hamilton   | Sebastian Vettel | Résumé |
| 1041 | 6 juin       | Grand Prix d'Azerbaïdjan      | Bakou             | Sergio Pérez     | Red Bull-Honda   | Charles Leclerc | Max Verstappen   | Sebastian Vettel | Résumé |
| 1042 | 20 juin      | Grand Prix de France          | Le Castellet      | Max Verstappen   | Red Bull-Honda   | Max Verstappen  | Max Verstappen   | Max Verstappen   | Résumé |
| 1043 | 27 juin      | Grand Prix de Styrie          | Spielberg         | Max Verstappen   | Red Bull-Honda   | Max Verstappen  | Lewis Hamilton   | Charles Leclerc  | Résumé |
| 1044 | 4 juillet    | Grand Prix d'Autriche         | Spielberg         | Max Verstappen   | Red Bull-Honda   | Max Verstappen  | Max Verstappen   | Lando Norris     | Résumé |
| 1045 | 18 juillet   | Grand Prix de Grande-Bretagne | Silverstone       | Lewis Hamilton   | Mercedes         | Max Verstappen  | Sergio Pérez     | Charles Leclerc  | Résumé |
| 1046 | 1er août     | Grand Prix de Hongrie         | Budapest          | Esteban Ocon     | Alpine-Renault   | Lewis Hamilton  | Pierre Gasly     | Fernando Alonso  | Résumé |
| 1047 | 29 août      | Grand Prix de Belgique        | Spa-Francorchamps | Max Verstappen   | Red Bull-Honda   | Max Verstappen  | Non attribué     | Non attribué     | Résumé |
| 1048 | 5 septembre  | Grand Prix des Pays-Bas       | Zandvoort         | Max Verstappen   | Red Bull-Honda   | Max Verstappen  | Lewis Hamilton   | Sergio Pérez     | Résumé |
| 1049 | 12 septembre | Grand Prix d'Italie           | Monza             | Daniel Ricciardo | McLaren-Mercedes | Max Verstappen  | Daniel Ricciardo | Daniel Ricciardo | Résumé |
| 1050 | 26 septembre | Grand Prix de Russie          | Sotchi            | Lewis Hamilton   | Mercedes         | Lando Norris    | Lando Norris     | Lando Norris     | Résumé |
| 1051 | 10 octobre   | Grand Prix de Turquie         | Istanbul          | Valtteri Bottas  | Mercedes         | Valtteri Bottas | Valtteri Bottas  | Carlos Sainz Jr. | Résumé |
| 1052 | 24 octobre   | Grand Prix des États-Unis     | Austin            | Max Verstappen   | Red Bull-Honda   | Max Verstappen  | Lewis Hamilton   | Max Verstappen   | Résumé |
| 1053 | 7 novembre   | Grand Prix de Mexico          | Mexico            | Max Verstappen   | Red Bull-Honda   | Valtteri Bottas | Valtteri Bottas  | Sergio Pérez     | Résumé |
| 1054 | 14 novembre  | Grand Prix de São Paulo       | São Paulo         | Lewis Hamilton   | Mercedes         | Valtteri Bottas | Sergio Pérez     | Lewis Hamilton   | Résumé |
| 1055 | 21 novembre  | Grand Prix du Qatar           | Losail            | Lewis Hamilton   | Mercedes         | Lewis Hamilton  | Max Verstappen   | Fernando Alonso  | Résumé |
| 1056 | 5 décembre   | Grand Prix d'Arabie saoudite  | Djeddah           | Lewis Hamilton   | Mercedes         | Lewis Hamilton  | Lewis Hamilton   | Max Verstappen   | Résumé |
| 1057 | 12 décembre  | Grand Prix d'Abou Dabi        | Yas Marina        | Max Verstappen   | Red Bull-Honda   | Max Verstappen  | Max Verstappen   | Kimi Räikkönen   | Résumé |

| Grand Prix              | Lieu      |
| ----------------------- | --------- |
| Grand Prix d'Australie  | Melbourne |
| Grand Prix de Chine     | Shanghai  |
| Grand Prix du Canada    | Montréal  |
| Grand Prix de Singapour | Singapour |
| Grand Prix du Japon     | Suzuka    |

## Déroulement de la saison et faits marquants du championnat

### Grand Prix de Bahreïn
Max Verstappen, au volant de la Red Bull RB16B domine les trois séances d'essais libres puis réalise les meilleurs temps des trois secteurs pour obtenir la quatrième pole position de sa carrière ; il repousse Lewis Hamilton à près de quatre dixièmes de seconde. Le Néerlandais obtient sa deuxième pole position consécutive puisqu'il était parti en tête en conclusion de la saison 2020 à Abou Dabi. Depuis le début de l'ère des moteurs hybrides, en 2014, les Mercedes n'avaient jamais été battues dans cet exercice lors du Grand Prix d'ouverture. En deuxième ligne, derrière Valtteri Bottas, Charles Leclerc au volant de sa Ferrari SF21, se hisse en quatrième position. Pierre Gasly confirme les promesses de l'AlphaTauri AT02 en se qualifiant cinquième, devant la McLaren MCL35M de Daniel Ricciardo dont le coéquipier Lando Norris occupe la quatrième ligne avec Carlos Sainz. Pour son retour en Formule 1, Fernando Alonso accède à la Q3 et réalise le neuvième temps, emmenant son Alpine A521 en cinquième ligne devant Lance Stroll au volant de l'Aston Martin AMR21. Pour sa première course avec Red Bull, Sergio Pérez est onzième sur la grille.
Lewis Hamilton commence la saison 2021 comme il a achevé les quatre précédentes : en tête du championnat pilotes. Il remporte la quatre-vingt-seizième victoire de sa carrière au terme d'un combat mené tout du long face à Max Verstappen, grâce à une stratégie décalée (Le septuple champion du monde et son stand réussissant deux fois l'undercut) et malgré un dépassement du pilote néerlandais à trois tours de l'arrivée effectué hors piste. Verstappen, qui roule ainsi en tête jusqu'au dix-septième tour, s'arrête trois boucles après son rival et lui laisse les commandes. S'il repasse devant au vingt-huitième tour, quand Hamilton procède à son second arrêt, il repart huit secondes derrière quand il ressort des stands au quarantième tour après avoir changé ses pneus pour la deuxième fois. Avec ces pneus plus frais, il lui faut dix boucles pour revenir sur la Mercedes et il peut utiliser son aileron arrière mobile à partir du cinquante-et-unième passage. Deux tours plus tard, il attaque Hamilton dans le virage no 4, le dépasse par l'extérieur mais met ses quatre roues au-delà du vibreur. Immédiatement, la direction de course intime l'ordre de rendre la position, message relayé par son écurie ; Verstappen s'exécute dans la foulée. Alors qu'il lui reste trois tours pour tenter de s'imposer, ses pneus perdent de l'efficacité ; glissant de l'arrière, il ne peut empêcher Hamilton de remporter l'épreuve pour 7 dixièmes de seconde et d'établir le nouveau record du nombre total de tours en tête détenu depuis 2007 par Michael Schumacher avec qui il partage désormais le record de 15 années consécutives avec au moins une victoire. Helmut Marko revèle par la suite que Max Verstappen a souffert d'un problème de différentiel qui lui aurait coûté trois dixièmes de seconde au tour, ce qui l'aurait empêché de creuser suffisamment d'écart pour ne pas subir les undercuts de Hamilton.
Bien loin de ce « combat des chefs », Valtteri Bottas monte sur la troisième marche du podium ; sa position assurée, il chausse des pneus neufs et réalise le meilleur tour en course dans la dernière boucle. Pour la quatorzième fois, les mêmes pilotes sont dans le trio de tête. Lando Norris dépasse Charles Leclerc dans le neuvième tour et conserve cette quatrième place jusqu'au bout. Repoussé en queue de peloton après s'être élancé de la voie des stands (son moteur ayant coupé dans le tour de formation), Sergio Pérez remonte jusqu'à la cinquième place en dépassant Leclerc à quatre tours de l'arrivée ; il est élu pilote du jour. La bagarre pour les points est intense au sein du peloton, avec de nombreuses passes d'armes impliquant notamment trois champions du monde, Fernando Alonso, Sebastian Vettel et Kimi Räikkönen. La course de Pierre Gasly est ruinée dès le troisième tour quand il percute Daniel Ricciardo et détruit son aileron avant ; il termine dix-septième. Le pilote australien résiste à Carlos Sainz pour le gain de la septième place, Yuki Tsunoda marque deux points dès sa première course et laisse l'unité restante à Lance Stroll en le dépassant dans le dernier tour. Alonso ne finit pas la course à cause d'un problème de surchauffe de ses freins.
Le premier classement du championnat pilotes est celui de la course. Pérez, Sainz et Ricciardo marquent leurs premiers points avec leurs nouvelles écuries respectives. Mercedes, Red Bull, McLaren et Ferrari se placent dans cet ordre au classement constructeurs avec leurs deux pilotes dans les points. Aston Martin marque le premier point de son histoire en Formule 1, puisque sa participation sous ce nom en 1959 et 1960 ne s'était pas traduite par un résultat primé.

### Grand Prix d'Émilie-Romagne
Lewis Hamilton s'étonne lui-même d'avoir réalisé, sur la piste Enzo e Dino Ferrari, la 99e pole position de sa carrière, qu'il obtient sur un trentième circuit différent depuis 2007. Il devance, avec des écarts minimes, les deux pilotes Red Bull, Sergio Pérez l'accompagnant sur la première ligne ; le pilote mexicain n'avait jamais encore obtenu une position si avantageuse sur la grille de départ. Il prend le meilleur sur son coéquipier Max Verstappen qui s'élance devant Charles Leclerc, le pilote Ferrari se hissant en deuxième ligne avec le quatrième temps comme trois semaines plus tôt à Bahreïn ; son coéquipier Carlos Sainz Jr., éliminé en Q2, part onzième. Comme à Sakhir également, Pierre Gasly réalise le cinquième temps avec son AlphaTauri et part sur la troisième ligne, juste devant Daniel Ricciardo. Lando Norris, dont le temps le plus rapide en Q3 a été annulé après qu'il a roulé au-delà des vibreurs, part finalement septième devant Valtteri Bottas qui, curieusement, a roulé moins vite en Q3 qu'en Q1. Les huit premiers des qualifications se tiennent en moins d'une demi-seconde. La cinquième ligne est occupée par Esteban Ocon et Lance Stroll.
À l'issue d'une course démarrée sur piste détrempée et achevée sur le sec, Max Verstappen remporte la onzième victoire de sa carrière. Il prend le meilleur départ et dépasse Hamilton de façon musclée dans la chicane de Tamburello, avant de s'échapper en tête. Le septuple champion du monde est sur le point de tout perdre quand, au trente-et-unième passage, il commet une de ses très rares erreurs en prenant un tour à George Russell à Tosa. Il sort de la piste, traverse le bac à gravier et tape le mur en tentant de se dégager ; il est alors obligé de s'en sortir en enclenchant la marche arrière pour reprendre la piste, le tout lui coûtant environ une minute. Dans la foulée, un énorme accident impliquant George Russell et Valtteri Bottas se produit, lorsque le pilote britannique perd le contrôle de sa Williams à plus de 300 km/h, aileron arrière mobile ouvert, à l'abord de Tamburello après avoir mis deux roues dans l'herbe dans une tentative de dépassement sur la Mercedes pour le gain de la neuvième place. Des débris sont projetés partout et l'épreuve est interrompue au drapeau rouge pour permettre le nettoyage de la piste et la vérification des barrières de sécurité, ce qui sauve la course de Hamilton qui peut ainsi changer son museau sans perte de temps, avant de repartir en neuvième position et en file indienne avec tout le peloton.
À la relance derrière la voiture de sécurité, après vingt-cinq minutes d'interruption, tous les pilotes sont désormais en pneus pour piste sèche après avoir démarré l'épreuve en gommes intermédiaires. Au moment d'accélérer, Verstappen amorce un tête-à-queue sous le nez de Charles Leclerc, deuxième, mais se rétablit de justesse et conserve sa position. En raison du déficit de puissance de son moteur dans la grande ligne droite, Leclerc ne peut résister à l'attaque de Lando Norris. Sergio Pérez, en quatrième position, part en tête-à-queue au trente-huitième tour, se retrouve dernier et finit la course hors des points. Hamilton remonte, profite d'une sortie de piste de Raïkkönen, dépasse Stroll, Ricciardo, Sainz et Leclerc, puis bute durant quelques tours sur Norris qui se défend chèrement, avant d'avoir raison de lui à trois tours de l'arrivée en réalisant le meilleur tour en course, ce qui lui permet de se classer deuxième et de conserver la tête du championnat du monde, pour un point. Lando Norris obtient le deuxième podium de sa carrière devant les deux pilotes Ferrari, Leclerc et Sainz, alors que Ricciardo (qui a dû sur ordre de son écurie laisser passer Norris au bout de 17 tours) se classe sixième. Pierre Gasly qui, en raison d'un mauvais choix de pneumatiques (maxi-pluie), n'était plus que dix-huitième après quinze tours, remonte, passe la ligne d'arrivée huitième, et gagne un rang devant Lance Stroll, pénalisé de cinq secondes pour l'avoir dépassé hors des limites de la piste. Kimi Räikkönen, neuvième sous le drapeau à damier, est réprimandé de trente secondes, pour ne pas avoir repris sa position après être parti dans les graviers derrière la voiture de sécurité. Il recule en treizième position, ce qui permet aux deux pilotes Alpine de marquer pour la première fois, Ocon terminant neuvième devant Fernando Alonso qui prend le dernier point en jeu.
S'échappant à coups de record du tour après la relance, Max Verstappen est virtuellement en tête du championnat (position qu'il n'a jamais occupée) jusqu'à trois tours de l'arrivée lorsque, en réalisant le meilleur tour en course grâce au DRS, lors de son dépassement de Norris, Lewis Hamilton s'adjuge le point bonus qui lui permet de rester en tête (44 points), suivi par Verstappen (43 points) : une victoire et une deuxième place chacun. Grâce à son bon début de saison, Lando Norris est sur le podium (27 points), suivi par Charles Leclerc (20 points), Valtteri Bottas qui n'a pas marqué (16 points), Carlos Sainz, Daniel Ricciardo (14 points chacun) et Sergio Pérez, huitième avec 10 points. Chez les constructeurs, Mercedes Grand Prix conserve les commandes (60 points), sept unités devant Red Bull Racing (53 points). McLaren et Ferrari (dont leurs deux pilotes sont à nouveau dans les points) suivent avec 41 et 34 points. AlphaTauri est cinquième (8 points), Aston Martin (5 points) et Alpine (3 points) ferment la marche. Alfa Romeo, Haas et Williams n'ont pas encore marqué.

### Grand Prix du Portugal
Pour la soixante-et-onzième fois en 141 courses depuis le début de l'ère des moteurs V6 turbo-hybrides en 2014, les Mercedes monopolisent la première ligne. Mais, alors que Lewis Hamilton semblait se diriger vers sa centième pole position en réalisant, lors de la Q2, le seul temps en deçà des 1 min 18 s et le meilleur de toutes les séances d'essais, il est finalement battu, de 7 millièmes de seconde, par son coéquipier Valtteri Bottas au moment de vérité ; le Finlandais part en tête pour la dix-septième fois de sa carrière. La plupart des pilotes qualifiés en Q3 ont roulé moins vite que lors de la deuxième phase qualificative, notamment à cause du vent et d'une piste particulièrement glissante. Max Verstappen, au volant de sa Red Bull, n'a ainsi pas été en mesure de lutter contre les W12 et part en deuxième ligne devant son équipier Sergio Pérez. Carlos Sainz Jr. réalise le cinquième temps avec sa Ferrari, accompagné en troisième ligne par Esteban Ocon qui obtient le meilleur résultat d'Alpine en qualifications. Lando Norris et Charles Leclerc se partagent la quatrième ligne alors que Pierre Gasly, neuvième, part devant Sebastian Vettel qui obtient sa première Q3 avec Aston Martin et qui n'avait plus atteint ce stade depuis les quinze derniers Grand Prix.
Lewis Hamilton remporte sa deuxième victoire de la saison en trois courses, la quatre-vingt-dix-septième de sa carrière, grâce à deux dépassement cruciaux sur Max Verstappen, puis sur son coéquipier Valtteri Bottas. Dans le premier tour, alors que les trois premiers conservent leur position, Kimi Raïkkönen, sujet à un moment d'inattention, percute l'Alfa Romeo de son coéquipier Antonio Giovinazzi et abandonne, laissant des éléments de son aileron avant sur la piste ce qui provoque la sortie de la voiture de sécurité. À la relance, au septième passage, Verstappen double Hamilton et se lance à la poursuite de Bottas. Quatre tours plus tard, le septuple champion du monde lui reprend la deuxième place, grâce à son aileron arrière mobile dans la ligne droite des stands, avant de s'imposer au freinage puis, au vingtième tour, dépasse son coéquipier par l'extérieur dans le virage no 1 pour s'installer en tête. Verstappen rentre ensuite au stand un tour avant Bottas, et quand ce dernier reprend la piste sous le nez de son rival, avec ses gommes dures encore fraîches, il commet une légère glissade qui aide le Néerlandais à le dépasser dans le virage no 4. En raison d'un dysfonctionnement d'un capteur qui met temporairement son moteur en mode sécurité, Bottas est affecté par une perte de puissance et n'est plus en mesure de lutter contre la Red Bull.
Alors que tous les pilotes ont procédé à leur changement de pneus, Sergio Pérez poursuit avec ses gommes medium du départ, ce qui lui permet de prendre la tête au trente-huitième tour, jusqu'à être rattrapé et dépassé par Hamilton à quinze boucles de l'arrivée ; croyant qu'il arrive sur un retardataire, le Britannique réclame un drapeau bleu et son ingénieur Peter Bonington lui rétorque : « Non, tu cours contre lui, il doit encore s'arrêter. » Pérez rentre dans la foulée pour chausser des pneus tendres et réalise le meilleur tour en course en repartant quatrième ; il sera élu « pilote du jour ». Dès lors, Lewis Hamilton, qui contrôle la course, s'impose avec trente secondes d'avance sur ses poursuivants. Il doit cet écart à la bataille que se livrent ses rivaux pour le gain du point attribué au record du tour : Verstappen et Bottas, podium assuré, chaussent leurs pneus à bande violette en vue de l'arrivée. Alors que Verstappen croit avoir le dernier mot dans le dernier tour, son temps est annulé après qu'il a dépassé les limites de la piste ; Bottas, qui a tourné en 1 min 19 s 865 dans la boucle précédente, s'octroie donc le bonus.
Hamilton, Verstappen et Bottas se partagent le podium pour la quinzième fois, ce qui constitue un nouveau record. Sergio Pérez complète le tir groupé Mercedes-Red Bull. Une nouvelle course solide de Lando Norris lui permet de finir cinquième, devant Charles Leclerc qui a fait ce qu'il a pu avec sa SF21, son coéquipier Carlos Sainz Jr., en perdition en fin d'épreuve, terminant hors des points. Les Alpine, sont en verve sur la piste portugaise, Esteban Ocon se classant septième devant son équipier Fernando Alonso, auteurs de plusieurs beaux dépassements. Daniel Ricciardo prend les deux points de la neuvième place et Pierre Gasly récupère l'unité restante en dépassant Sainz dans l'avant-dernier tour.
Hamilton (69 points) a désormais huit unités d'avance sur Verstappen (61 points) au classement du championnat. Aucun de ces deux pilotes n'a encore terminé au-delà de la deuxième place. Lando Norris, qui obtient son troisième top 5, reste sur le podium (37 points), devant Bottas (32 points). Charles Leclerc, qui a lui aussi pris des points à chaque course, est cinquième (28 points) ; suivent Pérez (22 points), Ricciardo (16 points), Sainz (14 points), Ocon (8 points) et Gasly, dixième avec 7 points. Chez les constructeurs, Mercedes Grand Prix (101 points) augmente sa marge sur Red Bull Racing (83 points) alors que McLaren est troisième (53 points) devant Ferrari (42 points), Alpine (13 points) et AlphaTauri (9 points). Aston Martin est septième (5 points), Williams, Haas et Alfa Romeo attendant encore de marquer.

### Grand Prix d'Espagne
Sur un circuit où les Mercedes n'ont pas été battues en qualifications depuis 2013, Lewis Hamilton tourne une page de l'histoire de la Formule 1. Dès son premier tour rapide dans la troisième phase, il devance Max Verstappen de 36 millièmes de seconde, écart qui devient définitif puisque aucun des deux n'améliore lors de leur deuxième tentative ; le septuple champion du monde atteint ainsi les cent pole positions, quinze ans après sa première, obtenue au Grand Prix du Canada 2007. Il déclare : « C'est incroyable. Jamais je n'aurais imaginé ça quand je suis arrivé chez Mercedes il y a sept ans. Je suis heureux comme si c'était ma première pole. » Sur la deuxième ligne, Valtteri Bottas est à 132 millièmes de seconde, accompagné par Charles Leclerc, quatrième à sept dixièmes de seconde d'Hamilton. Esteban Ocon obtient sa meilleure qualification avec Renault puis Alpine en réalisant le cinquième temps pour partir en troisième ligne devant Carlos Sainz. Daniel Ricciardo, le plus rapide des pilotes McLaren, s'élance de la quatrième ligne aux côtés de Sergio Pérez. Lando Norris, auteur du meilleur temps de la Q1, termine l'exercice avec le neuvième temps et précède Fernando Alonso sur la cinquième ligne.
Lewis Hamilton remporte la 98e victoire de sa carrière, sa cinquième consécutive sur le circuit catalan, et sa sixième au Grand Prix d'Espagne. Ce troisième succès en quatre courses cette saison repose sur une option stratégique parfaitement exécutée tant dans le timing que grâce à la qualité de son pilotage, ce qui lui vaut d'être élu « pilote du jour ». Devancé par Verstappen au premier virage, il n'est pas en mesure de l'attaquer, dans une première partie de course ponctuée par la sortie de la voiture de sécurité au huitième tour et par la première salve des changements de pneus. De plus, en s'approchant trop près de son rival grâce à l'usage de son aileron arrière mobile dans la grande ligne droite, il ne parvient qu'à user exagérément ses gommes medium. Son stand choisit dès lors de le rappeler pour un deuxième arrêt « surprise » au bout de quarante-deux boucles, piégeant ainsi le pilote néerlandais obligé de continuer avec des gommes medium chaussées au vingt-quatrième tour. Reparti à vingt-deux secondes de Verstappen, dont le train de pneus se dégrade tour après tour, et derrière son coéquipier Bottas qui le laisse passer sur ordre de l'écurie après avoir résisté durant quelques virages, il reprend deux secondes au tour à son rival et le dépasse dès sa première attaque, en bout de ligne droite, à six boucles du terme. Verstappen déclare : « J'étais une cible facile. » Assuré de la deuxième place, ce dernier rentre pour chausser des gommes tendres et s'attribue le point bonus du meilleur tour en course.
Dépassé par Charles Leclerc dès le troisième virage, reprenant son bien à deux reprises, d'abord par le jeu des premiers arrêts au stand puis grâce à un dépassement par l'extérieur au cinquante-septième tour, Valtteri Bottas accompagne Hamilton et Verstappen sur le podium pour la seizième fois. Leclerc termine, isolé, au quatrième rang devant Sergio Pérez qui a bataillé tout du long avec Daniel Ricciardo (sixième) et Carlos Sainz Jr. (septième et dernier pilote dans le tour du vainqueur). Lando Norris, averti par la direction de course pour avoir zigzagué sur la piste, se classe huitième. Les pilotes Alpine ayant opté pour une stratégie à un seul arrêt, rétrogradent en fin de course ; Esteban Ocon sauve néanmoins les deux points du neuvième rang, talonné par Pierre Gasly. Ce dernier récupère l'unité restante en dépassant  Lance Stroll en vue de l'arrivée ; il était pourtant reparti dernier après son premier arrêt au dix-huitième tour où il avait purgé une pénalité de cinq secondes pour avoir dépassé son emplacement sur la grille de départ.
Lewis Hamilton (94 points, trois victoires, une deuxième place et un meilleur tour) et Max Verstappen (80 points, une victoire, trois deuxièmes places et un meilleur tour) réalisent chacun leur meilleur début de saison après quatre courses depuis le début leurs carrières. Bottas (47 points) dépasse Norris (41 points) alors que Leclerc reste cinquième (40 points) ; suivent Pérez (32 points), Ricciardo (24 points), Sainz (20 points), Ocon (10 points) et Gasly (8 points). Mercedes Grand Prix (141 points) augmente son avance sur Red Bull Racing (112 points) au championnat des constructeurs. Les autres écuries sont déjà distancées : McLaren Racing, troisième avec 65 points, précède Ferrari (60 points), Alpine (15 points), AlphaTauri (10 points) et Aston Martin (5 points). Alfa Romeo, Haas et Williams n'ont pas encore marqué.

### Grand Prix de Monaco
Sur un circuit où la puissance du moteur n'est pas primordiale, Charles Leclerc bénéficie de l'agilité de sa SF21 et établit le meilleur temps dans la troisième phase des qualifications dès sa première tentative, avec des records dans les deuxième et troisièmes secteurs. Il obtient donc la huitième pole position de sa carrière, sa première depuis le Grand Prix du Mexique 2019 et sa première également dans les rues où il a grandi, performance que seul Louis Chiron avait réussi en 1936, avant la création du championnat du monde de Formule 1. Toutefois, le Monégasque fracasse sa monoplace à la Piscine lors de sa deuxième tentative, à dix-huit secondes du terme. Cet accident interrompt net, d'une part, les tours rapides de Max Verstappen et de son coéquipier Carlos Sainz Jr. qui chassaient eux aussi la pole position et, d'autre part, crée une incertitude car l'éventuelle casse de sa boîte de vitesses dans le crash occasionnerait un recul de cinq places sur la grille en cas de changement. Son écurie annonce finalement que la boîte étant intacte, le régional de l'étape doit partir de la position de tête, accompagné en première ligne par Max Verstappen, devancé de 230 millièmes de seconde. Valtteri Bottas tire le meilleur parti des Mercedes W12, en difficulté sur ce tracé, avec le troisième temps et un départ en deuxième ligne devant Carlos Sainz Jr.. Lando Norris précède Pierre Gasly sur la troisième ligne tandis que Lewis Hamilton ne réalise que le septième temps, devant Sebastian Vettel qui obtient sa meilleure qualification avec Aston Martin. La cinquième ligne est composée de Sergio Pérez et d'Antonio Giovinazzi qui a hissé son Alfa Romeo en Q3. Mais, à moins d'une heure du départ, lors de son tour de mise en grille à la sortie du tunnel, Leclerc s'exclame « Non ! Non ! », avant de revenir dans son box et d'abandonner après la casse du moyeu de transmission côté gauche (directement imputable à son crash du samedi), laissant vide l'emplacement de la pole position.
Sous le drapeau à damier brandi par Serena Williams, Max Verstappen remporte la douzième victoire de sa carrière, sa deuxième de la saison, son succès inaugural à Monaco ; pour la première fois, il prend la tête du championnat du monde, délogeant Lewis Hamilton. Il mène l'intégralité des soixante-dix-huit tours, repoussant, au premier virage, un assaut de Valtteri Bottas, qui n'avait personne devant lui à la suite de l'abandon prématuré de Leclerc, avant de contrôler la course. Deuxième derrière le Néerlandais, Bottas connaît une terrible mésaventure lors de son arrêt au stand, au trentième tour, lorsque ses mécaniciens ne parviennent pas à desserrer l'écrou de sa roue avant droite, y compris en changeant de pistolet, ce qui le contraint à l'abandon. Du coup, Carlos Sainz roule derrière Verstappen jusqu'au bout, tout comme Lando Norris, troisième, résistant sur la fin au retour de Sergio Pérez qui a gagné trois places en s'arrêtant tardivement, au trente-cinquième tour, pour terminer au pied du podium. Ce cinquième podium de Verstappen en cinq courses est inédit ; c'est aussi le premier de la saison pour Sainz et Ferrari et le deuxième de Norris. Sebastian Vettel, élu « pilote du jour », marque ses premiers points de la saison et met fin à une série de sept Grands Prix sans marquer, en réalisant un overcut sur Lewis Hamilton et en prenant le meilleur sur Pierre Gasly à sa sortie des stands au trente-deuxième passage, dans la montée de Beau Rivage pour se classer cinquième. Hamilton, aux premières loges pour assister à ce dépassement, subit un autre overcut, de la part de Sergio Pérez, parti derrière lui, et ne masque pas son mécontentement à la radio, fustigeant la stratégie de son équipe qui l'a rappelé au stand dès le vingt-neuvième tour. Gasly termine sixième, dans les échappements de Vettel, sans que le septuple champion du monde britannique n'ait été en mesure de le menacer. Ce dernier chausse des pneus tendres en fin de course pour réaliser le meilleur tour en course et limiter sa perte de points sur Verstappen avec une unité supplémentaire s'ajoutant aux six de sa septième place. Pour le gain du huitième rang, Lance Stroll prend le meilleur sur Esteban Ocon et Antonio Giovinazzi marque le premier point d'Alfa Romeo dans ce championnat.
Max Verstappen est dans une position qu'il n'a jamais connue depuis ses débuts, en 2015 : aux commandes du championnat du monde, avec 105 points devant Lewis Hamilton (101 points). Lando Norris (56 points) subtilise la troisième place à Valtteri Bottas (47 points) et Sergio Pérez (44 points) déloge Charles Leclerc (40 points) de la cinquième place. Carlos Sainz (38 points) remonte au septième rang devant Daniel Ricciardo (24 points), Pierre Gasly (16 points), Esteban Ocon, dixième avec 12 points ; Sebastian Vettel qui entre au classement avec 10 points. Pour la première fois depuis 2014, Red Bull Racing prend la tête du championnat des constructeurs (149 points), une unité devant Mercedes Grand Prix (148 points). McLaren Racing reste troisième (80 points) mais Ferrari (78 points) se rapproche. Suivent, groupés, Aston Martin (19 points), AlphaTauri (18 points) et Alpine (17 points). Alors qu'Alfa Romeo marque son premier point, Haas et Williams l'attendent encore.

### Grand Prix d'Azerbaïdjan
Au volant de sa Ferrari SF21, agile dans la partie sinueuse du circuit et, surtout, bénéficiant de l'aspiration offerte par Lewis Hamilton dans le troisième secteur qui débouche sur la ligne droite longue de 2,2 km, Charles Leclerc obtient sa deuxième pole position consécutive de la saison et la neuvième de sa carrière. Il est accompagné en première ligne par le septuple champion du monde, ravi des performances de sa monoplace après un début de weekend chaotique pour Mercedes bien que relégué à deux dixièmes de seconde. Ces qualifications sont interrompues à quatre reprises au drapeau rouge, à cause des accidents en Q1 de Lance Stroll puis Antonio Giovinazzi dans le virage no 15 puis, dans le virage no 3, de Daniel Ricciardo en Q2 et, au même endroit en fin de Q3, de Yuki Tsunoda et de Carlos Sainz Jr. qui roulait derrière lui qui, surpris, bloque ses roues et perd le contrôle de sa monoplace. Comme à Monaco, Leclerc part en tête grâce à son temps réalisé lors de sa première tentative, son deuxième tour rapide ainsi que ceux de ses principaux rivaux ayant été interrompus par le double accident de Tsunoda et Sainz. Sur la deuxième ligne, Max Verstappen est accompagné par Pierre Gasly qui égale son meilleur résultat en qualifications avec un quatrième temps. Les positions derrière Sainz, cinquième, sont chamboulées à la suite de la pénalité d'un recul de trois places infligée à Lando Norris qui n'a pas respecté le drapeau rouge après l'accident de Giovinazzi. En conséquence, Sergio Pérez rejoint le pilote espagnol en troisième ligne alors que la quatrième ligne est constituée de Tsunoda (présent en Q3 pour la première fois) et de Fernando Alonso et que Norris devance Valtteri Bottas, en difficulté avec sa W12, sur la cinquième ligne.
Sergio Pérez remporte la deuxième victoire de sa carrière et sa première avec Red Bull Racing, alors que les deux meneurs du championnat, Max Verstappen et Lewis Hamilton, ne marquent aucun point. Sebastian Vettel offre à Aston Martin son premier podium dans la discipline-reine et Pierre Gasly, après une belle passe d'armes avec Charles Leclerc, arrache la troisième place.
Au départ, Charles Leclerc ne parvient pas à conserver l'avantage de sa pole position au-delà des premiers virages : dès la fin de la première boucle, Lewis Hamilton, profitant uniquement de l'aspiration, le dépasse avec facilité dans la grande ligne droite. Celle-ci est à nouveau fatale au pilote Ferrari qui, en quelques tours, ne peut résister ni à Max Verstappen ni à Sergio Pérez qui a gagné trois places au départ et prend la troisième position. Les premiers arrêts au stand changent la donne puisqu'Hamilton, qui s'arrête le premier au douzième tour, est dépassé par Verstappen qui s'est arrêté une boucle plus tard. Au passage suivant le septuple champion du monde subit la même sanction face à Pérez qui le dépasse à son retour en piste. De la même façon, Leclerc se fait subtiliser la quatrième place par Gasly qui s'est arrêté après lui. Les pilotes Aston Martin choisissent d'adopter une stratégie les conduisant à effectuer un long premier relais ; Vettel se retrouve ainsi en tête de la course après quatorze tours et ne rentre au stand qu'au dix-neuvième passage, laissant le champ libre à Verstappen, suivi de son coéquipier et d'Hamilton. Alors que Stroll ne s'est toujours pas arrêté pour changer ses pneus durs après vingt-neuf boucles, son pneu arrière gauche explose dans la grande ligne droite, provoquant l'entrée en piste de la voiture de sécurité. Lors de la relance, après six tours de neutralisation, Vettel dépasse Leclerc puis Gasly et s'installe en quatrième position.
L'épreuve semble se diriger vers le premier doublé des Red Bull depuis 2016, Max Verstappen caracolant en tête et alignant les records du tour, tandis qu'Hamilton ne trouve pas l'ouverture derrière Pérez lorsque, à cinq tours de l'arrivée, le pneu arrière gauche de la monoplace du pilote néerlandais explose à pleine vitesse dans la ligne droite. La RB16B, fracassée dans le mur, laisse de nombreux débris sur la piste. La même mésaventure étant auparavant arrivée à Lance Stroll, lui aussi en pneus durs usés, la direction de course, qui craint de voir se multiplier ce type d'incident, interrompt l'épreuve au drapeau rouge et renvoie les pilotes dans la voie des stands pour qu'ils puissent tous se chausser de neuf. La course est relancée pour deux tours, avec départ arrêté, Pérez occupant la position de tête sur la nouvelle grille, devant Hamilton. Ce dernier, dont les freins surchauffent, prend néanmoins un meilleur départ mais appuie malencontreusement sur un bouton désactivant ses freins arrière et part tout droit dans l'échappatoire ; le temps de reprendre la piste, il termine quinzième. Vettel se retrouve alors deuxième derrière Pérez. Leclerc et Gasly se livrent une belle passe d'armes pour le gain de la troisième place, le pilote français de l'AlphaTauri ayant le dernier mot, sous les yeux de Lando Norris qui tente, sans succès, de s'infiltrer devant eux. Gasly obtient ainsi le troisième podium de sa carrière après une deuxième place au Brésil en 2019 et sa victoire à Monza en 2020. Norris prend les dix points de la cinquième place tandis que Fernando Alonso, dixième sur la nouvelle grille, se classe sixième après avoir dépassé successivement Daniel Ricciardo, Carlos Sainz et Yuki Tsunoda. Le Japonais, septième, amène ainsi la deuxième AlphaTauri dans les points, devant Sainz, qui a tout perdu en commettant un tout droit dans le virage no 8 au onzième tour, suivi par Ricciardo et Kimi Räikkönen qui prend le dernier point en jeu, prenant le meilleur sur son coéquipier Antonio Giovinazzi dans l'avant-dernier tour. Le point bonus du meilleur tour en course n'est pas attribué, Verstappen se classant seulement dix-huitième.
Au championnat du monde, les positions de Verstappen (105 points) et Lewis Hamilton (101 points) restent figées alors que Sergio Pérez grimpe à la troisième place (69 points), devant Lando Norris (66 points), Charles Leclerc (52 points) et Valtteri Bottas, en perdition à Bakou, douzième à l'arrivée, qui rétrograde au sixième rang (52 points). Suivent Sainz (42 points), Pierre Gasly (31 points) et Sebastian Vettel (28 points) qui progressent aux huitième et neuvième rangs, puis Daniel Ricciardo, dixième (26 points). Chez les constructeurs, Red Bull (174 points) profite du double échec de Mercedes (148 points) pour augmenter son avance. Ferrari s'installe à la troisième place (94 points), dépassant McLaren (92 points). Plus loin, AlphaTauri (39 points) devance, de peu, Aston Martin (37 points) suivi par Alpine (25 points) et Alfa Romeo (2 points) ; Williams et Haas n'ont toujours pas marqué.

### Grand Prix de France
Alors que, depuis le retour du Grand Prix de France au calendrier en 2018, les Mercedes ont toujours monopolisé la première ligne (Hamilton devant Bottas), Max Verstappen, avec sa RB16B, domine les voitures allemandes et obtient la cinquième pole position de sa carrière, sa deuxième de la saison. En tête de la troisième phase des qualifications dès sa première tentative, il enfonce le clou dans son dernier tour rapide en étant le seul pilote sous les 1 min 30 s, pour devancer Lewis Hamilton et Valtteri Bottas, respectivement battus de 258 et 386 millièmes de seconde. En deuxième ligne, Bottas est accompagné par Sergio Pérez. Carlos Sainz Jr., le plus rapide des pilotes Ferrari avec le cinquième temps, part devant Pierre Gasly sur la troisième ligne. Charles Leclerc s'élance derrière eux avec Lando Norris. Fernando Alonso et Daniel Ricciardo sont en cinquième ligne.
Après les qualifications, Christian Horner déclare : « Si on peut battre les Mercedes sur ce circuit, on peut les battre n'importe où. » Max Verstappen et Sergio Pérez lui donnent des raisons d'y croire pour la suite de la saison, le premier en prenant le meilleur sur Lewis Hamilton à un tour de l'arrivée pour égaler ses trois victoires depuis le début de saison, le second en dépassant Valtteri Bottas pour offrir un double podium à Red Bull Racing. Sur une piste où elles ont écrasé la concurrence en 2018 et 2019, les Flèches d'Argent ont manqué à la fois de vitesse dans les grandes lignes droites (avec le choix d'avoir plus de charge aérodynamique sur l'aileron arrière que les voitures autrichiennes) et de sens stratégique, pour rivaliser avec les RB16B à moteur Honda.
Pourtant parti au large au premier virage et laissant d'emblée les commandes de la course à Hamilton, Max Verstappen construit la treizième victoire de sa carrière sur deux coups stratégiques. Il réussit tout d'abord un undercut sur son rival au vingtième tour, une boucle avant l'arrêt contraint de son rival. Dans une course où les pilotes sont, plus ou moins gravement, confrontés à une usure excessive de leurs pneumatiques perdant de l'adhérence, Sergio Pérez, de son côté, démontre sa science de leur gestion en restant en piste jusqu'au vingt-quatrième tour, ce qui va s'avérer payant pour lui dans son combat avec Valtteri Bottas.
En tête et suivi de près par Hamilton, Verstappen annonce à son stand qu'il ne croit pas que ses pneus tiendront jusqu'à la fin de la course ; ils tentent alors le pari d'un second arrêt surprise pour passer des gommes medium, à la fin de la trente-deuxième boucle, piégeant ainsi le septuple champion du monde, contraint de rester en piste avec ses pneus durs. Le Néerlandais repart quatrième, à dix-neuf secondes du leader Hamilton, derrière son coéquipier qui le laisse passer. Il fond sur Bottas puis profite d'un écart du Finlandais à la chicane nord à dix tours de l'arrivée pour le doubler et partir à la chasse de son rival. Au gré du trafic, il met neuf boucles à revenir à portée d'utilisation de son aileron arrière mobile et, dans l'avant-dernier passage, il dépasse facilement la Mercedes no 44, encore à la chicane nord, sous les hurlements de la foule massée dans la tribune qui lui fait face. Quelques tours plus tôt, Pérez a doublé Bottas qui s'énerve à la radio : « Pourquoi personne ne m'a écouté quand je vous ai dit que c'était une course à deux arrêts ? » Le Mexicain rejoint ainsi son coéquipier sur le podium où Hamilton figure pour la 170e fois. Auteur du meilleur tour en course au trente-cinquième passage lors de sa remontée, Verstappen réalise le premier hat trick de sa carrière, marque 26 points et est élu « pilote du jour ».
Derrière les pilotes des deux écuries de pointe, les McLaren tirent leur épingle du jeu. Lando Norris, dixième à la fin du premier tour après un mauvais départ, remonte jusqu'au cinquième rang, devant son coéquipier Daniel Ricciardo. Bien que battu par les monoplaces oranges, Pierre Gasly effectue une course solide qui lui permet de marquer les six points de la septième place. Fernando Alonso émerge des bagarres dans le peloton au huitième rang et les pilotes Aston Martin, très mal qualifiés, sont à nouveau ceux qui effectuent le plus long premier relais pour finir dans les points : grâce à leurs overcuts réussis, Sebastian Vettel se classe neuvième et Lance Stroll, dernier sur la grille de départ, termine dixième après de nombreux dépassements en piste. Les Ferrari SF21 martyrisant leurs pneus, Carlos Sainz Jr. et Charles Leclerc (seul pilote avec Verstappen à observer deux arrêts) vivent un Grand Prix pénible et terminent hors des points dans une course sans aucun abandon. George Russell, douzième, obtient le meilleur résultat de Williams depuis le début de la saison.
Verstappen (131 points) possède désormais douze points d'avance sur Hamilton (119 points) au championnat du monde. Pérez, le troisième homme du classement (84 points), augmente son avance sur Norris (76 points). Bottas (59 points) remonte au cinquième rang et devance Leclerc (52 points), Sainz (42 points), Gasly (37 points), Ricciardo (34 points) et Vettel, dixième avec 30 points. Chez les constructeurs, Red Bull Racing (215 points) prend le large sur Mercedes Grand Prix (178 points) après une série de trois victoires consécutives, une première depuis 2013. McLaren Racing (110 points), reprend la troisième place à Ferrari (94 points) ; suivent AlphaTauri (45 points), Aston Martin (40 points), Alpine (29 points) et Alfa Romeo, huitième avec 2 points. Le score de Williams et Haas reste vierge.

### Grand Prix de Styrie

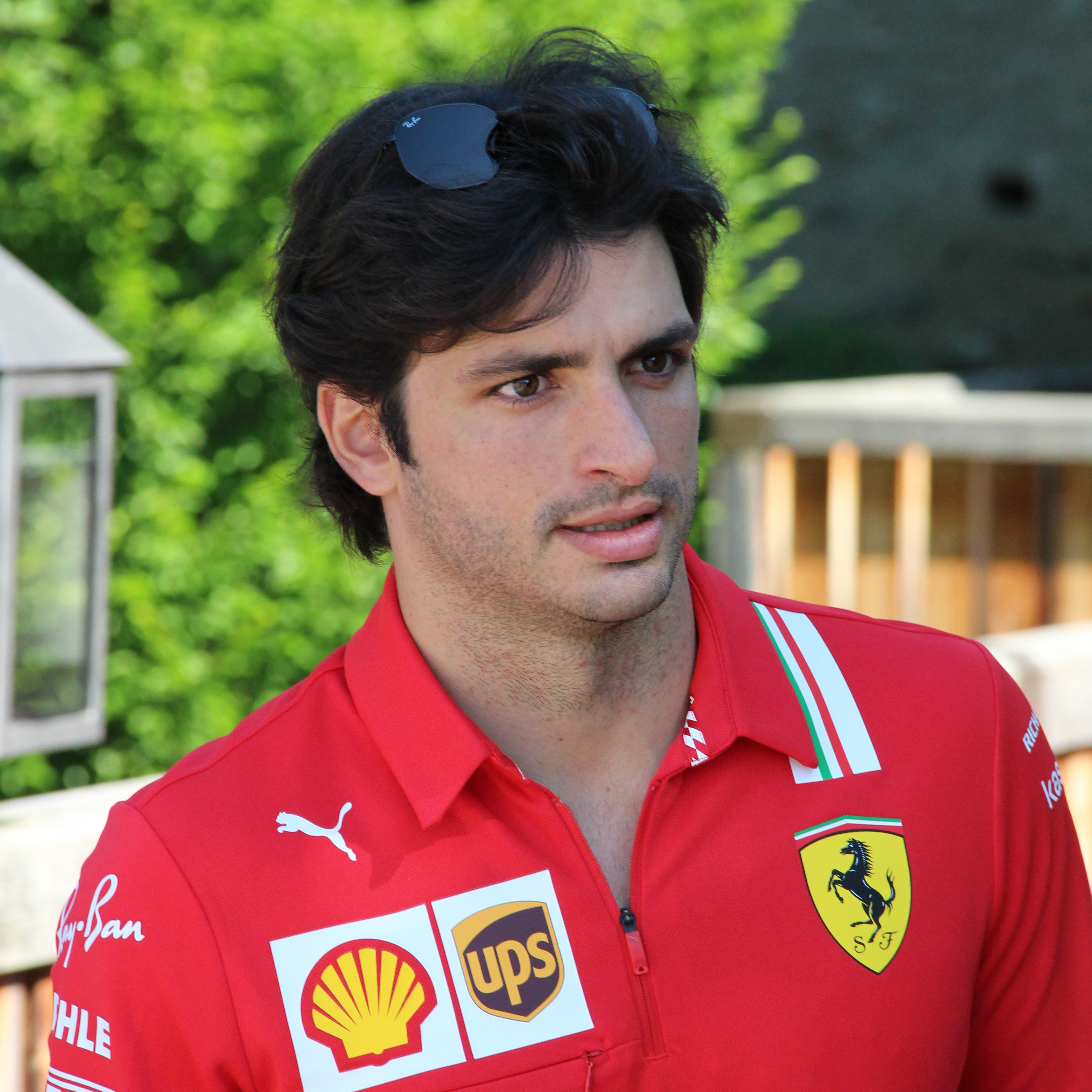
Carlos sainz Jr. au Grand Prix de Styrie 2021.

Max Verstappen compte désormais autant de pole positions cette saison qu'il en avait réalisées depuis le début de sa carrière, en 2015. En effet, après les Grands Prix de Bahreïn et de France une semaine plus tôt, il place pour la troisième fois sa RB16B en tête sur la grille de départ, dans le fief de son écurie, en étant le seul, dès sa première tentative, à parcourir les 4,236 km du circuit en moins de 1 min 4 s. Il n'améliore pas par la suite, contrairement à Valtteri Bottas qui réussit le deuxième temps, à deux dixièmes de seconde. Le Finlandais étant pénalisé d'un recul de trois places, son coéquipier Lewis Hamilton accompagne le leader du championnat en première ligne. Lando Norris se montre à son avantage au volant de sa MCL35M avec un départ en deuxième ligne devant Sergio Pérez. Bottas occupe la troisième ligne, suivi par Pierre Gasly. Ils s'élancent devant Charles Leclerc et  Fernando Alonso. Lance Stroll et George Russell sont en cinquième ligne.
La quatrième victoire de la saison de Max Verstappen, sa seconde consécutive et la quatorzième de sa carrière, se résume à un cavalier seul du Néerlandais sur le Red Bull Ring. En effet, après cinq tours, quand la direction de course autorise l'utilisation de l'aileron arrière mobile, il a déjà plus de deux secondes d'avance sur Lewis Hamilton ; il s'échappe ensuite définitivement, menant l'intégralité des soixante-et-onze tours, arrêt au stand compris, tandis qu'Hamilton tente, sans succès, un undercut en s'arrêtant un tour avant lui au vingt-neuvième passage. Red Bull Racing remporte sa quatrième victoire consécutive et retrouve son lustre de la période 2010-2013. « Ma voiture était en feu ! » dit le Néerlandais. Le septuple champion du monde mène une course solitaire, au deuxième rang, à la fois loin de Verstappen et du combat pour la troisième place opposant Valtteri Bottas à Sergio Pérez. Il dispose d'une avance suffisante pour s'arrêter dans l'avant-dernier tour, chausser des gommes tendres et prendre le point bonus du meilleur tour en course, limitant à dix-huit points son retard sur son rival au championnat. Dépassé par Bottas lors du premier passage au stand, Pérez s'arrête aussi une deuxième fois, au cinquante-quatrième tour, pour tenter de reprendre le meilleur sur le Finlandais en fin de course ; il échoue toutefois à moins d'une seconde de Bottas qui monte sur le podium. Derrière les Mercedes et les Red Bull, tous finissent à au moins un tour du vainqueur.
Lando Norris, cinquième, reste le seul pilote à avoir marqué lors de chaque course ; il termine néanmoins très loin de Bottas et Pérez, partis derrière lui, et devance Carlos Sainz Jr., douzième sur la grille. Septième, Charles Leclerc est élu pilote du jour pour le spectacle offert au public : provoquant, dans les premiers virages, la crevaison du pneu arrière gauche de l'AlphaTauri de Pierre Gasly qui doit abandonner, il doit s'arrêter pour changer son aileron avant endommagé et repart dernier. Il entame sa remontée, troquant, au trente-septième tour, ses pneus durs pour des medium et, après une série de onze dépassements supplémentaires grâce notamment à son aileron arrière mobile, termine au même rang que sa position de départ. En fin de course, son coéquipier Sainz doit se dédoubler sur Hamilton pour tenter de revenir sur Norris et conserver son avance sur l'autre Ferrari. Lance Stroll prend le meilleur sur Fernando Alonso pour le gain de la huitième place et Yuki Tsunoda s'adjuge le dernier point restant.
Verstappen mène toujours le championnat, avec 156 points, Hamilton (138 points) et son écurie se retrouvant dans la position de chasseurs qu'ils n'ont jamais connu depuis le début de l'ère hybride en 2014. Les positions au classement pilotes n'évoluent pas ; Pérez (94 points) conforte son avance sur Norris (86 points), lui-même détaché par rapport à Bottas (74 points). Leclerc (58 points) reste sixième devant son coéquipier Sainz (50 points). Suivent Gasly (37 points et qui n'a pas marqué), Ricciardo (34 points) et Vettel, toujours dixième avec 30 points. L'avance de Red Bull (252 points) sur Mercedes (212 points) est désormais de 40 unités au championnat du monde des constructeurs. McLaren (120 points) tient fermement la troisième place devant Ferrari (108 points). Plus loin, AlphaTauri est cinquième (46 points), devant Aston Martin (44 points) et Alpine (31 points). Alfa Romeo (2 points) ferme la marche. Si George Russell, parti dixième et huitième après vingt-quatre tours, espérait bien marquer les premiers points de Williams cette saison, un problème moteur l'a contraint à l'abandon. Les Haas continuent toujours à évoluer en fond de peloton, loin des points.

### Grand Prix d'Autriche

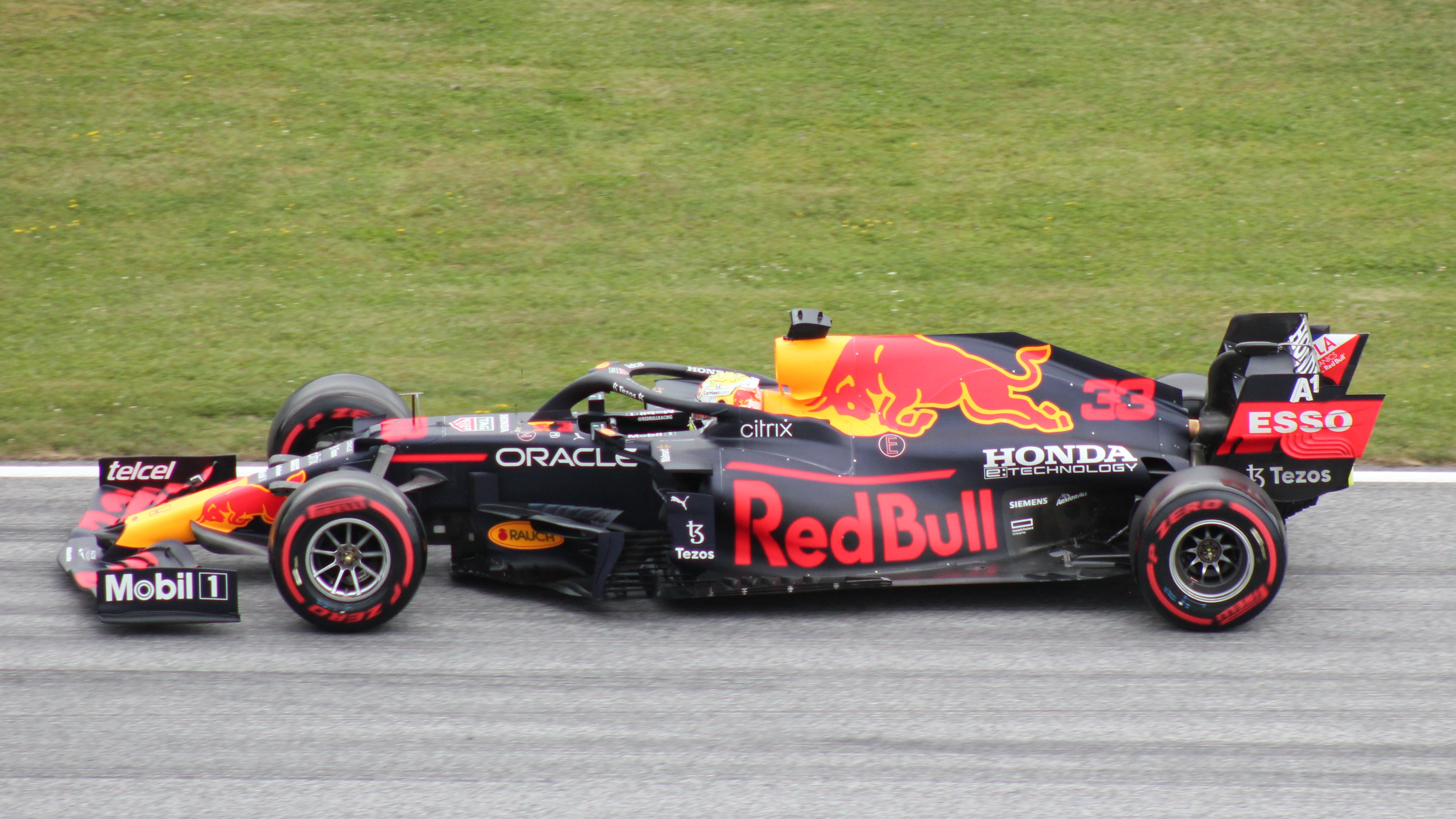
Max Verstappen au Grand Prix d'Autriche 2021.

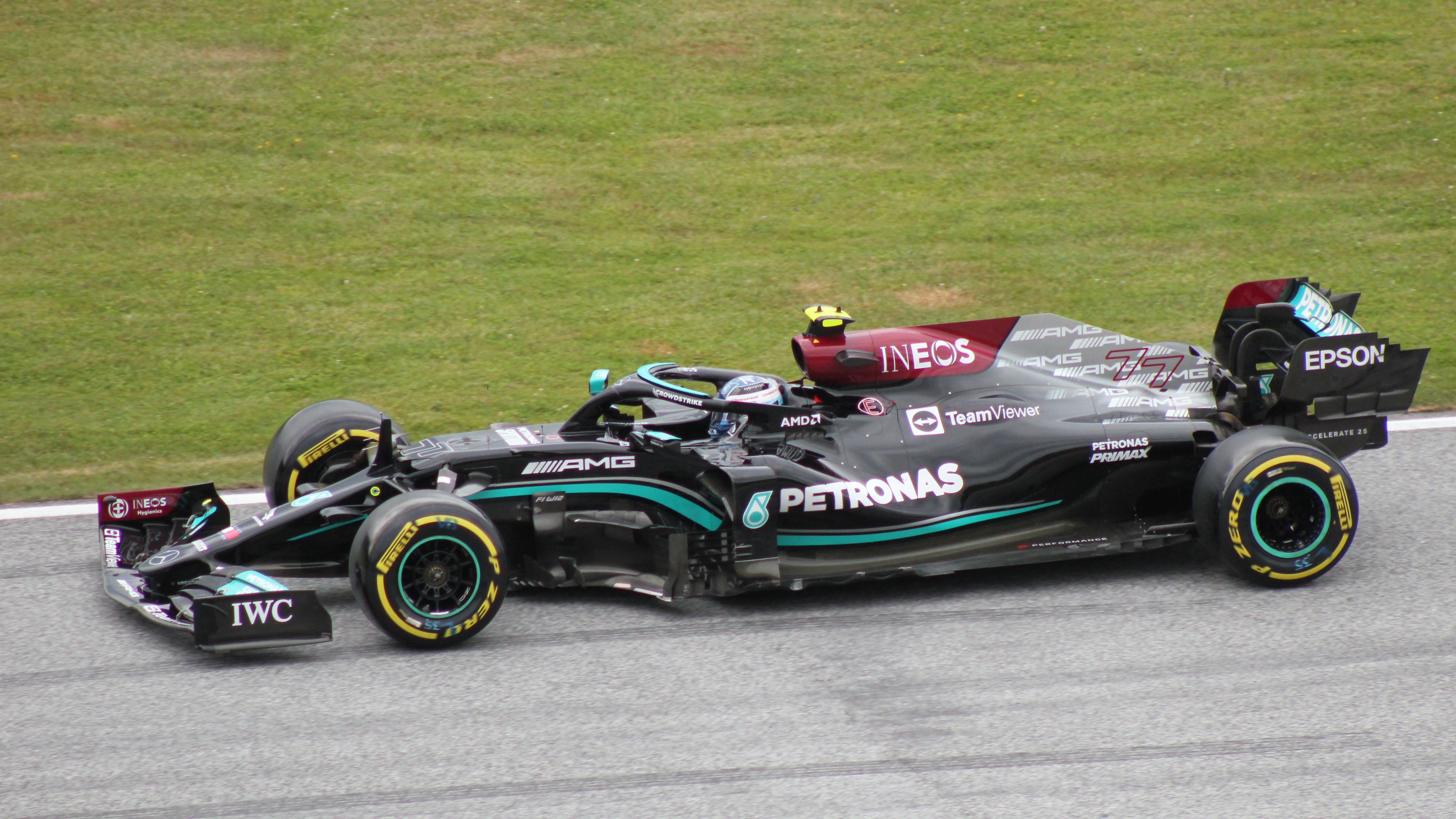
Valtteri Bottas au Grand Prix d'Autriche 2021.

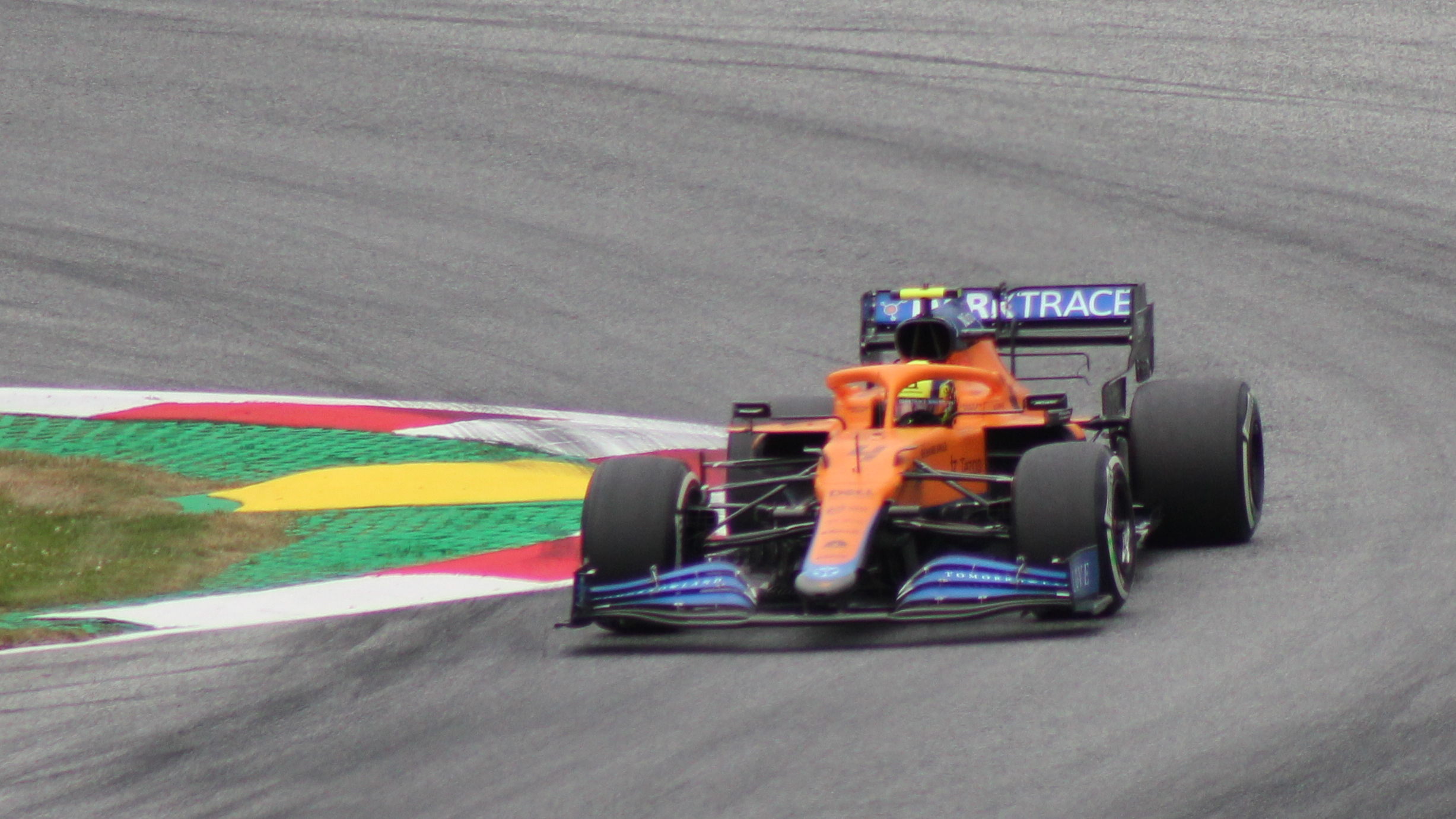
Lando Norris au Grand Prix d'Autriche 2021.

Le orange est à l'honneur sur le Red Bull Ring lors des qualifications. C'est la couleur portée par les milliers de supporters de Max Verstappen qui emplissent les tribunes et lui offrent une belle ovation pour fêter sa troisième pole position consécutive, la quatrième de la saison et la septième de sa carrière. Le pilote de la Red Bull RB16B domine les trois phases qualificatives et obtient la position de pointe dès sa première tentative en Q3, n'améliorant pas ensuite. C'est aussi la couleur de la McLaren MCL35M de Lando Norris qui, sous le drapeau à damier, améliore son temps et se poste en première ligne, à 48 millièmes de seconde du Néerlandais. En obtenant la meilleure qualification de sa carrière en Formule 1, le pilote de 21 ans permet à l'écurie de Woking de retrouver une position qu'elle n'avait plus atteinte depuis le Grand Prix du Brésil 2012. Auteur du troisième temps, Sergio Pérez part devant les Mercedes ; Lewis Hamilton est à ses côtés en deuxième ligne et Valtteri Bottas en troisième ligne, devant Pierre Gasly, sixième comme la semaine précédente. Sur la quatrième ligne, son coéquipier Yuki Tsunoda devance George Russell qui, pour la première fois, hisse sa Williams en Q3. Qualifié neuvième, il gagne ensuite un rang après la pénalisation d'un recul de trois places infligée à Sebastian Vettel. Concomitamment, Lance Stroll part de la cinquième ligne, suivi par Carlos Sainz Jr. qui avait été éliminé en Q2.
Devant l'Oranje Army qui colore les tribunes, Max Verstappen récite la même partition qu'une semaine plus tôt mais avec un surcroît de perfection : « Ma voiture était sur des rails avec chaque train de pneus ! Incroyable ! » Il survole la course laissant, au loin, ses rivaux batailler pour les accessits, et mène l'intégralité des soixante-et-onze tours, s'autorisant un second arrêt au stand, à dix boucles de l'arrivée, pour se garantir le point bonus du meilleur tour. Il obtient ainsi le deuxième hat trick de sa carrière ainsi que son premier grand chelem en Formule 1, et s'envole au championnat disposant, en termes de points, de plus d'une victoire bonifiée d'avance sur Lewis Hamilton. Il remporte sa troisième victoire consécutive, sa cinquième de la saison et la quinzième de sa carrière, permettant à son écurie Red Bull Racing d'obtenir un cinquième succès d'affilée. Après de nombreuses péripéties, Valtteri Bottas prend la deuxième place et Lando Norris monte sur son troisième podium de la saison tandis qu'Hamilton, en difficulté, ne peut faire mieux que quatrième.
Dès le départ, en fond de peloton, Esteban Ocon est pris en sandwich entre la Haas de Mick Schumacher et l'Alfa Romeo d'Antonio Giovinazzi qui brise la suspension avant-droite de l'Alpine, provoquant l'abandon de son pilote et la sortie de la voiture de sécurité. À la relance, après trois tours, Verstappen entame son cavalier seul et Sérgio Pérez tente de subtiliser la deuxième place à Lando Norris qui l'envoie hors-piste dans le virage no 4 ; le Mexicain se relance au milieu du peloton, à la dixième place. Hamilton, qui a doublé Bottas, se retrouve alors troisième et va mettre seize tours à dépasser Norris, lâchant à la radio :  « Quel super pilote, ce Lando ! » Lors de son arrêt au stand, le jeune pilote McLaren purge les cinq secondes de pénalité reçues pour son action face à Perez, ce qui permet à Bottas de lui prendre la troisième place. La bagarre est intense dans la zone des points, Pérez expédiant par deux fois Charles Leclerc hors-piste lors de ses tentatives de dépassement, une première fois au quarante-et-unième tour dans le virage no 4, une seconde fois au quarante-septième passage dans le virage no 6. Pénalisé à chaque fois, il passe le reste de la course à cravacher pour ne pas perdre trop de positions à l'arrivée puisque dix secondes seront ajoutées à son temps. Pendant ce temps, les pilotes Mercedes reçoivent des ordres contradictoires. En effet, Bottas se voit tout d'abord interdire de dépasser Hamilton, pourtant en grande difficulté après avoir abîmé sa monoplace sur le vibreur du virage no 10 ; il reçoit ensuite l'autorisation de passer son leader, également battu au cinquante-quatrième tour par Norris, avant de retourner au stand changer ses gommes.
À la demande de son stand, Charles Leclerc laisse passer son coéquipier Carlos Sainz, le pilote resté le plus longtemps en piste avec ses pneus durs choisis au départ, pour qu'il parte à la chasse de Daniel Ricciardo qui roule devant eux. Il le dépasse dans le dernier tour et franchit la ligne d'arrivée sixième, derrière Pérez, mais est reclassé cinquième compte-tenu de la pénalisation du Mexicain qui s'est ménagé suffisamment d'avance pour conserver la sixième place devant Ricciardo et Leclerc. Pierre Gasly, malgré une stratégie erronée de partir en gommes tendres, prend les deux points de la neuvième place, tandis qu'à trois tours de l'arrivée, Fernando Alonso ravit le dernier point en lice à George Russell malgré une résistance acharnée. Pour diverses raisons, huit pilotes ont été pénalisés en temps.
En tête du championnat depuis la cinquième manche à Monaco, Verstappen (182 points) a désormais 32 points d'avance sur Hamilton (150 points). Si Pérez reste troisième (104 points), Norris (101 points) se rapproche. Bottas occupe le cinquième rang (92 points), suivi par Leclerc (62 points), Sainz (60 points), Ricciardo (40 points), Gasly (39 points) et Vettel toujours dixième avec 30 points. Chez les constructeurs, Red Bull Racing (286 points) relègue Mercedes Grand Prix (242 points) à 44 unités. McLaren Racing (141 points) reste la troisième force du plateau, devant Ferrari (122 points). Plus loin, le trio AlphaTauri (48 points), Aston Martin (44 points) et Alpine (32 points) évolue du cinquième au septième rang. Alfa Romeo reste à deux points tandis que Williams et Haas n'ont toujours pas marqué.

### Grand Prix de Grande-Bretagne

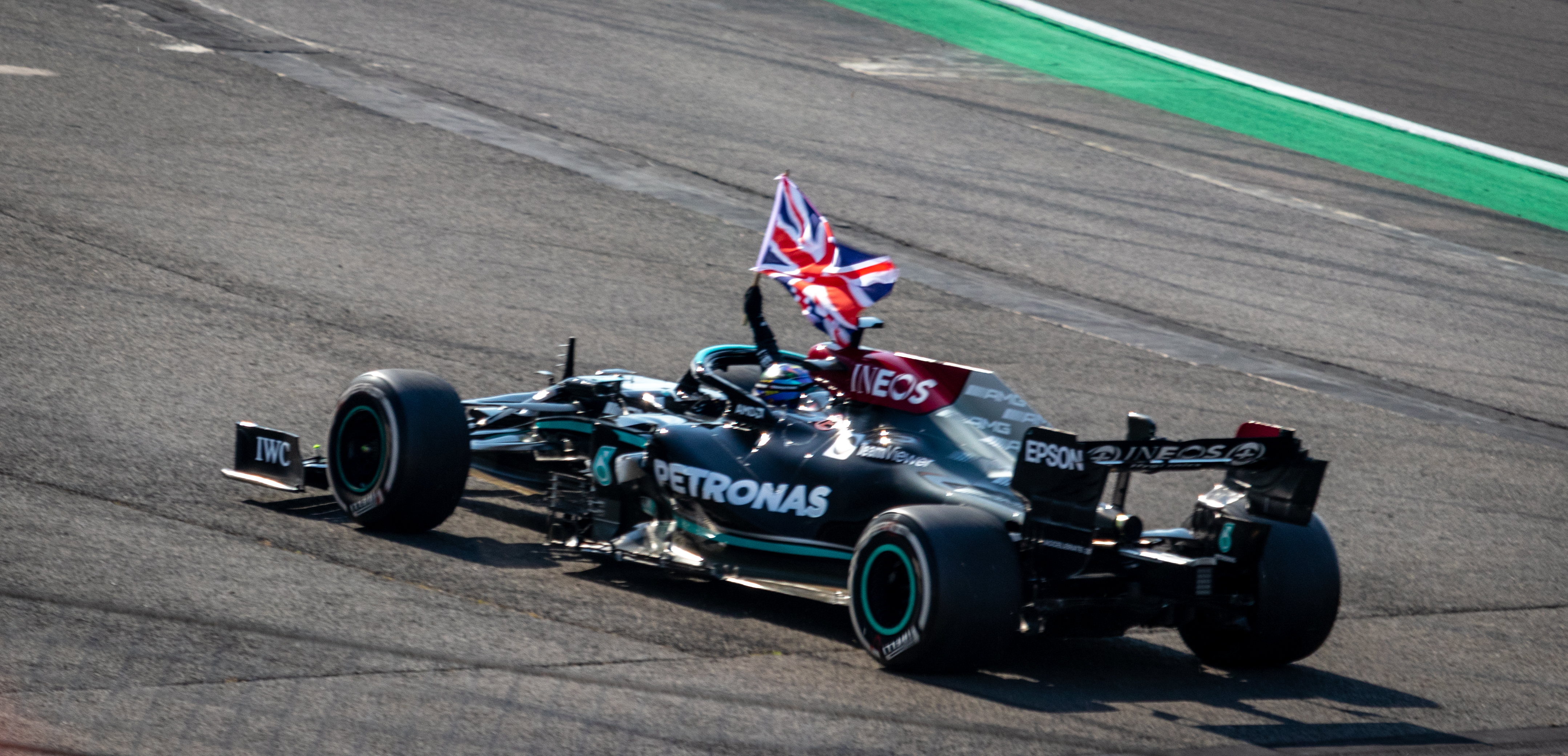
Lewis Hamilton au Grand Prix de Grande-Bretagne 2021, après sa huitième victoire à domicile.

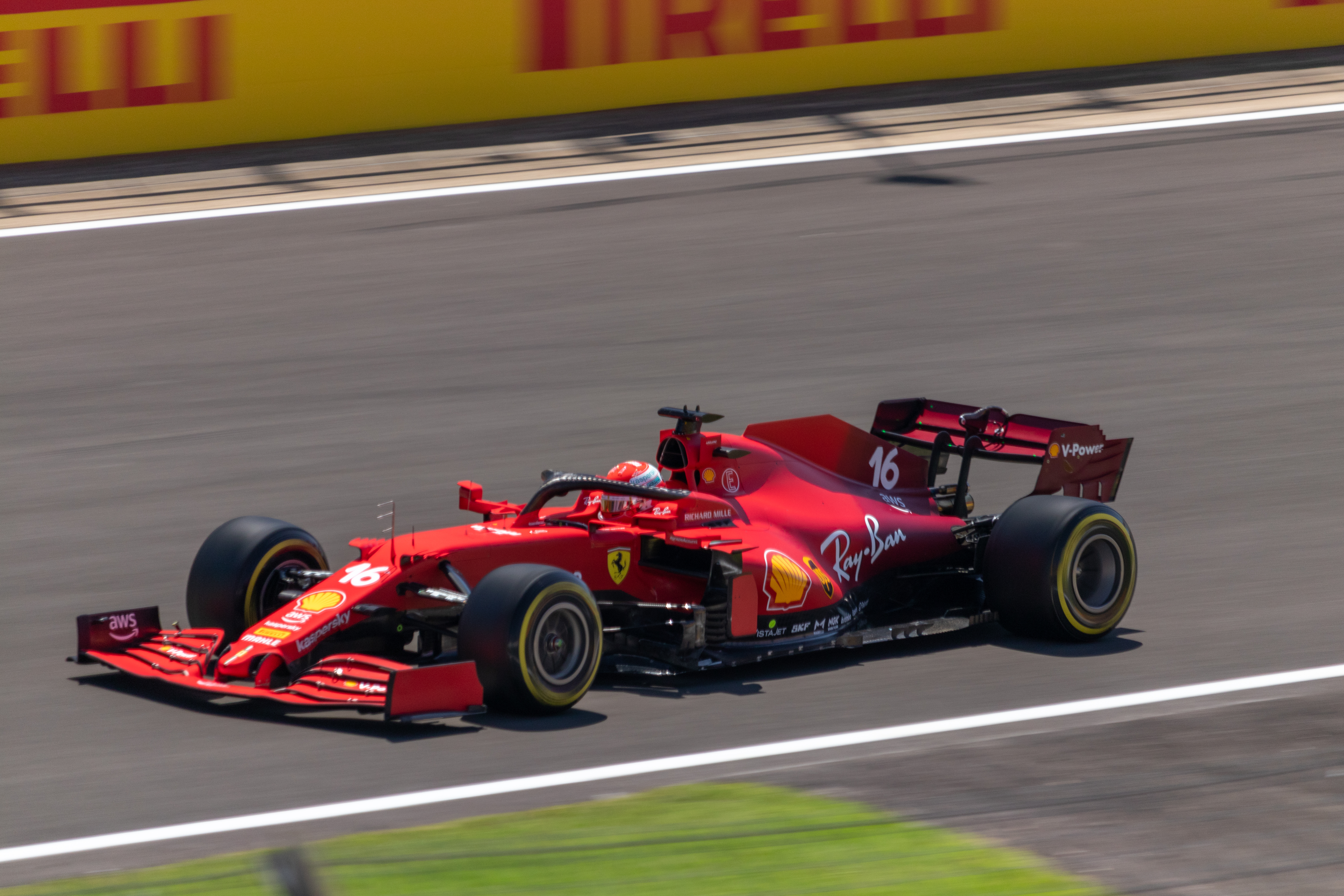
Charles Leclerc au Grand Prix de Grande-Bretagne 2021.

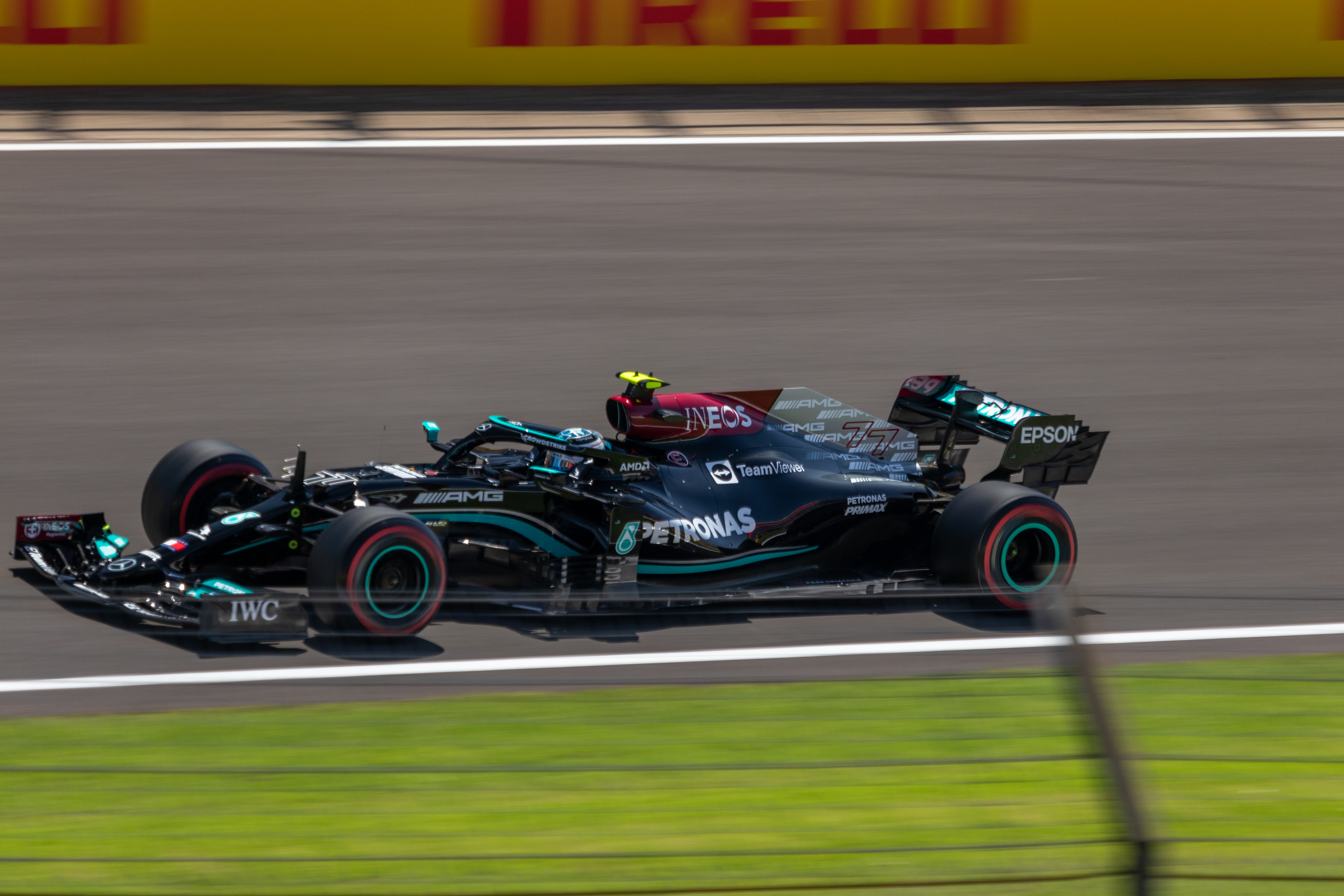
Valtteri Bottas au Grand Prix de Grande-Bretagne 2021.

Alors que Max Verstappen repousse ses rivaux à plus de sept dixièmes de seconde lors des premiers essais libres, Lewis Hamilton, poussé par ses 86 000 supporters, réalise dès sa première tentative en Q3, le meilleur temps des qualifications pour partir en tête du sprint. Il s'élance sur les dix-sept tours devant Verstappen, battu de 75 millièmes de seconde, suivi par Valtteri Bottas et Charles Leclerc en deuxième ligne.
En prenant un meilleur départ qu'Hamilton et en résistant à ses attaques dans le premier tour avant de se mettre hors de portée de l'aileron arrière mobile de son rival, Max Verstappen, premier vainqueur d'une « qualification sprint », obtient ainsi sa quatrième pole position consécutive, qui lui apporte trois points, sa cinquième de la saison et la huitième de sa carrière. Hamilton remporte deux points et Bottas, qui part en deuxième ligne devant Charles Leclerc, le dernier point en jeu. Pour cette course particulière de vingt-cinq minutes, la plupart des pilotes s'élancent en pneus medium et Fernando Alonso, parti onzième en gommes tendres, gagne six places dès la première boucle ; ne pouvant ensuite résister aux McLaren de Lando Norris et Daniel Ricciardo, qui se partagent la troisième ligne, l'Espagnol s'élance septième, devant Sebastian Vettel. Esteban Ocon qui progresse de quatre places et Carlos Sainz rejeté en fond de peloton après un accrochage avec George Russell (initialement neuvième puis pénalisé d'un recul de trois rangs) sont en cinquième ligne. Sergio Pérez parti en tête-à-queue, abîme sa voiture et abandonne ; il s'élance donc de la dernière place sur la grille.
Malgré une pénalité de dix secondes purgées lors de son arrêt au stand, Lewis Hamilton remporte devant son public la quatre-vingt-dix-neuvième victoire de sa carrière, sa quatrième de la saison, son précédent succès remontant à trois mois, au Grand Prix d'Espagne. Il s'impose pour la huitième fois dans son Grand Prix national en devançant Charles Leclerc qui obtient son premier podium de la saison après avoir roulé en tête du début de course jusqu'à deux tours de l'arrivée. Valtteri Bottas complète le podium tandis que Verstappen repart bredouille après un gros accident au premier tour, obtenant toutefois les trois points de la pole position.
Hamilton et Verstappen livrent un combat titanesque dans le premier tour sous les hurlements des 140.000 spectateurs, le Néerlandais résistant à chaque virage aux attaques du septuple champion du monde qui se porte à plusieurs reprises à sa hauteur mais, dans le virage de Copse Hamilton, qui tente de s'infiltrer à l'intérieur, percute la roue arrière droite de la Red Bull, qui traverse le bac à graviers à pleine vitesse et percute latéralement le mur de pneus pour un choc mesuré à 51 g. Verstappen s'extrait de sa monoplace et, sonné, est conduit à l'hôpital pour des examens de contrôle tandis que le drapeau rouge est brandi. Dans la manœuvre, Leclerc a surpris Hamilton et pris les commandes de la course. Après une trentaine de minutes d'interruption, un nouveau départ arrêté est donné. Le pilote Ferrari exploite bien sa position de tête et garde un écart suffisant sur Hamilton pour qu'il ne puisse pas ouvrir son aileron arrière mobile. Leclerc se plaint toutefois régulièrement de coupures moteur et tente à plusieurs reprises, avec l'aide de son stand, de régler ce problème en agissant sur son volant.
Au vingt-huitième tour, Hamilton, jugé responsable de l'accrochage de Verstappen, rentre au stand pour changer ses gommes en observant un stop-and-go de dix secondes de pénalité qui porte son arrêt à quatorze secondes. Il repart quatrième derrière Lando Norris, qu'il dépasse facilement au trente-et-unième passage, puis fond sur son coéquipier Valtteri Bottas. Leclerc observe son arrêt au trentième tour et conserve la première place avec neuf secondes d'avance sur Bottas qui, sur ordre de son stand, laisse passer Hamilton à onze boucles du terme. À coup de records du tour et en reprenant une seconde à Leclerc à chaque passage, faisant se lever le public dans les tribunes, Hamilton revient à toute allure sur la Ferrari, moins performante avec les pneus durs du deuxième relais selon son pilote ; c'est le Hammer Time scandé par la foule. À trois tours de l'arrivée, Hamilton peut utiliser son aileron arrière mobile et, au cinquantième tour, plonge à nouveau à l'intérieur de Copse pour dépasser Leclerc qui s'écarte, et triompher à Silverstone comme en 2008, 2014, 2015, 2016, 2017, 2019 et 2020.
Lando Norris et Daniel Ricciardo conduisent leurs McLaren aux quatrième et cinquième places, Carlos Sainz, victime d'un arrêt au stand trop long, n'arrive pas ensuite à doubler l'Australien et finit sixième. Grand animateur du weekend, Fernando Alonso prend les six points de la septième place, devant Lance Stroll, son coéquipier Esteban Ocon et Yuki Tsunoda qui précède son voisin de garage Pierre Gasly, victime d'une crevaison en fin de course. En fin d'épreuve, Sergio Pérez réalise le meilleur tour mais, seizième à un tour du vainqueur, ne gagne pas le point bonus, le seul bénéfice pour Red Bull étant de priver Hamilton d'un point supplémentaire.
Si Max Verstappen conserve les commandes du championnat du monde avec 185 points, Hamilton (177 points) se rapproche à huit unités. Lando Norris (113 points) prend la troisième place et Valtteri Bottas la quatrième (108 points) en délogeant Sergio Pérez (104 points). Charles Leclerc pointe au sixième rang (80 points), devant son coéquipier Carlos Sainz (68 points), Daniel Ricciardo (50 points), Pierre Gasly (39 points), Sebastian Vettel (30 points) et Fernando Alonso, onzième avec 26 points. Chez les constructeurs, Red Bull Racing (289 points) n'a plus que quatre unités d'avance sur Mercedes Grand Prix (285 points). Alors que McLaren Racing (163 points) et Ferrari (148 points) sont en lutte pour la troisième place du championnat, AlphaTauri (49 points), Aston Martin (48 points) et Alpine (40 points) font de même pour la cinquième place. Alfa Romeo suit avec 2 points tandis que ni Haas ni Williams n'ont encore marqué.

### Grand Prix de Hongrie
Trois mois après avoir atteint les cent pole positions, lors du Grand Prix d'Espagne, Lewis Hamilton renoue avec un départ en tête, son huitième sur le Hungaroring, Mercedes pouvant par ailleurs se réjouir de verrouiller la première ligne puisque le deuxième temps, à plus de deux dixièmes de seconde du septuple champion du monde, est réalisé par Valtteri Bottas. Max Verstappen, qui avait frappé fort en Q2, moins rapide dans la troisième phase, doit se contenter d'un départ en deuxième ligne, devant son coéquipier Sergio Pérez. Mais il s'élance en pneus tendres, alors que les Flèches d'Argent partent en gommes medium. Pierre Gasly, cinquième, se place en troisième ligne devant Lando Norris. Charles Leclerc s'élance derrière, aux côtés d'Esteban Ocon ; sur la seconde Alpine, Fernando Alonso forme une cinquième ligne de six titres mondiaux avec Sebastian Vettel.
Esteban Ocon devient le 111e vainqueur de Grand Prix, et le quatorzième pilote français à s'imposer en Formule 1, après une course dont il a mené soixante-cinq des soixante-dix tours, suivi comme son ombre de bout en bout par Sebastian Vettel (par la suite disqualifié) alors que Lewis Hamilton, revenu du fond de peloton, complète dans un premier temps le podium avant de grimper d'un rang et en profite pour s'emparer de la tête du championnat du monde. Ce résultat inédit, qui permet à Alpine F1 Team de fêter sa première victoire après onze départs et à Ocon de gagner à son 83e Grand Prix, est la conséquence d'un carambolage provoqué au départ, sous la pluie, par Valtteri Bottas qui a entraîné les abandons de Sergio Pérez et de Lando Norris et des dégâts irrémédiables sur la voiture de Max Verstappen tandis que Lance Stroll est allé percuter Charles Leclerc, leur course s'arrêtant là.
À l'extinction des feux rouges, Hamilton réussit son départ alors que Bottas patine. Verstappen le passe immédiatement et il est débordé des deux côtés par Norris et Pérez. Calé derrière la McLaren, il rate son freinage et la percute. Les deux voitures partent de travers, Bottas emmène les Red Bull de Pérez et de Verstappen dans ce carambolage, alors qu'au même moment Stroll, qui tente de faire l'intérieur à Leclerc, empale la Ferrari et provoque leur abandon. Dans la mêlée à laquelle Hamilton échappe, Ocon s'extrait habilement du chaos pour se retrouver à la deuxième place, suivi par Vettel, Sainz, Tsunoda, Latifi, Alonso et Russell, avant que la direction de course ne décide de brandir le drapeau rouge pour permettre de nettoyer les nombreux débris laissés sur la piste. Les mécaniciens Red Bull tentent alors de réparer la RB16B de Verstappen en plaçant des bouts de scotch un peu partout sur le flanc de la monoplace endommagée.
Lorsqu'un nouveau départ arrêté est donné, la pluie a cessé alors que tous sont encore en pneus intermédiaires. Dans le tour de formation, l'ensemble des pilotes comprend qu'il est temps de chausser les pneus lisses et plonge dans les stands mais l'écurie Mercedes se trompe et Hamilton se retrouve ainsi à s'élancer tout seul sur la grille de départ, pour des images inédites dans l'histoire de la Formule 1. Alors que tous les autres rejoignent le circuit en sortant des stands, George Russell a la mauvaise idée de les doubler par la droite dans la pitlane pour se retrouver à la deuxième place : il va immédiatement rendre six positions pour ne pas risquer une sanction du pouvoir sportif. Ainsi, Ocon se retrouve en tête dès qu'Hamilton répare son erreur en allant changer ses pneus un tour après la meute, reprenant la piste en dernière position.
À ce point et jusqu'à la fin de la course (excepté les deux tours menés par Fernando Alonso qui s'arrête deux boucles après son coéquipier) Ocon roule en tête, suivi par Vettel qui ne trouve jamais l'ouverture, même quand il est à portée d'aileron arrière mobile. Quant à Hamilton, il remonte patiemment, réussissant tout d'abord un undercut sur Verstappen en fond de peloton, revient dans le top 5 au bout de trente-deux boucles puis troque ses pneus durs pour des gommes medium au quarante-huitième tour, ce qui lui permet de fondre sur Alonso qui roule en quatrième position non loin de Carlos Sainz. Le quadragénaire espagnol prend une part importante dans la victoire de son coéquipier en retenant longtemps Hamilton dans une belle bagarre entre champions du monde qui lui vaut d'être élu « pilote du jour ». Finalement, une seule erreur, un blocage de roues à cinq tours de l'arrivée, permet à Hamilton de le dépasser ; c'est toutefois beaucoup trop tard pour aller chercher les deux premiers. Il dépasse Sainz au soixante-septième tour, profitant de la présence du retardataire Daniel Ricciardo, et s'assure ainsi le podium, terminant non loin de Vettel et du vainqueur Ocon qui crie sa joie dans son casque, pour la première victoire 100 % française (pilote, écurie et moteur) depuis Alain Prost sur Renault au Grand Prix d'Autriche 1983 ; pour l'écurie à structure identique qui s'appelait Renault jusqu'en 2020, c'est un premier succès depuis son retour en 2016 et la première place de Fernando Alonso au Grand Prix du Japon 2008.
Le soir, Sebastian Vettel est disqualifié car son AMR21 contenait moins d'1 litre d'essence, le minimum requis par le règlement pour permettre le prélèvement éventuel d'un échantillon afin de vérifier sa conformité. En conséquence, Hamilton est reclassé deuxième et Carlos Sainz est sur le podium. Derrière les quatre premiers (Ocon, Hamilton, Sainz, Alonso), Pierre Gasly assuré de sa position, rentre au stand dans l'avant-dernier tour pour chausser des gommes tendres et s'attribue le point bonus en réalisant le meilleur tour dans la dernière boucle. Il passe la ligne d'arrivée devant son coéquipier Yuki Tsunoda alors que Nicholas Latifi, septième, et George Russell, huitième, marquent les premiers points de Williams depuis la saison 2019. Au volant de sa voiture abîmée, Max Verstappen était le dernier pilote dans les points mais il prend finalement deux points et Kimi Räikkönen, initialement onzième, récupère l'unité restante.
Hamilton aborde la trêve en s'emparant de la tête du championnat du monde (195 points), huit unités devant Verstappen (187 points). Les positions restent stables derrière eux pour Norris (113 points), Bottas (108 points) et Pérez (104 points) qui n'ont pas marqué. Sainz (83 points) dépasse Leclerc (80 points) au sixième rang ; suivent Ricciardo et Gasly (50 points). Le capital d'Ocon, désormais de 39 points, lui permet d'occuper la dixième place du classement. Latifi et Russell apparaissent aux quinzième et seizième places, avec 6 et 4 points. Chez les constructeurs, Mercedes Grand Prix (303 points) possède douze longueurs d'avance sur Red Bull Racing (291 points) tandis que McLaren Racing, troisième, est rattrapé par Ferrari qui compte le même total (163 points). Alpine est désormais cinquième (77 points), suivi par AlphaTauri (68 points) et Aston Martin (48 points). Williams entre au classement avec 10 points devant Alfa Romeo (3 points) et Haas qui n'a toujours pas marqué.

### Grand Prix de Belgique
Des conditions météorologiques épouvantables conduisent à un report d'un quart d'heure de la séance de qualification. Après qu'un véritable déluge s'abat entre la Q2 et la Q3, Sebastian Vettel, lors de son tour de lancement, demande le déploiement du drapeau rouge, la piste étant détrempée ; il faut toutefois attendre que Lando Norris détruise totalement sa McLaren MCL35M en haut du Raidillon de l'Eau Rouge pour que la direction de course interrompe enfin la dernière phase des qualifications. La session, relancée à 16 h 45, voit Max Verstappen, seul pilote en deçà des deux minutes au tour, obtenir sa neuvième pole position, la sixième de la saison. Pour autant, George Russell, lui vole la vedette : en effet, en se classant deuxième à trois dixièmes de seconde, il permet à Williams de prendre son premier départ en première ligne depuis le Grand Prix d'Italie 2017 quand Lance Stroll avait profité des déclassements de Max Verstappen et Daniel Ricciardo ; il s'agit du meilleur résultat de Williams en qualification depuis la deuxième place de Valtteri Bottas au Grand Prix d'Allemagne 2014. Lewis Hamilton, troisième des deux séances d'essais précédentes, part en deuxième ligne, juste devant Daniel Ricciardo qui prend son 200e départ dans la discipline ; ils précèdent Sebastian Vettel et Pierre Gasly. Esteban Ocon occupe seul la quatrième ligne car Sergio Pérez, auteur du septième temps, est victime d'un accident dans son tour de reconnaissance et s'élance de la voie des stands. Charles Leclerc et Nicholas Latifi, qui permet à Williams de placer ses deux voitures dans le Top 10, occupent la cinquième ligne. Dixième des qualifications, Lando Norris, autorisé à courir par les médecins malgré la violence de son accident, est pénalisé d'un recul de cinq places pour le changement de sa boîte de vitesses. Valtteri Bottas, huitième mais pénalisé pour avoir provoqué un carambolage lors du Grand Prix Précédent, s'élance de la sixième ligne.
En raison de conditions météorologiques dantesques le dimanche, le départ est d'abord retardé de 25 minutes. Dans son tour de mise en grille, Sergio Pérez perd l'adhérence au freinage des Combes et fracasse sa Red Bull dans le mur. À 15 h 25, les dix-neuf monoplaces s'élancent derrière la voiture de sécurité pour les tours de formations avant un potentiel départ arrêté ou lancé. Mais la procédure de départ est interrompue après deux tours, la visibilité étant nulle. Commence alors une interminable attente : dans un premier temps, le délai réglementaire de trois heures pour un Grand Prix est censé être respecté, ce qui fait que la course ne peut pas aller au delà de 18 h. Mais, compte-tenu du véritable déluge, le chronomètre général de l'événement est stoppé. La voiture médicale effectue plusieurs tours de circuit pour juger de sa praticabilité, qui s'avère extrêmement précaire. Le chronomètre est relancé à 18 h pour une durée d'une heure maximum et le départ donné à 18 h 17, sur la foi d'une légère amélioration des conditions. L'averse redouble quand le peloton s'élance à nouveau derrière la voiture de sécurité qui n'effectue trois tours, le minimum permettant la distribution de la moitié des points, avant que le drapeau rouge ne soit une nouvelle fois brandi. À 18 h 40, la direction de course indique la fin de l'épreuve. Conformément au règlement sportif, le classement est arrêté à l'avant-dernier tour, après une seule boucle ; il s'agit du Grand Prix le plus court de l'histoire de la Formule 1. Les pilotes ayant interdiction de dépasser sous voiture de sécurité, le classement de l'épreuve est le même que celui de la grille de départ, Verstappen remportant la « course » en un peu plus de trois minutes. Le Néerlandais obtient sa seizième victoire, la sixième de la saison, George Russell monte sur le premier podium de sa carrière et Lewis Hamilton sur son 174e.
Lewis Hamilton conserve, avec 202,5 points, la tête du championnat devant Max Verstappen (199,5 points) et Lando Norris (113 points). Valtteri Bottas et Sergio Pérez qui n'ont pas marqué, restent quatrième et cinquième avec 108 points et 104 points. Suivent Carlos Sainz Jr. (83,5 points), Charles Leclerc (82 points), Daniel Ricciardo (56 points) et Pierre Gasly (54 points). Chez les constructeurs, Mercedes Grand Prix (310,5 points) possède sept longueurs d'avance sur Red Bull Racing (303,5 points) tandis que McLaren Racing, troisième avec 169 points reste talonné par Ferrari (165,5 points). Alpine est cinquième (80 points), suivi par AlphaTauri (72 points) et Aston Martin (53 points). Williams (20 points) devance Alfa Romeo (3 points) et Haas qui n'a toujours pas marqué.

### Grand Prix des Pays-Bas
Devant ses dizaines de milliers de supporters de l'Oranje Army qui garnissent les tribunes du circuit tracé dans les dunes au bord de la mer du Nord, Max Verstappen obtient sa septième pole position de la saison et la dixième de sa carrière. Creusant un écart important lors de sa première tentative en Q3, il manque de se faire souffler la position de pointe par Lewis Hamilton lorsque son aileron arrière mobile ne s'ouvre pas dans la dernière ligne droite à la fin de son deuxième tour rapide. Il devance néanmoins son rival de 38 millièmes de secondes, provoquant une ovation de soulagement de la foule. Valtteri Bottas, auteur du troisième temps, part en deuxième ligne devant Pierre Gasly, plus rapide que les pilotes Ferrari et qui se qualifie dans le « top 6 » pour la dixième fois en treize courses cette saison. Charles Leclerc est suivi par Carlos Sainz Jr. (malgré une monoplace très endommagée après son accident des essais libres) sur la troisième ligne. Septième, Antonio Giovinazzi réalise la meilleure qualification de sa carrière et part en quatrième ligne, accompagné par Esteban Ocon. Fernando Alonso et Daniel Ricciardo sont en cinquième ligne ; son coéquipier Lando Norris n'a pas dépassé la Q2 et Sergio Pérez s'est retrouvé piégé en Q1. Kimi Räikkönen, testé positif au Covid-19, quitte le circuit avant la dernière séance d'essais ; Robert Kubica le remplace au volant de l'Alfa Romeo C41 et se qualifie en dix-huitième position.
Max Verstappen s'impose pour la septième fois de la saison, et la dix-septième fois de sa carrière, au terme d'une course où l'écurie Mercedes a tout tenté pour contrecarrer ses plans. Par deux fois, au vingt-et-unième et au trente-neuvième tour, Lewis Hamilton essaye de réaliser l'undercut mais Red Bull couvre parfaitement cette stratégie en arrêtant son pilote dans la foulée, alors que Valtteri Bottas est maintenu en piste après les premiers passages aux stands des deux rivaux pour tenter de le ralentir. Mais « Super Max » comble ses dizaines de milliers de supporters en dépassant facilement la Mercedes no 77 et Hamilton, qui le pourchasse tout au long des 72 tours, n'est jamais en position d'abaisser son aileron arrière mobile, se plaignant même de l'aisance avec laquelle son rival trace son chemin dans le trafic au milieu des retardataires. Alors que Verstappen finit la course en pneus durs, le septuple champion du monde détient le meilleur tour en course depuis le cinquantième tour, quand Bottas, chaussé de neuf au soixante-septième tour, se voit intimer l'ordre de ne pas ravir le point bonus à son leader. Le Finlandais passant outre, Hamilton est contraint de regagner les stands pour la troisième fois, à deux boucles de l'arrivée, après avoir dit « J'ai besoin de ce point ! » afin de reprendre son bien, en 1 min 11 s 097, sous le drapeau à damier. Ainsi, il limite à trois points son retard au championnat sur le pilote Red Bull qui en reprend les commandes. Verstappen dépasse également les 1 000 tours en tête depuis le début de sa carrière. Derrière les trois premiers, Verstappen, Hamilton et Bottas améliorant leur record en partageant un podium pour la dix-huitième fois, tous les autres finissent à au moins un tour du vainqueur.
Quatrième sur la grille, Pierre Gasly l'est également à l'arrivée, en maintenant sans difficulté Charles Leclerc derrière lui du début à la fin de l'épreuve ; les cinq premiers sur la grille franchissent la ligne d'arrivée dans le même ordre. Gasly est, par ailleurs, l'auteur d'un beau dépassement sur Fernando Alonso par le haut du banking du virage « Tarzan » après son premier arrêt, au vingt-huitième tour. Alonso dépasse Carlos Sainz Jr. dans la dernière boucle pour prendre la sixième place. Sergio Pérez, parti de la voie des stands puis victime d'un gros « plat » sur ses pneus qui l'oblige à retourner au box, remonte du fond de peloton, en se jouant notamment des deux McLaren et d'Esteban Ocon, se classe huitième et est élu « pilote du jour ». Ocon, neuvième, devance Lando Norris qui prend le dernier point en jeu.
Arrivé avec trois points de retard sur Hamilton pour son Grand Prix national, Verstappen (224,5 points) en repart avec trois d'avance sur son rival (221,5 points). Bien loin des deux pilotes en course pour le titre de champion du monde, Bottas (123 points) reprend la troisième place à Norris (114 points). Pérez tient la cinquième place (108 points) alors que Leclerc (92 points) dépasse son coéquipier Sainz (89,5 points), au sixième rang ; suivent Gasly (66 points), Ricciardo (56 points) et Alonso dixième (46 points), talonné par son coéquipier Ocon (44 points). Avec ses deux voitures sur le podium, Mercedes Grand Prix, totalise 344,5 points au championnat des constructeurs et conserve 12 unités d'avance sur Red Bull Racing (332,5 points). Ferrari monte pour la première fois de la saison sur le podium (181,5 points) en délogeant McLaren Racing (170 points). Au cinquième rang, Alpine (90 points) est suivie par AlphaTauri (84 points), Aston Martin (53 points), Williams (20 points) et Alfa Romeo, neuvième avec 3 points quand Haas n'en compte toujours aucun.

### Grand Prix d'Italie
Le Grand-Prix d'Italie 2021 est la deuxième épreuve de la saison après celui de Grande-Bretagne à tester la formule de la qualification sprint.
Auteur du meilleur temps des qualifications disputées le vendredi, Valtteri Bottas s'élance, le lendemain, en tête sur la grille de départ de la qualification sprint, devant son coéquipier Lewis Hamilton. Néanmoins, quel que soit son résultat, le Finlandais s'élancera dernier du Grand Prix, pénalisé après le changement complet de son unité de puissance. En deuxième ligne pour les dix-huit tours de circuit, Max Verstappen devance Lando Norris ; suivent Daniel Ricciardo et Pierre Gasly en troisième ligne et les Ferrari de Carlos Sainz Jr. et Charles Leclerc sur la quatrième ligne.
En tête de bout en bout, Valtteri Bottas remporte la qualification sprint et marque trois points mais est relégué en fond de grille pour le Grand Prix. Max Verstappen, bien que deuxième du sprint, récupère donc la pole position, accompagné en première ligne par Daniel Ricciardo qui n'avait pas connu une telle place sur la grille depuis son départ de Red Bull en 2018. Alors que Bottas réussit parfaitement son envol, Lewis Hamilton rate le sien : il est débordé par Verstappen, Ricciardo, Pierre Gasly et Lando Norris. Dans la première chicane, Gasly touche la roue arrière de la McLaren de Ricciardo et casse son aileron avant. Lorsque celui-ci se loge sous sa voiture, il sort immédiatement de la piste à pleine vitesse dans la Curva grande et traverse le bac à graviers avant de taper les protections. La voiture de sécurité est de sortie pour trois tours, et les positions sont acquises à la relance : Bottas, suivi par Verstappen, Ricciardo, Norris et Hamilton, qui ne trouvera jamais l'ouverture face à son jeune compatriote et termine le sprint à la cinquième place devant les Ferrari de Leclerc et de Sainz. Sur la grille de départ du Grand Prix, Norris et Hamilton sont sur la deuxième ligne, Leclerc et Sainz sur la troisième ligne, devant Antonio Giovinazzi et Sergio Pérez, suivis par Lance Stroll et Fernando Alonso.
Daniel Ricciardo remporte la huitième victoire de sa carrière, sa première depuis le Grand Prix de Monaco 2018 (soit soixante-sept Grands Prix disputés), tandis que son écurie McLaren Racing obtient, avec la deuxième place de son coéquipier Lando Norris, son premier doublé depuis le Grand Prix du Canada 2010. L'équipe dirigée par Zak Brown n'avait plus fêté de victoire depuis celle de Jenson Button au Grand Prix du Brésil 2012. Ricciardo construit son succès en prenant un meilleur départ que Max Verstappen pour s'installer aux commandes de la course qu'il va mener quasiment de bout en bout ; toutefois, le véritable tournant de la course intervient au vingt-sixième tour, quand Verstappen et Hamilton s'accrochent à la première chicane. L'arrêt au stand du Néerlandais, un tour après Ricciardo, s'éternise pendant onze secondes. Relâché dans le peloton, Verstappen se retrouve à la hauteur de Hamilton qui vient de sortir à son tour de la voie des stands, les deux pilotes se battant à ce moment pour la septième place. Les voitures sont côte à côte dans la variante del Retiffilo, celle de Verstappen escalade le vibreur extérieur, se soulève, sa roue arrière s'engrène sur celle de la voiture de Hamilton et le fond plat de la Red Bull s'écrase sur le halo de la Mercedes W12, tandis que la roue arrière droite touche le casque de Hamilton. Ce double abandon spectaculaire (le premier pour Hamilton depuis le Grand Prix d'Autriche 2018) provoque la sortie de la voiture de sécurité. Charles Leclerc bénéficie ainsi d'un arrêt gratuit et se retrouve deuxième derrière Ricciardo.
Daniel Ricciardo gère la relance sans problème tandis que Leclerc, en manque de puissance, cède rapidement aux assauts de Lando Norris puis de Sergio Pérez qui coupe la deuxième chicane pour le dépasser sans lui rendre sa position, ce qui lui vaut cinq secondes de pénalité. Valtteri Bottas, revenu du fond de grille, dépasse ensuite Leclerc pour se caler dans les échappements de la Red Bull. Alors que les McLaren s'acheminent vers un doublé, Norris interroge son stand pour savoir s'il est opportun d'aller chercher son coéquipier ; ils conviennent par la négative, l'essentiel étant d'assurer ce résultat inattendu. Alors que les voitures orange papaye franchissent triomphalement la ligne d'arrivée, sous le drapeau à damier brandi par le champion olympique du 100 mètres Lamont Marcell Jacobs, Pérez troisième est rétrogradé au cinquième rang, compte tenu de sa pénalité. Bottas accompagne par conséquent Ricciardo et Norris sur le podium et Leclerc se classe quatrième. Son coéquipier Carlos Sainz prend la sixième place, Lance Stroll amène son Aston Martin en septième position, Fernando Alonso prend les quatre points de la huitième place, George Russell marque, à nouveau, pour Williams et Esteban Ocon récolte l'unité restante. Daniel Ricciardo s'adjuge par ailleurs le point bonus du meilleur tour dans la dernière boucle et est élu « pilote du jour ». Dans la soirée, après avoir été entendu avec son rival par les commissaires de course, Max Verstappen, jugé responsable de l'accrochage, écope d'une pénalité de trois places sur la grille de départ du prochain Grand Prix de Russie.
Si Verstappen et Hamilton font match nul, les deux points gagnés par le Néerlandais à l'arrivée de la qualification sprint lui permettent de porter son avance à cinq points : 226,5 à 221,5. Bottas reste troisième (141 points) devant Norris (132 points) alors que Pérez est toujours cinquième (118 points) talonné par Leclerc (104 points). Suivent Sainz (97,5 points) et Ricciardo qui grimpe à la huitième place (83 points). Gasly qui n'a pas marqué est au neuvième rang (66 points) devant Alonso (50 points) et Ocon, onzième avec 45 points. En tête du championnat des constructeurs, Mercedes Grand Prix (362,5 points) possède 18 points d'avance sur Red Bull Racing (344,5 points). McLaren (215 points) reprend la troisième place à Ferrari (201,5 points). Beaucoup plus loin, Alpine tient le cinquième rang (95 points), devant Alpha Tauri qui reste à 84 points, Aston Martin (59 points), Williams (22 points) et Alfa Romeo (3 points). Haas attend toujours son premier point.

### Grand Prix de Russie

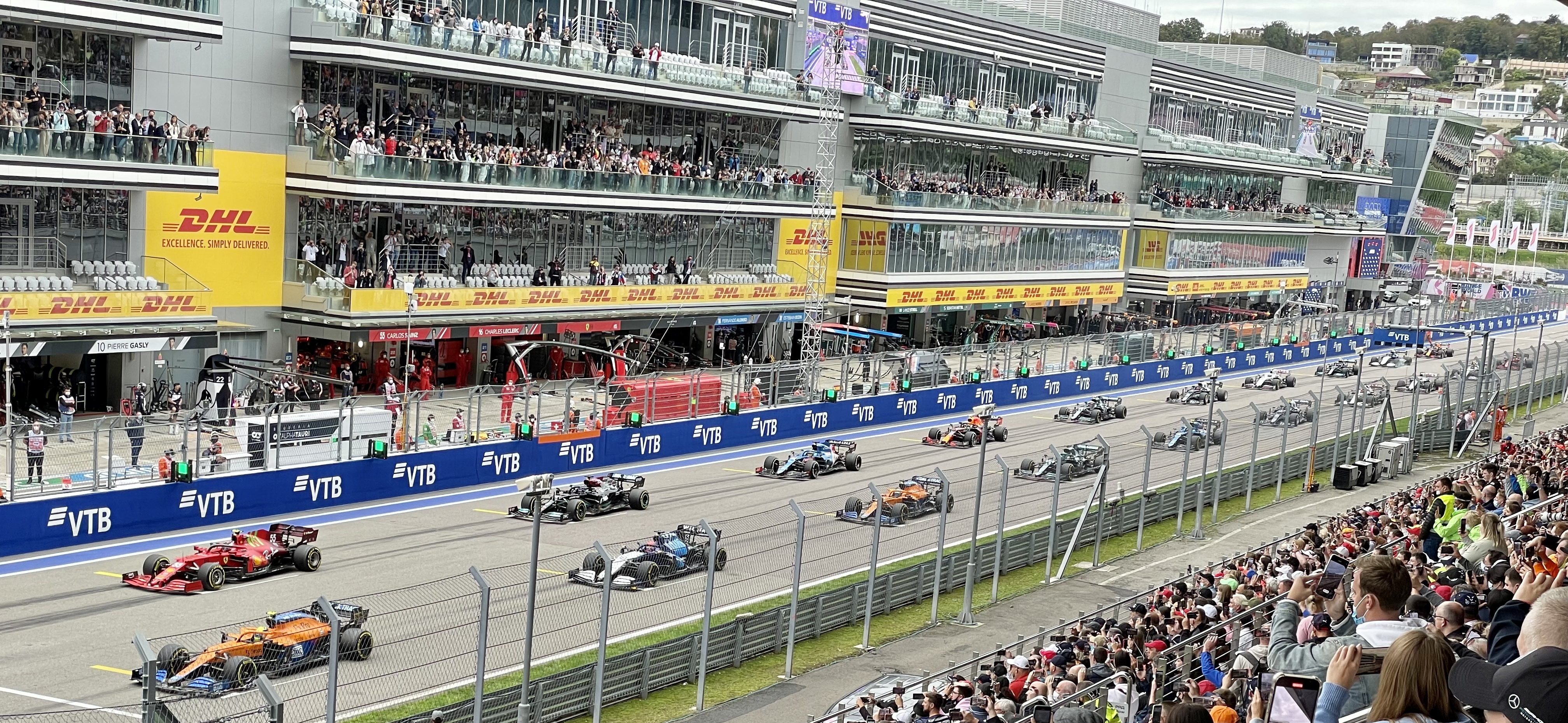
Lando Norris en pole position devant Carlos Sainz Jr. sur la grille de départ du Grand Prix de Russie 2021.

Lando Norris, qui réalise la première pole position de sa carrière en Formule 1, comble un trou de neuf années pour l'écurie McLaren qui n'avait plus placé de pilote en haut de la grille depuis Lewis Hamilton au Grand Prix du Brésil 2012. Durant la majorité des trois phases des qualifications, les monoplaces roulent en pneus intermédiaires sur une piste détrempée par une grosse averse matinale qui a provoqué l'annulation de la troisième séance d'essais. Dans ces conditions, les pilotes Mercedes se montrent les plus rapides. En milieu de Q3, alors que la trajectoire s'assèche, George Russell tente le premier le pari des gommes tendres, imité dans la foulée par les neuf autres pilotes. Tandis que le chronomètre tourne, il s'agit de disposer d'assez de temps pour effectuer plusieurs tours permettant de chauffer correctement les pneus lisses et de réussir un tour d'attaque propre. Carlos Sainz Jr. s'installe en haut de la feuille des temps mais il est immédiatement devancé d'une demi-seconde par Norris qui le repousse au deuxième rang sur la grille (une première pour le pilote espagnol) alors que Russell réalise le troisième temps. Hamilton, qui détruit son aileron avant en rentrant au stand, reprend la piste trop tard, ne parvient pas à faire monter ses pneus en température et part en tête-à-queue ; il doit se contenter de son temps réalisé en pneus intermédiaires qui lui vaut un départ en deuxième ligne, derrière son futur coéquipier. Daniel Ricciardo et Fernando Alonso occupent la troisième ligne, suivis par Lance Stroll et Sergio Pérez. Esteban Ocon et Sebastian Vettel s'élancent de la cinquième ligne. Valtteri Bottas, auteur du septième temps, part finalement du fond de la grille après l'installation de nouveaux éléments du groupe motopropulseur de sa monoplace. Max Verstappen et Charles Leclerc, qui partiront également du fond de la grille à cause du changement hors quota de leurs unités de puissance, n'ont effectué que quelques tours : un seul tour de sortie en Q1 pour le premier tandis que le Monégasque n'a pas quitté son stand en Q2.
Lewis Hamilton tourne une page de l'histoire de la Formule 1 en obtenant la centième victoire de sa carrière. « Elle a mis du temps à venir ! » remarque-t-il dans son tour d'honneur puisque son précédent succès remontait à sa course nationale à Silverstone, au mois de juillet. En préservant l'invincibilité de son écurie à Sotchi, il s'empare de la première place du championnat du monde, sans toutefois creuser l'écart qu'il aurait souhaité puisque Max Verstappen, parti dernier, remonte jusqu'à la deuxième place, à 53 secondes ; Carlos Sainz Jr., à plus d'une minute, complète le podium. Tous doivent ce résultat à une brutale averse qui s'est abattue à moins de dix tours de l'arrivée. Le timing dans lequel chacun des dix premiers est rentré à son stand pour chausser des pneus intermédiaires détermine l'ordre d'arrivée ; alors que Lando Norris, en tête, a bien tenté de poursuivre avec ses gommes dures inadaptées mais n'a pas pu éviter de tirer tout droit dans le virage no 5 à deux tours du but, Hamilton le laisse littéralement sur place pour remporter l'épreuve. Le jeune Britannique, désigné « pilote du jour », est contraint de regagner les stands pour changer de pneumatiques et termine septième.
Carlos Sainz prend l'aspiration de Norris dans la ligne droite du départ, le dépasse et s'installe aux commandes de la course. Auteur d'un envol prudent, Hamilton, débordé de toute parts, boucle le premier tour en septième position. Au bout de treize tours, Norris reprend la tête et reste devant (sans compter le ballet des arrêts aux stands) jusqu'à l'averse en fin de course. À l'arrière, Verstappen dépasse Bottas, censé freiner sa remontée, au bout de seulement six tours. Hamilton trouve son rythme et remonte progressivement, à coups de records du tour et de dépassements. Toto Wolff intervient même à la radio pour lui dire : « Tu peux gagner cette course ! » Après la valse des changements de pneus, à partir du trente-septième tour, il roule en deuxième position derrière Norris dont il se rapproche à portée d'utilisation de l'aileron arrière mobile. Pour autant, Norris résiste, s'offrant même le meilleur tour en course au trente-neuvième passage, au point qu'il semble s'acheminer vers son premier succès.
À partir du quarante-sixième tour, la pluie fait son apparition sur certains secteurs du circuit dans un premier temps ; tous s'interrogent alors sur l'opportunité de chausser les pneus intermédiaires. Hamilton refuse une première demande de son stand mais, la pluie s'intensifiant, oblique vers la voie des stands à quatre tours de l'arrivée, reprenant la piste à plus de 25 secondes de Norris qui, lui, n'obtempère pas au message du muret McLaren ; il souhaite tenter sa chance de victoire en continuant jusqu'au bout en pneus slicks, ce qui va s'avérer impossible. La même mésaventure arrive à Charles Leclerc, Sergio Pérez et Fernando Alonso, qui bataillent pour la troisième place en glissant sur et hors de la piste au cinquantième tour : le pilote Ferrari finit hors des points et les deux autres n'obtiendront pas le résultat escompté.
Ayant bien géré l'arrivée de la pluie en optant pour les pneus rainurés à bande verte dès le quarante-huitième tour, Max Verstappen, qui reprend la piste en septième position, passe en revue tous ceux qui roulent encore en gommes lisses, pour terminer à un rang inespéré par rapport à son emplacement sur la grille, avec un gain total de dix-huit places. Carlos Sainz tire lui aussi les bénéfices de cette perturbation, tout comme Daniel Ricciardo, quatrième, et Valtteri Bottas, cinquième. Fernando Alonso qui pouvait espérer mieux, termine sixième devant Norris. Kimi Räikkönen (parmi les premiers à passer les intermédiaires pour gagner sept places), Sergio Pérez (qui a mené la course durant huit tours sur le sec en s'arrêtant plus tard que les leaders) et George Russell prennent les points restants.
À 'issue de la quinzième des vingt-deux manches de la saison, Hamilton reprend la première place du championnat du monde avec 246,5 points ; Verstappen reste néanmoins sur ses talons, à seulement deux points (244,5). Bottas (151 points) conserve sa troisième place devant Norris (139 points), Pérez est toujours cinquième (120 points) et Sainz, avec son troisième podium de la saison, prend la sixième place (112,5 points) à son coéquipier Leclerc (104 points). Au huitième rang, figure Ricciardo (95 points) qui devance Gasly (66 points) et Alonso, dixième avec 56 points. Au classement des constructeurs, Mercedes (397,5 points) porte à 33 points son avance sur Red Bull (364,5 points). McLaren conserve sa place sur le podium (234 points) devant Ferrari (216,5 points) ; suivent Alpine (103 points), AlphaTauri (84 points), Aston Martin (59 points) puis Williams (23 points) et Alfa Romeo (7 points) qui augmentent leur capital à Sotchi. Seule Haas et ses deux pilotes n'ont pas encore marqué.

### Grand Prix de Turquie

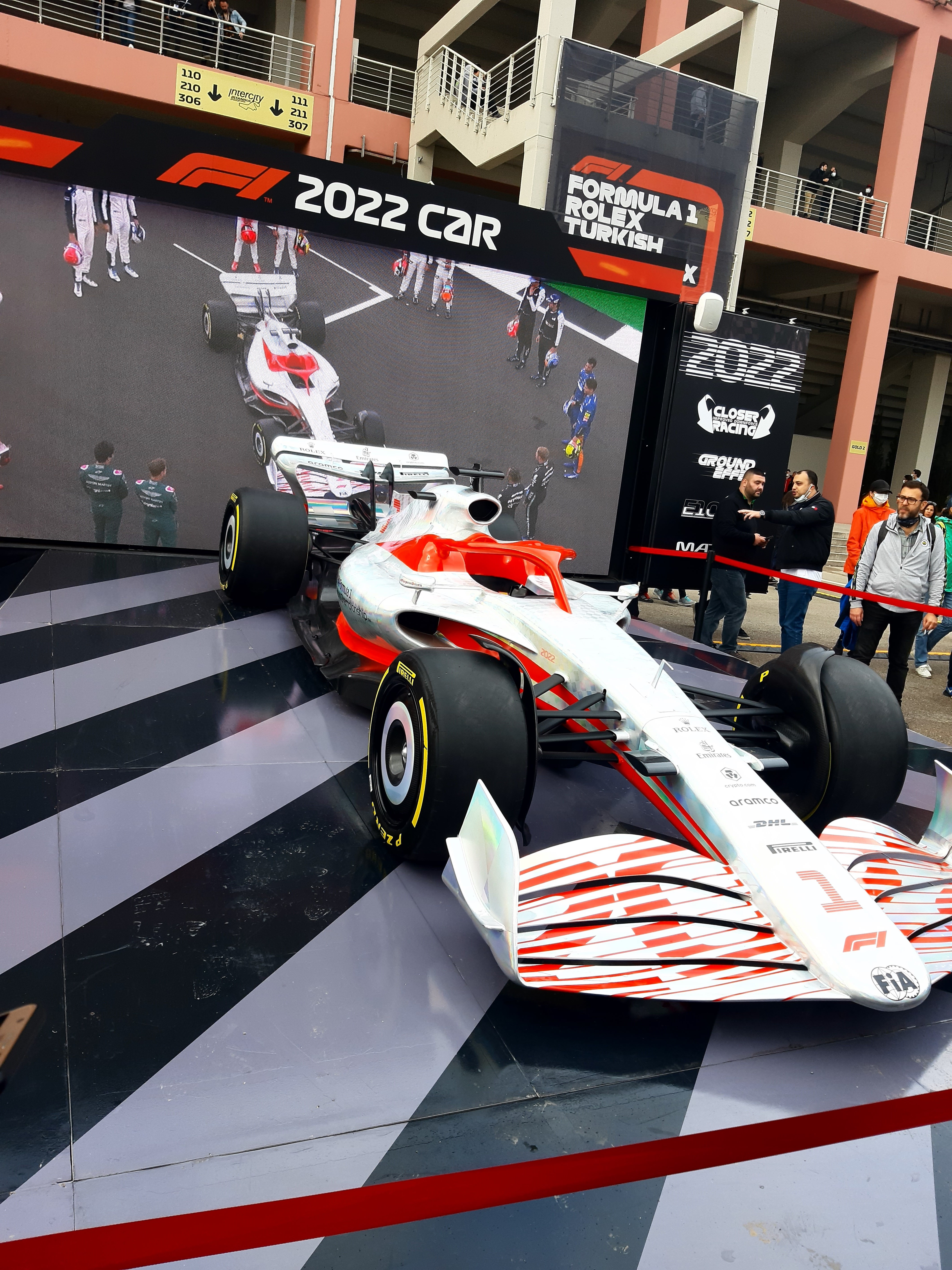
Présentation de la monoplace aux spécifications 2022 au Grand Prix de Turquie 2021.

Après l'annulation du Grand Prix de Singapour, le créneau du 8 au 10 octobre est disponible pour l'organisation d'un Grand Prix, et la direction de la Formule 1 annonce le 25 juin qu'elle l'attribue au Grand Prix de Turquie, placé en seizième manche du championnat.
Pour limiter les conséquences de sa pénalisation d'un recul de dix places sur la grille (dû au changement hors quota du moteur thermique de son unité de puissance) Lewis Hamilton fait son maximum et domine les trois phases des qualifications. En pulvérisant le record de la piste, il obtient le meilleur résultat possible le concernant : un départ en onzième position. Son coéquipier Valtteri Bottas, deuxième à 130 millièmes de seconde, hérite de la pole position, la dix-huitième de sa carrière. Il est accompagné en première ligne par Max Verstappen tandis que Charles Leclerc et Pierre Gasly, quatrième et cinquième temps de la Q3, progressent d'un rang et se partagent la deuxième ligne. Alors que la pluie était attendue, la séance s'est déroulée sous un ciel menaçant et avec une adhérence précaire par endroits avant que la trajectoire ne s'assèche, ce qui a permis aux pilotes de rouler en pneumatiques slicks. Très en verve au volant de son Alpine, Fernando Alonso devance Sergio Pérez sur la troisième ligne ; suivent Lando Norris et Lance Stroll alors que Sebastian Vettel, bien qu'éliminé en Q2, accède à la cinquième ligne, derrière Yuki Tsunoda.
Après une pluie matinale et un léger crachin continuant à mouiller la piste durant l'épreuve, Valtteri Bottas remporte la dixième victoire de sa carrière, sa première depuis le Grand Prix de Russie en 2020. En pneus intermédiaires au volant d'une W12 supérieure à la concurrence, il contrôle, après un départ réussi, l'ensemble de la course, n'est pas menacé durant les 58 tours et l'emporte en s'adjugeant le point bonus du meilleur tour en course, réalisant ainsi le deuxième hat trick de sa carrière un an après avoir multiplié les têtes-à-queues sur le même circuit. Max Verstappen, deuxième à quatorze secondes, fait toutefois la meilleure opération puisqu'il reprend la tête du championnat du monde à  Lewis Hamilton, avec six points d'avance, tandis que son coéquipier Sergio Pérez monte sur la troisième marche du podium.
Alors que Bottas prend le large dès le départ, Pierre Gasly ne peut éviter d'envoyer Fernando Alonso en tête-à-queue, ruinant la course de l'Espagnol qui, quelques kilomètres plus loin, commet une erreur similaire au détriment de Mick Schumacher ; les deux écopent de cinq secondes de pénalité lors de leur arrêt au stand. La course est animée par les remontées de Carlos Sainz Jr., parti de la dernière ligne, et de Lewis Hamilton qui s'est élancé onzième. Le Grand Prix étant déclaré humide par la direction de la course (et la piste restant jusqu'à la fin « grasse » selon Verstappen), les pilotes ne sont pas obligés d'observer d'arrêt au stand pour changer de pneumatiques et l'usage de l'aileron arrière mobile est interdit. Charles Leclerc prend la tête au trente-huitième tour quand les leaders se chaussent de pneus intermédiaires neufs. Seul Sebastian Vettel, en lutte pour les points, tente le pari des pneumatiques slicks medium mais son catastrophique tour de sortie sans aucune adhérence le force à retourner, tant bien que mal, au stand réparer son erreur.
Alors que Leclerc essaye de continuer jusqu'au bout avec des pneumatiques de plus en plus lisses, Bottas, ressorti des stands, fond sur lui et le dépasse facilement ; à onze tours de l'arrivée, Leclerc finit par changer ses gommes. Après avoir longtemps été retenu par Sergio Pérez qui s'est superbement défendu, Hamilton est remonté jusqu'à la troisième place au quarante-huitième tour et essaye également de rallier l'arrivée sans arrêt lorsque ses ingénieurs brisent son élan en lui demandant de changer de pneus ; il s'exécute à la fin de la cinquantième boucle, se retrouve cinquième, et signifie son mécontentement à la radio : « J'aurais dû rester en piste ! Je vous l'avais bien dit ! » Pérez dépasse Leclerc au même moment pour filer vers le podium. Le Monégasque contient Hamilton jusqu'à la ligne d'arrivée et marque les points de la quatrième place. Malgré sa pénalité, Gasly se classe sixième, devant Lando Norris, alors que Sainz, remonté au huitième rang est élu « pilote du jour » pour la première fois de sa carrière. Il devance Lance Stroll tandis que Esteban Ocon, le seul pilote à ne pas s'être arrêté, prend le dernier point en jeu. Pour la douzième fois de l'histoire, aucun pilote n'a abandonné.
Le chassé-croisé continue en tête du championnat : Verstappen (262,5 points) reprend la première place à Hamilton (256,5 points) à six courses du terme. Jamais depuis 2016, Hamilton ne s'était retrouvé en pareille position à ce stade de la saison. Grâce à son hat trick, Bottas conforte sa troisième place (177 points) devant Norris (145 points) qui devra repousser les assauts de Pérez (135 points). Les pilotes Ferrari sont séparés d'un demi-point, Sainz sixième (116,50) devant Leclerc (116) ; suivent Ricciardo (95 points), Gasly (74 points) et Alonso, dixième avec 58 points. Chez les constructeurs, Mercedes Grand Prix (433,5 points) porte son avance à 36 points sur Red Bull Racing (397,5 points) alors que McLaren, troisième (240 points) n'est pas à l'abri d'un retour de Ferrari (232,5 points) qui lui reprend dix points. Alpine (104 points) cinquième, est suivie par AlphaTauri (92 points), Aston Martin (61 points), Williams (23 points) et Alfa Romeo, neuvième avec 7 points. L'écurie Haas de Mick Schumacher et Nikita Mazepin reste sans point.

### Grand Prix des États-Unis

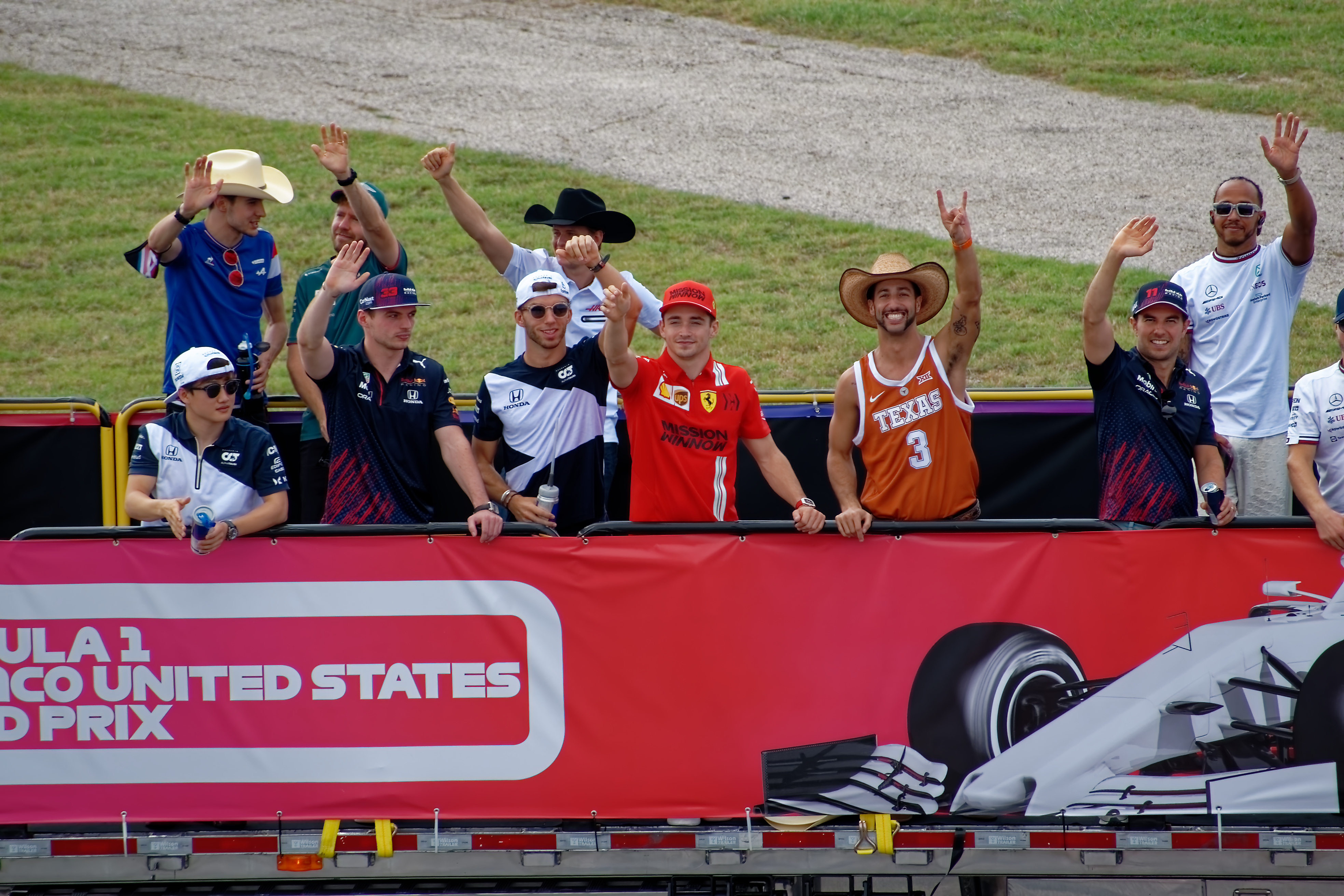
La parade des pilotes sur le COTA.

Une affluence considérable assiste à l’événement puisque près de 400 000 spectateurs cumulés assistent aux trois journées de compétition.
Depuis le début de l'ère des moteurs turbo-hybrides en 2014, Mercedes n'avait pas été battu en qualifications sur le Circuit des Amériques. Max Verstappen met fin à cette série en devançant Lewis Hamilton de 209 millièmes de seconde lors de sa deuxième tentative en Q3, alors que quelques gouttes commencent à tomber sur la piste. Il s'agit de sa neuvième pole position de l'année et de la douzième de sa carrière. Les deux rivaux pour le titre mondial s'élancent côte à côte en première ligne pour la septième fois de la saison. Sergio Pérez démontre la bonne forme des RB16B en réalisant le troisième temps, accompagné en deuxième ligne par Charles Leclerc qui grimpe d'un rang après que Valtteri Bottas a été pénalisé d'un recul de cinq places. Carlos Sainz Jr. et Daniel Ricciardo occupent la troisième ligne, suivis par Lando Norris et Pierre Gasly. Bottas part neuvième, devant Yuki Tsunoda.
Max Verstappen double son avance, désormais de douze points, sur Lewis Hamilton au championnat en remportant sa huitième victoire de la saison, la dix-huitième de sa carrière. Il doit ce succès, devant plus de 140 000 spectateurs, à une stratégie agressive mais risquée qui lui permet d'effacer un mauvais départ où son rival, qui le devance au premier virage, prend d'emblée les commandes de la course. En observant son premier arrêt dès le dixième tour pour chausser des gommes dures, le Néerlandais réussit tout d'abord un undercut en améliorant ses temps au tour avant que Hamilton ne change ses pneus, trois boucles plus tard, et reprenne la piste avec six secondes de retard. Verstappen réitère la manœuvre lors de son second arrêt, au vingt-neuvième passage. Hamilton choisit alors de prolonger son deuxième relais en tête, avec l'idée de s'arrêter plus tard afin d'avoir des pneus plus frais pour jouer la victoire dans les derniers tours ; il ne regagne donc la voie des stands qu'à la fin du trente-septième tour.

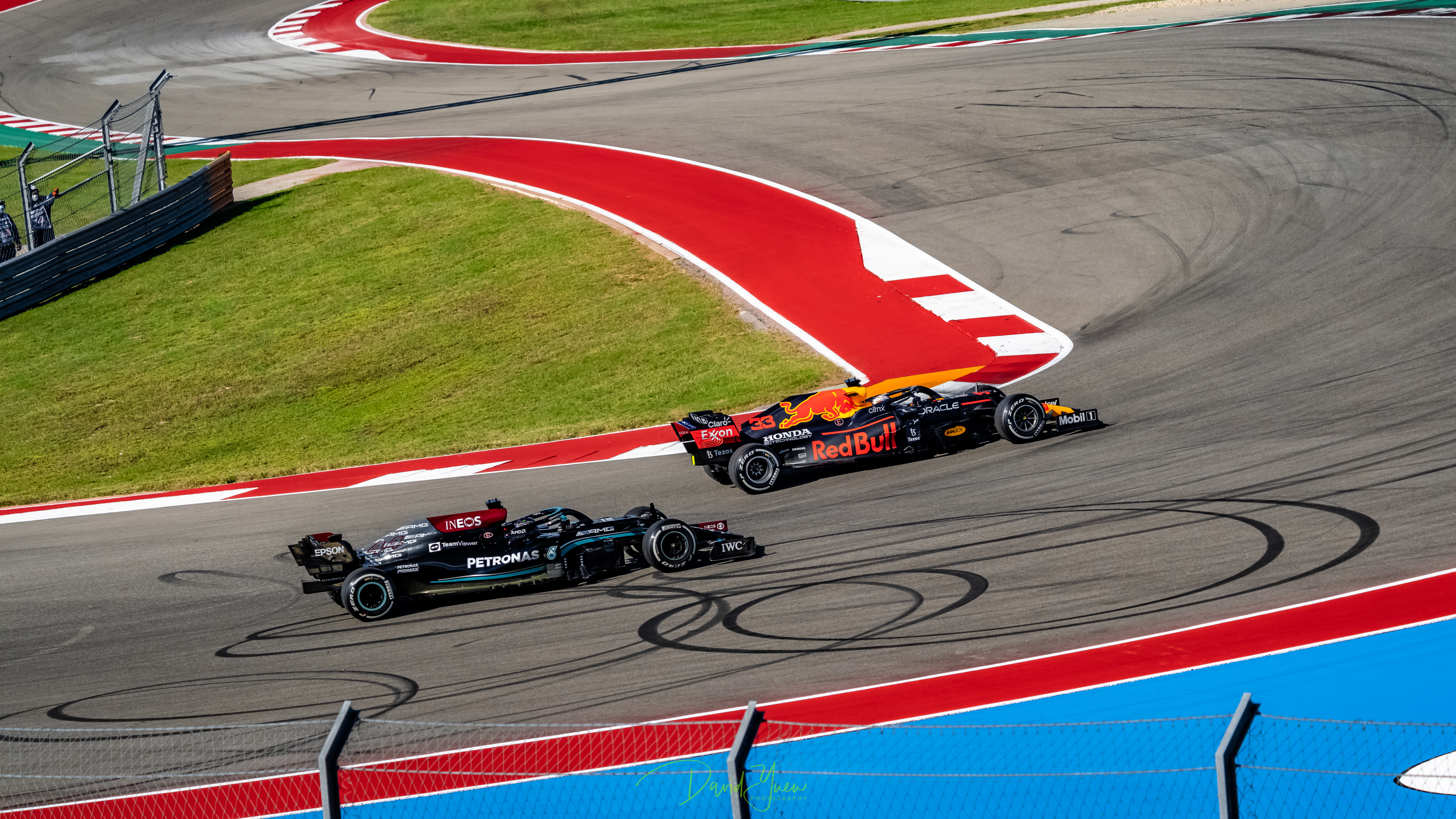
Max Verstappen et Lewis Hamilton au Grand Prix des États-Unis 2021.

Dans les dix-huit boucles restantes, Hamilton, ressorti à neuf secondes de Verstappen, échange avec son stand ; ils conviennent que : « Ça se jouera dans les trois derniers tours ! » De son côté, le pilote de la RB16B, dont les pneus ont huit tours de plus, fait en sorte de les ménager en vue de la bataille finale. Le septuple champion du monde cravache, s'adjuge le point bonus du meilleur tour, au quarante-et-unième passage, revient en vue de la Red Bull et se rapproche de la possibilité d'utiliser son aileron arrière mobile. Alors qu'il va y parvenir, à l'attaque du dernier tour, le Néerlandais trouve un allié inattendu en la personne du retardataire Mick Schumacher : il peut ainsi abaisser son DRS dans la ligne droite des stands après avoir dépassé la Haas ce qui lui permet de conserver plus d'une seconde d'avance jusqu'à la ligne d'arrivée. Sergio Pérez joue parfaitement son rôle pour Red Bull en s'arrêtant lui aussi plus tôt (douzième tour) pour forcer Mercedes à faire de même afin d'éviter un doublé de l'écurie de Christian Horner. Il obtient son deuxième podium consécutif, loin des deux rivaux pour le titre, déshydraté à cause d'une panne de son système d'alimentation en boisson.
Parti quatrième, Charles Leclerc termine à la même place, pour la sixième fois de la saison, après une course où il a roulé isolé, loin derrière Sergio Pérez et loin devant Daniel Ricciardo. L'Australien de McLaren, qui a pris le meilleur sur Carlos Sainz Jr. au premier tour dans une belle passe d'armes impliquant aussi son coéquipier Lando Norris, roule en cinquième position jusqu'à la fin. La remontée de Valtteri Bottas s'achève au sixième rang après un dépassement sur Sainz dans l'avant-dernier tour. Le pilote Ferrari termine à cette place, plombé par un deuxième arrêt au stand trop long. Norris prend les quatre points de la huitième place, Yuki Tsunoda est dans les points pour la première fois depuis le Grand Prix de Hongrie alors que son coéquipier Pierre Gasly est victime d'un abandon prématuré, suspension cassée. Sebastian Vettel revenu de la dix-huitième place sur la grille, prend le point restant.
À cinq courses du terme, Verstappen (287,5 points) possède douze points d'avance sur Hamilton (275,5 points). Bottas reste solidement à la troisième place (185 points) et Pérez (150 points) dépasse Norris (149 points) au quatrième rang. Leclerc (128 points) passe devant son coéquipier Sainz (122,5 points). Ricciardo (105 points) reste huitième devant Gasly (74 points) et Alonso (58 points) qui n'ont pas marqué. Verstappen, Hamilton et Bottas sont les derniers pilotes en lice pour le titre de champion du monde. Chez les constructeurs, l'avance de Mercedes Grand Prix (460,5 points) sur Red Bull Racing (437,5 points) se réduit à 23 points ; au troisième rang, McLaren (254 points) n'a que trois unités et demi de mieux que Ferrari (250,5 points). Alpine (104 points) conserve sa cinquième place malgré son double abandon ; suivent AlphaTauri (94 points), Aston Martin (62 points), Williams (23 points) et Alfa Romeo, neuvième avec 7 points. L'écurie Haas de Mick Schumacher et Nikita Mazepin n'a toujours pas marqué.

### Grand Prix de Mexico
Alors que les Red Bull ont dominé la troisième séance d'essais libres en repoussant les Mercedes à plus de six dixièmes de seconde, l'écurie allemande crée la surprise en verrouillant la première ligne. Dès sa première tentative dans la troisième phase des qualifications, Valtteri Bottas s'adjuge la pole position, sa troisième de la saison et la dix-neuvième de sa carrière, laissant Max Verstappen à trois dixièmes de seconde, alors que Lewis Hamilton réalise le deuxième temps. Chassant la position de pointe dans leurs deuxièmes tentatives, les pilotes Red Bull sont surpris par une sortie de piste de Yuki Tsunoda dans les esses alors qu'ils roulaient derrière lui, ce qui entraîne ce néologisme de Christian Horner : « On s'est fait Tsunoder ! » Sergio Pérez accompagne son coéquipier sur la deuxième ligne alors que Pierre Gasly, cinquième, est à nouveau le « meilleur des autres » avec un départ en troisième ligne devant Carlos Sainz Jr. ; ils précèdent Daniel Ricciardo et Charles Leclerc. Tsunoda et Lando Norris, pénalisés par leur changement de moteur, laissent la cinquième ligne à Sebastian Vettel et Kimi Räikkönen.
Max Verstappen remporte sa neuvième victoire de la saison (la moitié des Grands Prix disputés à ce point), la dix-neuvième de sa carrière, son troisième succès sur l'Autódromo Hermanos Rodríguez, et se ménage une avance de dix-neuf points au championnat sur Lewis Hamilton, deuxième de la course et relégué à 16 secondes à l'arrivée. Tout se joue au départ quand, depuis sa troisième place, le Néerlandais bondit dans l'aspiration de la W12 de Valtteri Bottas, se décale, et dépasse les deux Mercedes par l'extérieur en freinant tard au premier virage dont il sort en tête. Dès lors, il survole l'épreuve, provoquant des réactions de désespoir du septuple champion du monde qui lâche à plusieurs reprises : « Ces gars sont trop rapides ! » Hamilton doit plutôt s'employer à défendre sa deuxième place face à Sergio Pérez, galvanisé par ses dizaines de milliers de supporters, en mesure d'abaisser son aileron arrière mobile dans les dernières boucles, mais sans pouvoir porter une attaque ; il obtient son troisième podium consécutif et devient le premier Mexicain à mener son Grand Prix national (durant six tours après les arrêts au stand de Hamilton et de son coéquipier) et à finir parmi les trois premiers.
Dans le peloton, le départ est fatal à Yuki Tsunoda et Mick Schumacher, pris dans un accrochage avec Esteban Ocon qui peut continuer, alors que Daniel Ricciardo expédie Bottas en tête-à-queue, lequel se relance bon dernier. La voiture de sécurité est de sortie pour quatre tours, Verstappen gère la relance sans aucun problème. Roulant dès lors hors des points, le Finlandais se chausse de pneus neufs en fin de course pour priver Verstappen et Red Bull du point bonus du meilleur tour qui n'est donc pas attribué. Pierre Gasly mène une course solide et solitaire à la quatrième place tandis que les pilotes Ferrari s'échangent la cinquième position pour tenter d'aller le chercher : Charles Leclerc laisse passer Carlos Sainz au cinquante-sixième tour, puis ce dernier, n'ayant pas été en mesure de se rapprocher du pilote AlphaTauri, lui rend la position. Avec un gain de 18 points, la Scuderia s'empare de la troisième place du championnat des constructeurs. Neuvième au départ, Sebastian Vettel termine septième devant deux autres champions du monde, Kimi Räikkönen qui égale son meilleur résultat de l'année, et Fernando Alonso. Lando Norris prend le point restant ; seuls les cinq premiers terminent dans le tour du vainqueur.
Verstappen (312,5 points) se ménage une avance importante sur Hamilton (293,5 points) à quatre courses du terme ; ils sont désormais les deux derniers en lice pour l'attribution du titre mondial. Pérez (165 points) revient à vingt unités de Bottas (185 points), qui n'a pas marqué, pour la troisième place. Au cinquième rang, Norris (150 points) n'est pas à l'abri d'un retour de Leclerc (138 points) et de Sainz (130,5 points). Ricciardo tient la huitième place (105 points) devant Gasly (86 points) et Alonso, dixième avec 60 points. Les positions se resserrent au classement des constructeurs puisque Red Bull Racing (477,50 points) n'est qu'à un point de Mercedes Grand Prix (478,5 points), celui-là même dont Bottas a privé l'écurie championne du monde de 2010 à 2013. Aucune autre écurie ne peut désormais prétendre au sacre. Ferrari (268,5 points) déloge McLaren Racing (255 points) du podium alors qu'AlphaTauri revient à la hauteur d'Alpine F1 Team (106 points chacun). Aston Martin (68 points) est solidement accroché à la septième place devant Williams (23 points) et Alfa Romeo (11 points). Haas et ses pilotes ont encore quatre courses pour tenter d'ouvrir leur score.

### Grand Prix de São Paulo

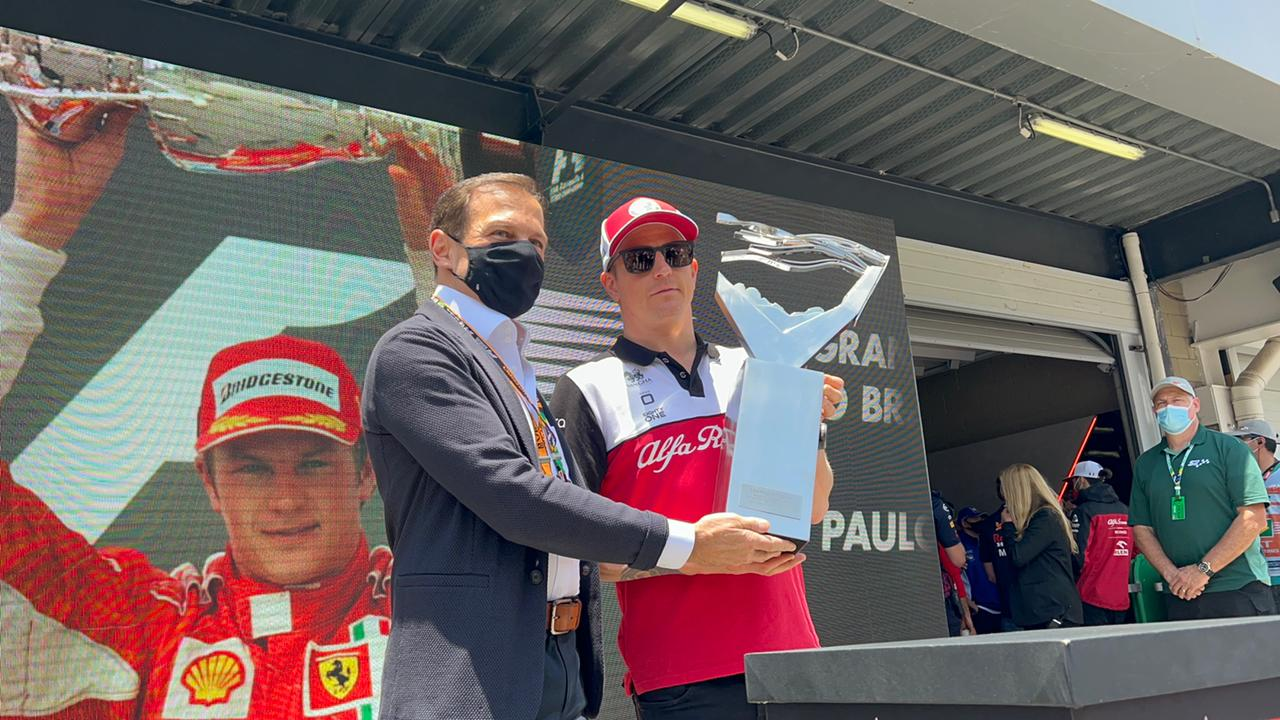
Kimi Räikkönen et João Doria, gouverneur de São Paulo.

Cette épreuve est la troisième de la saison à tester la formule « qualification sprint » mise en œuvre lors des Grands Prix de Grande-Bretagne et d'Italie. Lewis Hamilton qui a dominé les trois phases des qualifications, devait s'élancer de la première place de cette course de 24 tours mais, disqualifié en raison de la non-conformité de son aileron arrière mobile, il part de la dernière place. Par ailleurs, compte-tenu du changement de son moteur thermique, et quelle que soit sa position à l'arrivée, il est pénalisé d'un recul de cinq places sur la grille de départ du Grand Prix dominical. Par conséquent, Max Verstappen s'élance en tête du sprint devant Valtteri Bottas. Sergio Pérez est en deuxième ligne avec Pierre Gasly, devant les pilotes Ferrari Carlos Sainz Jr. et Charles Leclerc. Par ailleurs, Verstappen, qui a touché la pièce incriminée de la W12 de son rival sous le régime de parc fermé, reçoit une amende de 50 000 euros.
Valtteri Bottas, en pneus tendres, prend un meilleur départ que Max Verstappen en pneus medium et mène, sans être inquiété, l'intégralité du sprint pour obtenir sa quatrième pole position de la saison, la vingtième de sa carrière, qui lui rapporte 3 points. Le Néerlandais doit s'employer à dépasser Carlos Sainz Jr., qui l'a débordé dans les premiers virages, et les deux pilotes marquent 2 et 1 point. Cette course du samedi est animée par Lewis Hamilton qui dépasse quinze voitures pour terminer cinquième, ce qui lui vaut une dixième place sur la grille de départ du Grand Prix. Derrière Bottas et Verstappen, la deuxième ligne est composée de Sainz et Sergio Pérez, la troisième de Lando Norris et Charles Leclerc qui partent devant Pierre Gasly et Esteban Ocon. Sur la cinquième ligne, Sebastian Vettel et Lewis Hamilton cumulent onze titres mondiaux.
À la radio, après la cent-unième victoire de sa carrière, sa sixième de la saison, Lewis Hamilton fait les comptes : « vingt-cinq places de gagnées ! », ce qui correspond à sa disqualification en qualifications l'obligeant à partir dernier du sprint et aux cinq places de pénalité dues au changement de son bloc thermique. L'installation d'un moteur neuf confère à sa W12 un avantage de puissance sur la concurrence et en particulier sur Max Verstappen qu'il exploite au mieux. Le quadruple tenant du titre, qui tourne littéralement autour de ses adversaires, profite également de la sortie de la voiture de sécurité et de plusieurs tours sous virtual safety car en début de course pour réduire rapidement l'écart sur les Red Bull.
Hamilton se retrouve deuxième et menaçant derrière Verstappen, après seulement dix-neuf tours. Les stratégies des deux écuries et les tentatives d'undercut lors des deux passages aux stands de chacun ne modifient pas leurs positions. C'est sur la piste que le pilote Mercedes va chercher la victoire. Il porte une première attaque au quarante-huitième tour, aileron arrière mobile ouvert dans la ligne droite opposée ; le Néerlandais se défend en l'emmenant hors de la piste dans le virage Descida do lago. Cet incident est noté par les commissaires qui le considèrent comme un simple fait de course, ce qui provoque la fureur de Toto Wolff. Verstappen avertit son stand qu'il ne pourra pas tenir jusqu'au bout ; effectivement, dans la cinquante-neuvième boucle, Hamilton l'attaque à la sortie des esses de Senna : sa vitesse supérieure lui permet de le dépasser de façon imparable sous les vivats de la foule. Il franchit la ligne d'arrivée avec plus de dix secondes d'avance sur son rival puis effectue son tour d'honneur drapeau brésilien en main. Sergio Pérez  s'arrête à un tour de l'arrivée et, chaussé en pneus tendres, lui subtilise le point bonus en réalisant le meilleur tour en course. Valtteri Bottas, troisième, permet à Mercedes de reprendre un peu d'air au classement des constructeurs.
Au départ, Max Verstappen prend les commandes au premier virage puis son coéquipier dépasse Bottas ; les deux Red Bull roulent en tête durant dix-huit tours. Bottas laisse ensuite Hamilton, remonté à toute vitesse, le doubler pour qu'il puisse fondre sur Pérez, qui résiste à une première attaque avant de céder devant la puissance de la W12. À cinquante tours de l'arrivée, l'explication entre les deux rivaux pour le titre mondial peut commencer ; Verstappen reprend du temps dans le deuxième secteur sinueux, Hamilton se rapproche dans les lignes droites jusqu'à ce que l'usure des pneus de sa RB16B ne permette plus au Néerlandais de se détacher dans cette partie du circuit. Pérez perd sa troisième place en raison d'une voiture de sécurité virtuelle qui permet à Bottas de profiter d'un « arrêt gratuit » au trentième tour. Ce dernier a pourtant mis en cause la stratégie de son équipe en lâchant à la radio : « On aurait dû réaliser un doublé facilement ! » Les Ferrari de Leclerc et de Sainz, dernières voitures dans le tour du vainqueur, prennent les cinquième et sixième places, augmentant ainsi l'avance de leur écurie sur McLaren pour le podium du championnat constructeurs. À un tour, après de belles bagarres, Pierre Gasly se classe septième devant les deux Alpine, Esteban Ocon  dépassant son coéquipier Fernando Alonso dans le dernier tour ; comme la semaine précédente, à Mexico, Lando Norris prend le dernier point en jeu.
Au classement du championnat, l'avance de Verstappen (332,5 points) sur Hamilton (318,5 points), passée à 21 points après le sprint, se réduit à 14 unités. Bottas (203 points) augmente singulièrement ses chances de finir sur le podium face à Pérez (178 points). Si Norris reste cinquième (151 points), il continue à perdre du terrain sur Leclerc (148 points) et Sainz (139,5 points). Huitième, Daniel Ricciardo (105 points) voit revenir Gasly (92 points) alors qu'Alonso est toujours dixième, avec 62 points. Mercedes Grand Prix (521,5 points) reprend un peu d'avance sur Red Bull Racing (510,5 points) au championnat des constructeurs. Pour le podium, Ferrari (287,5 points) augmente la sienne sur McLaren (256 points). À la cinquième place, Alpine et AlphaTauri comptent encore autant de points (112) ; suivent Aston Martin (68 points), Williams (23 points), Alfa Romeo (11 points) et enfin Haas qui ferme la marche sans avoir marqué le moindre point.

### Grand Prix du Qatar
Début janvier 2021, à cause de l'émergence de variantes du Covid-19, un report du Grand Prix d'Australie est envisagé, les restrictions de circulation demeurant très strictes en Australie. Le 12 janvier, la course est officiellement décalée au 21 novembre en 21e manche du championnat,. Mais début juillet, elle est définitivement annulée, toujours raison des mesures sanitaires prises dans l'état de Victoria. La direction de la Formule ayant présenté un calendrier révisé de 22 courses, cette date du 21 novembre qui devient la 20e manche de la saison en cours, est restée inscrite avec la mention « TBC » (To Be Confirmed), ce qui signifie qu'elle devait être attribuée à un autre circuit,.
Enfin, le 30 septembre, la Formule 1 annonce que cette épreuve se déroulera sur le Circuit international de Losail situé dans les environs de Doha pour le premier Grand Prix automobile du Qatar organisé dans le cadre du championnat du monde. Pour la fin da la saison de Formule 1 en 2021, le Grand Prix du Qatar fait partie d'un triptyque moyen-oriental, puisqu'il précède ceux d'Arabie saoudite et d'Abou Dabi. Par ailleurs, il est appelé à intégrer durablement le calendrier du championnat, puisqu'un contrat de dix ans est signé pour son organisation à partir de la saison 2023.
Alors que sa précédente pole position remontait au Grand Prix de Hongrie, en juillet, Lewis Hamilton domine les trois phases des qualifications et établit les records des trois secteurs du soixante-quinzième circuit utilisé en Formule 1 ce qui lui permet, lors de sa deuxième tentative en Q3, d'être le seul en deçà de 1 minute et 21 secondes, à 239,623 km/h de moyenne. Il s'agit de son cent-deuxième départ en tête, le quatrième de la saison. Il relègue Max Verstappen, à plus de quatre dixièmes de seconde et son coéquipier Valtteri Bottas, troisième temps, à plus de six dixièmes. La grille de départ est chamboulée le jour de la course, après les pénalités infligées à Verstappen (cinq places de recul) et à Bottas (trois places de recul) pour non-respect des drapeaux jaunes brandis à la fin de la dernière phase qualificative quand Pierre Gasly a déchiré son pneu avant droit et arraché son aileron sur un vibreur. En conséquence le Français, quatrième des qualifications, s'élance en première ligne au côté de Hamilton, la deuxième ligne est constituée de Fernando Alonso et Lando Norris, Bottas part en troisième ligne derrière Carlos Sainz Jr., alors que Verstappen se retrouve septième, en quatrième ligne.
Lewis Hamilton, qui mène les cinquante-sept tours de la course sans être inquiété, remporte sa septième victoire cette saison et la cent-deuxième de sa carrière ; en s'imposant sur un trentième circuit différent, il revient, à deux courses du terme, à huit points de Max Verstappen au championnat. Si le pilote Mercedes a roulé seul au monde, au point de déclarer avoir hâte de regarder le replay de la course pour savoir ce qu'il s'est passé derrière lui, Max Verstappen limite les dégâts en remontant au deuxième rang après cinq boucles et en s'adjugeant le point bonus du meilleur tour. Fernando Alonso, troisième, n'avait pas connu le podium depuis le Grand Prix de Hongrie 2014 et 105 course disputées, alors qu'il pilotait une Ferrari.
Au départ, Hamilton s'envole, Verstappen gagne quatre places, Gasly est débordé par Alonso et Bottas, à cause d'une mauvaise impulsion, se retrouve englué dans le peloton. Le pilote français n'est pas en mesure d'exploiter sa deuxième place sur la grille, son AT02, en manque de rythme, rétrogradant progressivement hors des points. Après cinq tours, le leader du championnat roule derrière son rival, l'écart oscillant entre sept et neuf secondes après leurs premiers arrêts respectifs (17e et 18e tours). La bataille pour le podium met aux prises Alonso, Pérez et Bottas dont la remontée s'achève sur une crevaison après trente-deux tours. Le gain du point bonus, longtemps détenu par Hamilton, fait l'objet d'une bataille intense. Pérez, arrêté une deuxième fois, au quarante-et-unième tour, lui subtilise mais Verstappen, qui possède une avance considérable sur Alonso, s'arrête une troisième fois, en vue de l'arrivée, pour chausser des gommes tendres et établir le meilleur tour sur la ligne d'arrivée. Fernando Alonso, grâce à une stratégie risquée à un seul arrêt (son pneu avant-gauche étant très usé) contient Sergio Pérez à deux secondes pour terminer troisième, toutefois bien aidé par la procédure de voiture de sécurité virtuelle enclenchée jusqu'à l'avant-dernier tour pour dégager la voiture de Nicholas Latifi qui a crevé. Esteban Ocon complète la belle performance d'Alpine en prenant la cinquième place, menant un petit train de pilotes à portée d'ailerons arrière mobiles, composé de Lance Stroll qui obtient son meilleur résultat de la saison et des pilotes Ferrari Carlos Sainz et Charles Leclerc. Lando Norris, quatrième à neuf tours de l'arrivée puis victime d'une crevaison lente le contraignant à regagner les stands, et Sebastian Vettel prennent les derniers points en jeu, à un tour du vainqueur.
Max Verstappen (351,5 points), toujours en tête du championnat, n'a plus que huit unités d'avance sur Lewis Hamilton (343,50 points) mais peut, mathématiquement, être sacré dès la course suivante, à Djeddah. Valtteri Bottas (203 points) doit encore défendre sa place sur le podium face à Sergio Pérez (190 points). Au cinquième rang, Lando Norris (153 points) voit revenir Charles Leclerc (152 points), Carlos Sainz (145,5 points) se tenant en embuscade. Daniel Ricciardo (105 points) et Pierre Gasly (92 points), qui n'ont pas marqué, sont huitième et neuvième, devant Alonso (77 points). Au championnat des constructeurs, Mercedes (546 points) ne conserve que cinq points d'avance sur Red Bull (541,5 points) qui a inscrit plus de points lors de cette épreuve (31 points contre 25). Ferrari (297,5 points) se rapproche du podium final, devant McLaren (258 points). Grâce aux belles performance de ses pilotes ce weekend, Alpine (137 points) fait un grand pas vers la cinquième place en décrochant AlphaTauri (112 points) ; suivent Aston Martin, qui augmente son capital (77 points), Williams (23 points) et Alfa Romeo (11 points). Il reste deux courses à Haas pour tenter de marquer.r.

### Grand Prix d'Arabie saoudite
La course se déroule en nocturne sur un nouveau tracé dessiné par l'entreprise de Hermann Tilke à Djeddah, au bord de la mer Rouge.
À près de 254 km/h de moyenne et avec une vitesse de pointe de 325 km/h en bout de ligne droite, Lewis Hamilton obtient la cent-troisième pole position de sa carrière, sa cinquième de la saison. Son coéquipier Valtteri Bottas, devancé de 111 millièmes de seconde, part à ses côtés et verrouille la première ligne. Lors de sa seconde tentative en Q3, Max Verstappen prend tous les risques en rasant les protections et bat les records des premier et deuxième secteurs, il arrive ainsi dans le dernier virage avec près de quatre dixièmes de secondes d'avance sur Hamilton mais dérape et brise sa suspension contre le mur ; il s'élance troisième, accompagné par Charles Leclerc qui réalise une belle performance après avoir détruit sa SF21 lors des deuxièmes essais libres. Sur la troisième ligne, Sergio Pérez précède Pierre Gasly, à nouveau parmi les six meilleurs en qualifications. La quatrième ligne est composée de Lando Norris et Yuki Tsunoda qui partent devant Esteban Ocon et Antonio Giovinazzi. Carlos Sainz, qui a détruit son aileron arrière lors de la Q2, s'élance quinzième.
À nouveau premier et deuxième au terme d'une course à rebondissements, Lewis Hamilton et Max Verstappen se retrouvent à égalité au championnat (369,5 points chacun) en lutte pour le gain du titre, une semaine plus tard, lors de la manche finale d'Abou Dabi, après la cent-troisième victoire du Britannique, sa huitième de la saison, sa troisième consécutive, agrémentée du point bonus du meilleur tour qui lui permet de réaliser son dix-neuvième hat trick. Les cinquante tours de la course sont ponctués par deux neutralisations au drapeau rouge et trois départs arrêtés ainsi que par cinq procédures de voiture de sécurité virtuelle pour dégager des débris à différents endroits de la piste.
Au départ, les Mercedes conservent leurs positions tandis qu'Esteban Ocon gagne déjà deux places. Hamilton roule en tête, devant Bottas et Verstappen quand, au dixième tour, Mick Schumacher se crashe dans le mur au virage no 22. Dans un premier temps, la voiture de sécurité étant sortie, les deux pilotes des Flèches d'argent en profitent pour rentrer aux stands se chausser de neuf alors que Verstappen (ainsi qu'Ocon et Ricciardo) choisit de rester en piste. Néanmoins, au treizième tour, la direction de course brandit le drapeau rouge pour permettre la remise en place des barrières de sécurité TechPro : le Néerlandais profite dès lors d'un arrêt gratuit et se retrouve en tête sur la grille pour le nouveau départ, devant Hamilton, Bottas, Ocon et Ricciardo. Lorsque la course est relancée, au quinzième tour, Hamilton prend un meilleur départ que Verstappen mais, en bout de ligne droite, ce dernier effectue un freinage ultra tardif et reprend l'avantage, hors-piste, à la sortie du virage no 2 ; Hamilton, embarqué dans la manœuvre, est alors surpris par Ocon qui le double. Au même moment, Sergio Pérez, touché par Charles Leclerc, part en tête-à-queue tandis que Nikita Mazepin, reparti plein gaz, percute violemment la Williams de George Russell ralenti par le chaos. La course est à nouveau neutralisée au drapeau rouge.
Un véritable marchandage a alors lieu entre le directeur de course Michael Masi et les deux équipes rivales : pour que l'incident du deuxième départ ne remonte pas jusqu'aux commissaires, il propose que, lors du nouveau départ, Verstappen s'élance derrière Hamilton et que Ocon, qui s'était infiltré sans commettre de faute, parte de la première place. Cette proposition acceptée, les feux rouges s'éteignent pour un troisième départ au dix-septième tour ; Verstappen plonge à l'intérieur du premier virage et en sort en tête. Hamilton dépasse rapidement Ocon et l'explication en piste entre les deux rivaux seuls au monde commence, Hamilton en pneus durs contre Verstappen en gommes medium. Le schéma se répète à chaque tour : la Red Bull creuse un léger écart dans le premier secteur plus sinueux et la Mercedes la rattrape dans les grandes enfilades des deuxième et troisième secteurs. À cinq reprises, la procédure de voiture de sécurité virtuelle est déployée pour nettoyer des débris de carbone en différents endroits de la piste. Au trente-septième tour, Hamilton, qui bénéficie de l'aileron arrière mobile, attaque son rival au premier virage ; ce dernier se défend en l'emmenant hors de la piste (Hamilton s'exclame : « Ce type est complètement fou ! »), ce qui lui vaut cinq secondes de pénalité. Averti qu'il doit rendre la position, Verstappen freine brutalement dans la longue courbe dite « virage no 26 », ce qui surprend Hamilton qui le percute et abîme son aileron avant. Au quarante-deuxième tour, le Néerlandais laisse passer son rival mais reprend immédiatement les commandes à l'aide du DRS. Enfin, une boucle plus tard, ayant appris qu'il serait pénalisé de cinq secondes pour le hors-piste du trente-septième tour, il ne résiste pas à une nouvelle attaque de Hamilton qui s'envole vers la victoire. Ce dernier étant détenteur du meilleur tour depuis la quarante-septième boucle, Verstappen, en délicatesse avec ses pneumatiques, n'est plus en mesure de lui contester le point bonus car son avance sur Ocon et Bottas (qui revient à toute allure) n'est pas suffisante pour rentrer au stand et se chausser de neuf. Il écope après la course de dix secondes supplémentaires de pénalité, en raison de la brutalité de son freinage lors de l'accrochage du trente-huitième tour, ce qui ne modifie pas son classement.
Ocon, talonné par Bottas, perd finalement la troisième place sur la ligne d'arrivée, le Finlandais arrachant le podium, aileron arrière mobile ouvert, avec seulement 102 millièmes de seconde d'avance, pour le partager une vingtième fois avec Hamilton et Verstappen. Daniel Ricciardo contient Pierre Gasly jusqu'au bout pour le gain de la cinquième place. Charles Leclerc termine septième devant son coéquipier Carlos Sainz revenu de la quinzième place sur la première grille de départ. Antonio Giovinazzi profite de son bon résultat en qualifications pour prendre les deux points de la neuvième place et marquer pour la deuxième fois de la saison. Lando Norris prend à nouveau le point restant. À commencer par Hamilton et Verstappen, tous les pilotes terminent la course en sueur et exténués par les efforts fournis.
Pour la première fois depuis 1974 et la seconde fois dans l'histoire de la discipline, les deux pilotes en tête du championnat abordent la dernière épreuve à égalité de points (369,5) ; le Néerlandais ayant le seul avantage de compter une victoire de plus (neuf à huit), ceci lui offrirait le titre si aucun ne marquait à Abou Dabi. Bottas est désormais assuré de la troisième place (218 points) et Pérez (190 points) de la quatrième bien qu'il n'ait pas marqué. Au cinquième rang, Leclerc (158 points) dépasse Norris (154 points) ; ils sont suivis par Sainz (149,5 points), Ricciardo (115 points) et Gasly qui atteint la barre des 100 points dans une saison pour la première fois de sa carrière. Alonso est toujours dixième (77 points) mais son coéquipier Ocon (72 points) n'est pas loin. Avec ses deux pilotes sur le podium, Mercedes Grand Prix (587,5 points) fait un grand pas vers un huitième titre constructeurs consécutif, face à Red Bull Racing (559,5 points). Il en va de même pour la troisième place, Ferrari (307,5 points) creusant un écart important sur McLaren Racing (269 points). Alpine (149 points) a la cinquième place finale en vue en prenant une belle avance sur AlphaTauri (120 points). Aston Martin (77 points) terminera le championnat au septième rang, devant Williams (23 points) et Alfa Romeo (13 points) qui a augmenté son capital. Haas, dont aucun pilote n'a terminé la course, pourrait finir la saison sans avoir marqué le moindre point.

### Grand Prix d'Abou Dabi
La course à Abou Dabi clôt la saison comme c'est la tradition depuis 2014 mais sur un tracé grandement remanié. Max Verstappen et Lewis Hamilton prennent le départ de cette manche finale à égalité de points en tête du championnat, ce qui n'est arrivé précédemment qu'en 1974.
Bénéficiant, dans la deuxième grande ligne droite du circuit, de l'aspiration offerte par son coéquipier Sergio Pérez, qui sacrifie son tour pour lui, Max Verstappen établit, dès sa première tentative en Q3, un temps record de 1 min 22 s 109 que Lewis Hamilton ne parvient à approcher que de 37 centièmes de seconde en fin de séance. Le Néerlandais obtient sa dixième pole position de l'année (deux fois plus que Hamilton) et la treizième de sa carrière. Choisissant de s'extraire de la Q2 en pneus tendres, il sera ainsi chaussé au départ de la course alors que son rival en première ligne s'élancera en pneus medium. Lando Norris crée la surprise en réalisant le troisième temps ; il part en deuxième ligne, devant Pérez. Sur la troisième ligne, Carlos Sainz Jr. est accompagné par Valtteri Bottas, sixième pour sa dernière course avec Mercedes. En quatrième ligne, Charles Leclerc part septième devant Yuki Tsunoda qui, pour la première fois de la saison, bat son coéquipier Pierre Gasly, éliminé en Q2. La cinquième ligne est composée d'Esteban Ocon et Daniel Ricciardo.
Max Verstappen est le champion du monde 2021 en dépassant Lewis Hamilton dans le cinquante-huitième et dernier tour de la course pour remporter sa dixième victoire de la saison, la vingtième de sa carrière, au caractère décisif. Le Britannique, qui a pris un meilleur départ, mène l'épreuve à sa main jusqu'à cinq boucles de l'arrivée, toutes les tentatives stratégiques de Red Bull n'y ont rien fait, son avance est supérieure à onze secondes sur son rival et il semble filer sans problème vers son huitième titre mondial. Mais au cinquante-troisième tour, Nicholas Latifi perd l'arrière de sa Williams à la sortie du virage no 14 et l'écrase dans le rail. La voiture de sécurité entre en piste, Verstappen en profite immédiatement pour rentrer au stand chausser des pneus tendres, alors que Hamilton reste en piste avec ses pneus durs vieux de quarante tours. Cinq voitures retardataires (Lando Norris, Fernando Alonso, Charles Leclerc, Sebastian Vettel et Esteban Ocon) sont intercalées entre la Mercedes et la Red Bull. Dans un premier temps, elles ne sont pas autorisées à dépasser la voiture de sécurité pour rejoindre le peloton dans le même tour. Puis, dans la cinquante-septième boucle, elles sont invitées à le faire, laissant Hamilton et Verstappen seuls pour un face à face final. Une fois que la Safety Car s'est écartée, pour un tour de course, Verstappen avec ses pneus frais n'a aucun mal à dépasser son rival pour le titre, en plongeant à l'intérieur du virage no 5. Le septuple champion du monde tente de reprendre l'avantage après la deuxième ligne droite au virage no 9 en attaquant par l'extérieur, mais ses gommes ne lui permettent pas de boucler la manœuvre, et Max Verstappen passe le premier la ligne d'arrivée pour remporter le titre, obtenant de surcroit, avec le meilleur tour réalisé dans sa trente-neuvième boucle, le troisième hat trick de sa carrière.
Cet incroyable dénouement provoque deux protestations de Mercedes, l'une parce que Verstappen s'est porté à la hauteur de Hamilton sous voiture de sécurité, son aileron dépassant légèrement le sien, l'autre en raison de la décision de la direction de course de laisser passer les cinq retardataires mais pas les trois autres qui roulaient derrière Verstappen, et pour ne pas avoir attendu un tour de plus pour relâcher la meute, ce qui de fait, aurait entraîné une arrivée en ordre et au ralenti derrière la voiture de couleur verte. Elles sont toutes deux rejetées. Ainsi, la période de domination des pilotes de l'écurie de Toto Wolff depuis le début de l'ère hybride en 2014, a pris fin cette saison à Abou Dabi ; Mercedes, qui avait annoncé son intention de contester la décision des commissaires auprès de la Cour d'appel internationale de la FIA, y ayant finalement renoncé.
Au départ, Hamilton prend le meilleur sur Verstappen, Pérez bondit à la troisième place, Sainz grimpe au quatrième rang, Bottas recule huitième. À la sixième courbe, le pilote Red Bull attaque par l'extérieur en serrant son rival conte le vibreur ; ce dernier coupe la chicane et en ressort avec un avantage de plusieurs mètres. Les commissaires ne donnent pas suite. Le Néerlandais distancé s'arrête pour chausser des pneus durs dès le treizième tour, le Britannique couvre sa stratégie en stoppant dans la boucle suivante, laissant Pérez en tête. Le pilote Mexicain va tout faire pour le ralentir et permettre à son coéquipier de revenir. Dans les vingtième et vingt-et-unième tours il offre une défense acharnée, est doublé, se dédouble, réduit son rythme jusqu'à céder quand Verstappen est revenu dans les roues de Hamilton. Mais la Mercedes W12, plus rapide et sur une stratégie à un seul arrêt, reprend instantanément le large en alignant les records du tour, alors que le Néerlandais retourne au stand au trente-sixième tour au moment du déploiement de la voiture de sécurité virtuelle à la suite de la panne d'Antonio Giovinazzi en bord de piste. Il repart à 23 secondes de Hamilton, et tente de revenir à coups de records du tour. Le pilote Mercedes conserve une avance confortable de près de douze secondes, et Christian Horner note : « maintenant, il nous faudrait un miracle », quand Latifi a son accident.
Sous voiture de sécurité, Sergio Pérez doit abandonner, un problème moteur ayant été décelé sur sa RB16B. Cela laisse la troisième place à Carlos Sainz, son quatrième podium à sa première saison chez Ferrari, qui devance les deux AlphaTauri, Yuki Tsunoda (sa quatrième place est le meilleur résultat de sa jeune carrière), et Pierre Gasly qui double Bottas dans le dernier tour, lui laissant la sixième place. Lando Norris, parti hors-piste au départ, termine la course au septième rang, devant les deux Renault, Fernando Alonso et Esteban Ocon, alors que Charles Leclerc ne fait pas mieux que dixième. Dans son casque, quand il gare sa Red Bull devant le panneau 1, Max Verstappen s'exclame à l'attention de son équipe : « Je vous aime les gars, est-ce qu'on peut continuer comme ça pour les dix, quinze prochaines années ? ».
Â 24 ans et 73 jours, avec dix victoires dans la saison, Max Verstappen est le trente-quatrième champion du monde de Formule 1 (395,5 points). Il détrône le quadruple tenant du titre Lewis Hamilton (387,5 points). Valtteri Bottas est troisième (226 points) devant Sergio Pérez (190 points), alors que le classement évolue derrière eux. Carlos Sainz arrache la cinquième place finale (164,5 points), Lando Norris progresse au sixième rang (160 points), tous deux dépassant Charles Leclerc (159 points). Daniel Ricciardo termine le championnat à la huitième place (115 points) avec cinq unités d'avance sur Pierre Gasly (110 points). Fernando Alonso est dixième avec 81 points. Mercedes Grand Prix augmente son record avec un huitième sacre consécutif chez les constructeurs (613,5 points), devant Red Bull Racing (585,5 points). Ferrari est sur le podium (323,5 points), après avoir pris le large sur McLaren (275 points). Alpine termine cinquième (155 points), avec treize points de mieux qu'AlphaTauri (142 points). Aston Martin (77 points), Wiliams (23 points) et Alfa Romeo (13 points) ferment la marche. Haas n'a pas marqué.

## Classements saison 2021

### Attribution des points
| Position                       | 1er | 2e | 3e | 4e | 5e | 6e | 7e | 8e | 9e | 10e | MT  |
| Points en Grand Prix           | 25  | 18 | 15 | 12 | 10 | 8  | 6  | 4  | 2  | 1   | + 1 |
| Points en Qualification sprint | 3   | 2  | 1  |    |    |    |    |    |    |     |     |

### Pilotes
| Pos.  | Pilotes            | BAH  | EMI  | POR  | ESP  | MON  | AZE  | FRA | STY  | AUT  | GB      | HON  | [ d ] | PB    | ITA     | RUS  | TUR | USA  | MEX  | SÃP   | QAT  | KSA  | EAU   | Points |
| ----- | ------------------ | ---- | ---- | ---- | ---- | ---- | ---- | --- | ---- | ---- | ------- | ---- | ----- | ----- | ------- | ---- | --- | ---- | ---- | ----- | ---- | ---- | ----- | ------ |
| Chmp. | Max Verstappen     | 18   | 25   | 18   | 19   | 25   | 0*   | 26  | 25   | 26   | Abd. +3 | 2    | 12,5  | 25    | Abd. +2 | 18   | 18  | 25   | 25   | 18 +2 | 19   | 18   | 26    | 395,5  |
| 2     | Lewis Hamilton     | 25   | 19   | 25   | 25   | 7    | 0    | 18  | 19   | 12   | 25 +2   | 18   | 7,5   | 19    | Abd.    | 25   | 10  | 19   | 18   | 25    | 25   | 26   | 18    | 387,5  |
| 3     | Valtteri Bottas    | 16   | Abd. | 16   | 15   | Abd. | 0    | 12  | 15   | 18   | 15 +1   | Abd. | 0     | 15    | 15 +3   | 10   | 26  | 8    | 0    | 15 +3 | Abd. | 15   | 8     | 226    |
| 4     | Sergio Pérez       | 10   | 0    | 12   | 10   | 12   | 25   | 15  | 12   | 8    | 0       | Abd. | 0     | 4     | 10      | 2    | 15  | 15   | 15   | 13    | 12   | Abd. | 0*    | 190    |
| 5     | Carlos Sainz Jr.   | 4    | 10   | 0    | 6    | 18   | 4    | 0   | 8    | 10   | 8       | 15   | 0,5   | 6     | 8       | 15   | 4   | 6    | 8    | 8 +1  | 6    | 4    | 15    | 164,5  |
| 6     | Lando Norris       | 12   | 15   | 10   | 4    | 15   | 10   | 10  | 10   | 15   | 12      | Abd. | 0     | 1     | 18      | 7    | 6   | 4    | 1    | 1     | 2    | 1    | 6     | 160    |
| 7     | Charles Leclerc    | 8    | 12   | 8    | 12   | Np.  | 12   | 0   | 6    | 4    | 18      | Abd. | 2     | 10    | 12      | 0    | 12  | 12   | 10   | 10    | 4    | 6    | 1     | 159    |
| 8     | Daniel Ricciardo   | 6    | 8    | 2    | 8    | 0    | 2    | 8   | 0    | 6    | 10      | 0    | 6     | 0     | 26 +1   | 12   | 0   | 10   | 0    | Abd.  | 0    | 10   | 0     | 115    |
| 9     | Pierre Gasly       | 0*   | 6    | 1    | 1    | 8    | 15   | 6   | Abd. | 2    | 0       | 11   | 4     | 12    | Abd.    | 0    | 8   | Abd. | 12   | 6     | 0    | 8    | 10    | 110    |
| 10    | Fernando Alonso    | Abd. | 1    | 4    | 0    | 0    | 8    | 4   | 2    | 1    | 6       | 12   | 0     | 8     | 4       | 8    | 0   | Abd. | 2    | 2     | 15   | 0    | 4     | 81     |
| 11    | Esteban Ocon       | 0    | 2    | 6    | 2    | 2    | Abd. | 0   | 0    | Abd. | 2       | 25   | 3     | 2     | 1       | 0    | 1   | Abd. | 0    | 4     | 10   | 12   | 2     | 74     |
| 12    | Sebastian Vettel   | 0    | 0*   | 0    | 0    | 10   | 18   | 2   | 0    | 0*   | Abd.    | Dsq. | 5     | 0     | 0       | 0    | 0   | 1    | 6    | 0     | 1    | Abd. | 0     | 43     |
| 13    | Lance Stroll       | 1    | 4    | 0    | 0    | 4    | Abd. | 1   | 4    | 0    | 4       | Abd. | 0     | 0     | 6       | 0    | 2   | 0    | 0    | Abd.  | 8    | 0    | 0     | 34     |
| 14    | Yuki Tsunoda       | 2    | 0    | 0    | Abd. | 0    | 6    | 0   | 1    | 0    | 1       | 8    | 0     | Abd.  | Np.     | 0    | 0   | 2    | Abd. | 0     | 0    | 0    | 12    | 32     |
| 15    | George Russell     | 0    | Abd. | 0    | 0    | 0    | 0*   | 0   | Abd. | 0    | 0       | 4    | 9     | 0*    | 2       | 1    | 0   | 0    | 0    | 0     | 0    | Abd. | Abd.  | 16     |
| 16    | Kimi Räikkönen     | 0    | 0    | Abd. | 0    | 0    | 1    | 0   | 0    | 0    | 0       | 1    | 0     | Forf. | Forf.   | 4    | 0   | 0    | 4    | 0     | 0    | 0    | Abd.  | 10     |
| 17    | Nicholas Latifi    | 0*   | Abd. | 0    | 0    | 0    | 0    | 0   | 0    | 0    | 0       | 6    | 1     | 0     | 0       | 0*   | 0   | 0    | 0    | 0     | Abd. | 0    | Abd.  | 7      |
| 18    | Antonio Giovinazzi | 0    | 0    | 0    | 0    | 1    | 0    | 0   | 0    | 0    | 0       | 0    | 0     | 0     | 0       | 0    | 0   | 0    | 0    | 0     | 0    | 2    | Abd.  | 3      |
| 19    | Mick Schumacher    | 0    | 0    | 0    | 0    | 0    | 0    | 0   | 0    | 0    | 0       | 0    | 0     | 0     | 0       | Abd. | 0   | 0    | Abd. | 0     | 0    | Abd. | 0     | 0      |
| 20    | Robert Kubica      |      |      |      |      |      |      |     |      |      |         |      |       | 0     | 0       |      |     |      |      |       |      |      |       | 0      |
| 21    | Nikita Mazepin     | Abd. | 0    | 0    | 0    | 0    | 0    | 0   | 0    | 0    | 0       | Abd. | 0     | Abd.  | Abd.    | 0    | 0   | 0    | 0    | 0     | 0    | Abd. | Forf. | 0      |

### Constructeurs
| Pos.  | Constructeurs          | Pilotes | BAH  | EMI  | INC  | ESP  | MON  | AZE  | FRA | STY  | AUS  | GB      | HON  | [ d ] | PB    | ITA     | RUS  | TUR | USA  | MEX  | SÃP   | QAT  | KSA  | EAU   | Points |
| ----- | ---------------------- | ------- | ---- | ---- | ---- | ---- | ---- | ---- | --- | ---- | ---- | ------- | ---- | ----- | ----- | ------- | ---- | --- | ---- | ---- | ----- | ---- | ---- | ----- | ------ |
| Chmp. | Mercedes               | HAM     | 25   | 19   | 25   | 25   | 7    | 0    | 18  | 19   | 12   | 25 +2   | 18   | 7,5   | 19    | Abd.    | 25   | 10  | 19   | 18   | 25    | 25   | 26   | 18    | 613,5  |
| Chmp. | Mercedes               | BOT     | 16   | Abd. | 16   | 15   | Abd. | 0    | 12  | 15   | 18   | 15 +1   | Abd. | 0     | 15    | 15 +3   | 10   | 26  | 8    | 0    | 15 +3 | Abd. | 15   | 8     | 613,5  |
| 2     | Red Bull- Honda        | VER     | 18   | 25   | 18   | 19   | 25   | 0*   | 26  | 25   | 26   | Abd. +3 | 2    | 12,5  | 25    | Abd. +2 | 18   | 18  | 25   | 25   | 18 +2 | 19   | 18   | 26    | 585,5  |
| 2     | Red Bull- Honda        | PER     | 10   | 0    | 12   | 10   | 12   | 25   | 15  | 12   | 8    | 0       | Abd. | 0     | 4     | 10      | 2    | 15  | 15   | 15   | 13    | 12   | Abd. | 0*    | 585,5  |
| 3     | Ferrari                | LEC     | 8    | 12   | 8    | 12   | Np.  | 12   | 0   | 6    | 4    | 18      | Abd. | 2     | 10    | 12      | 0    | 12  | 12   | 10   | 10    | 4    | 6    | 1     | 323,5  |
| 3     | Ferrari                | SAI     | 4    | 10   | 0    | 6    | 18   | 4    | 0   | 8    | 10   | 8       | 15   | 0,5   | 6     | 8       | 15   | 4   | 6    | 8    | 8 +1  | 6    | 4    | 15    | 323,5  |
| 4     | McLaren- Mercedes      | RIC     | 6    | 8    | 2    | 8    | 0    | 2    | 8   | 0    | 6    | 10      | 0    | 6     | 0     | 26 +1   | 12   | 0   | 10   | 0    | Abd.  | 0    | 10   | 0     | 275    |
| 4     | McLaren- Mercedes      | NOR     | 12   | 15   | 10   | 4    | 15   | 10   | 10  | 10   | 15   | 12      | Abd. | 0     | 1     | 18      | 7    | 6   | 4    | 1    | 1     | 2    | 1    | 6     | 275    |
| 5     | Alpine- Renault        | ALO     | Abd. | 1    | 4    | 0    | 0    | 8    | 4   | 2    | 1    | 6       | 12   | 0     | 8     | 4       | 8    | 0   | Abd. | 2    | 2     | 15   | 0    | 4     | 155    |
| 5     | Alpine- Renault        | OCO     | 0    | 2    | 6    | 2    | 2    | Abd. | 0   | 0    | Abd. | 2       | 25   | 3     | 2     | 1       | 0    | 1   | Abd. | 0    | 4     | 10   | 12   | 2     | 155    |
| 6     | AlphaTauri- Honda      | GAS     | 0*   | 6    | 1    | 1    | 8    | 15   | 6   | Abd. | 2    | 0       | 11   | 4     | 12    | Abd.    | 0    | 8   | Abd. | 12   | 6     | 0    | 8    | 10    | 142    |
| 6     | AlphaTauri- Honda      | TSU     | 2    | 0    | 0    | Abd. | 0    | 6    | 0   | 1    | 0    | 1       | 8    | 0     | Abd.  | Np.     | 0    | 0   | 2    | Abd. | 0     | 0    | 0    | 12    | 142    |
| 7     | Aston Martin- Mercedes | VET     | 0    | 0*   | 0    | 0    | 10   | 18   | 2   | 0    | 0*   | Abd.    | Dsq. | 5     | 0     | 0       | 0    | 0   | 1    | 6    | 0     | 1    | Abd. | 0     | 77     |
| 7     | Aston Martin- Mercedes | STR     | 1    | 4    | 0    | 0    | 4    | Abd. | 1   | 4    | 0    | 4       | Abd. | 0     | 0     | 6       | 0    | 2   | 0    | 0    | Abd.  | 8    | 0    | 0     | 77     |
| 8     | Williams- Mercedes     | RUS     | 0    | Abd. | 0    | 0    | 0    | 0*   | 0   | Abd. | 0    | 0       | 4    | 9     | 0*    | 2       | 1    | 0   | 0    | 0    | 0     | 0    | Abd. | Abd.  | 23     |
| 8     | Williams- Mercedes     | LAT     | 0*   | Abd. | 0    | 0    | 0    | 0    | 0   | 0    | 0    | 0       | 6    | 1     | 0     | 0       | 0*   | 0   | 0    | 0    | 0     | Abd. | 0    | Abd.  | 23     |
| 9     | Alfa Romeo- Ferrari    | RAI     | 0    | 0    | Abd. | 0    | 0    | 1    | 0   | 0    | 0    | 0       | 1    | 0     | Forf. | Forf.   | 4    | 0   | 0    | 4    | 0     | 0    | 0    | Abd.  | 13     |
| 9     | Alfa Romeo- Ferrari    | GIO     | 0    | 0    | 0    | 0    | 1    | 0    | 0   | 0    | 0    | 0       | 0    | 0     | 0     | 0       | 0    | 0   | 0    | 0    | 0     | 0    | 2    | Abd.  | 13     |
| 9     | Alfa Romeo- Ferrari    | KUB     |      |      |      |      |      |      |     |      |      |         |      |       | 0     | 0       |      |     |      |      |       |      |      |       | 13     |
| 10    | Haas- Ferrari          | MAZ     | Abd. | 0    | 0    | 0    | 0    | 0    | 0   | 0    | 0    | 0       | Abd. | 0     | Abd.  | Abd.    | 0    | 0   | 0    | 0    | 0     | 0    | Abd. | Forf. | 0      |
| 10    | Haas- Ferrari          | MSC     | 0    | 0    | 0    | 0    | 0    | 0    | 0   | 0    | 0    | 0       | 0    | 0     | 0     | 0       | Abd. | 0   | 0    | Abd. | 0     | 0    | Abd. | 0     | 0      |